# Préhistoire de la Mésopotamie
Vous lisez un « bon article » labellisé en 2020.

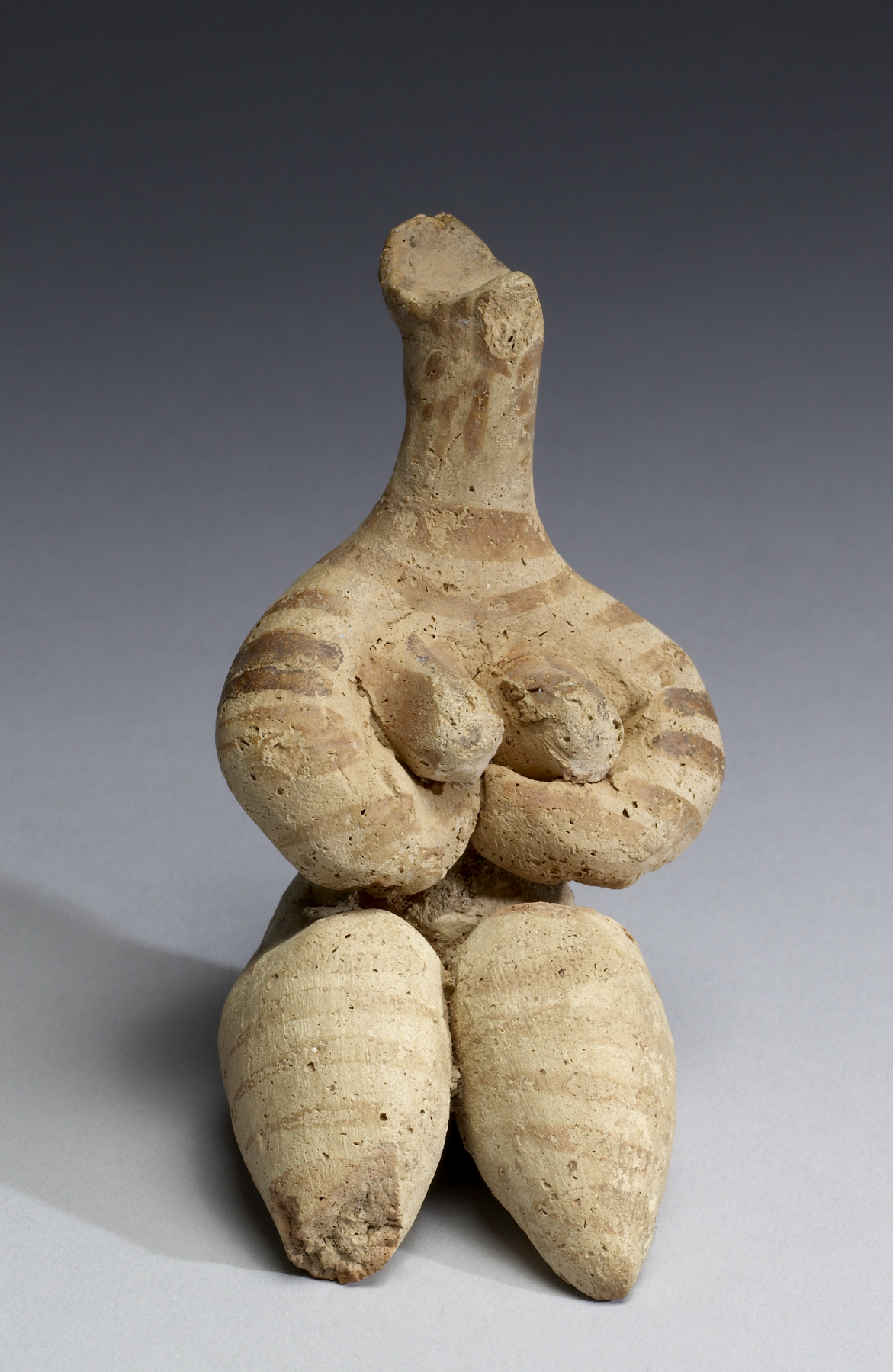
Figurine parturiente assise de la période Halaf. Anatolie - Walters Art Museum - Baltimore.

La préhistoire de la Mésopotamie est la période comprise entre le Paléolithique et l'apparition de l'écriture dans la partie du Croissant fertile située autour des fleuves Tigre et Euphrate ainsi que les zones environnantes comme les contreforts du Zagros, le Sud-Est de l'Anatolie et le Nord-Ouest de la Syrie.
D'une manière générale, la Mésopotamie paléolithique est faiblement documentée, ceci s'aggravant en Mésopotamie du Sud pour les périodes précédant le IVe millénaire av. J.-C. ; les conditions géologiques font que la majorité des vestiges sont enfouis sous une épaisse couche d'alluvions ou immergés sous les eaux du golfe Persique.
Le Paléolithique moyen voit apparaître une population de chasseurs-cueilleurs vivant dans les grottes du Zagros et, de manière saisonnière, sur de nombreux sites à ciel ouvert. Producteurs d'une industrie lithique de type moustérien, leurs restes funéraires trouvés à la grotte de Shanidar indiquent l'existence d'une solidarité et l'usage de soins entre les membres d'un groupe.
Pendant le Paléolithique supérieur, le Zagros est probablement occupé par l'Homme moderne. La grotte de Shanidar ne recèle que des outils en os ou bois de cervidés typiques d'un Aurignacien local appelé « Baradostien » par les spécialistes.
L'époque de l'Épipaléolithique final, caractérisée par le Zarzien (vers 17 000–12 000 ans avant le présent), voit l'apparition de premiers villages temporaires aux constructions rondes et pérennes. L'apparition d'objets fixes comme des meules en grès ou en granite et des pilons cylindriques en basalte indiquent un début de sédentarisation.
Entre les XIe et Xe millénaires av. J.-C., les premiers villages des chasseurs-cueilleurs sédentaires sont connus en Irak du Nord. Les maisons semblent s'articuler autour d'une notion de « foyer », sorte de « propriété » familiale. Des preuves de préservation des crânes des morts et d'activités artistiques sur le thème des rapaces sont également découvertes.
Vers 10000 à 7000 av. J.-C., des villages s'agrandissent dans le Zagros et dans la vallée du Belikh (Haute Mésopotamie). L'économie y est mixte (chasse et début d'agriculture). Les maisons deviennent rectangulaires et on y note l'utilisation de l'obsidienne, témoin de contacts avec l'Anatolie où se trouvent de nombreux gisements.
Les VIIe et VIe millénaires av. J.-C. voient se développer les cultures dites « céramiques ». Appelées Hassuna, Samarra et Halaf, elles sont caractérisées par l'instauration définitive de l'agriculture et de l'élevage. Les maisons se complexifient en grandes maisons communes autour de greniers collectifs. L'irrigation fait son apparition. Alors que la culture de Samarra montre des signes d'inégalités sociales, la culture de Halaf semble être constituée de petites communautés disparates apparemment peu hiérarchisées.
Parallèlement, dans le Sud de la Mésopotamie de la fin du VIIe millénaire av. J.-C., se développe la culture d'Obeïd dont Tell el-Oueili est le plus ancien site connu. Son architecture est très élaborée, les habitants y pratiquent l'irrigation, indispensable dans une région où l'agriculture sans apport artificiel d'eau est impossible. Dans sa plus grande expansion, la culture d'Obeïd s'étend pacifiquement, probablement par acculturation de la culture de Halaf, vers le Nord de la Mésopotamie jusque dans le Sud-Est de l'Anatolie et le Nord-Est de la Syrie.
Vers la fin du IVe millénaire av. J.-C., les villages, apparemment peu hiérarchisés, s'agrandissent en villes, la société se complexifie et une élite dirigeante de plus en plus forte s'installe. Les centres les plus influents de la Mésopotamie (Uruk et Tepe Gawra) voient progressivement apparaître l'écriture et l'État marquant traditionnellement la fin de la Préhistoire.

## Cadre géographique et archéologique

Localisation des principaux ensembles géographiques de la préhistoire du Proche-Orient.

Située dans la région historique du Croissant fertile dans le Proche-Orient ancien, autour des fleuves Tigre et Euphrate, la Mésopotamie correspond, pour sa plus grande part, à l'Irak actuel auquel s'ajoutent au nord une frange de l'actuelle Syrie et la partie sud-est de la Turquie. Dans ce territoire, se distinguent deux régions : la Haute Mésopotamie, ou Djézireh, et la Basse Mésopotamie. Par ailleurs, les fortes similitudes culturelles observées pour toute la Préhistoire mésopotamienne entre les régions situées immédiatement à l'est du Tigre et à l'ouest de l'Euphrate permettent l'étude d'une plus grande Mésopotamie qui borde les contreforts des montagnes du Zagros.
La Haute Mésopotamie est une région de collines et de plateaux d'une altitude moyenne variant entre 200 et 300 mètres couverte d'une végétation steppique qui se prolonge à l'est du Tigre et à l'ouest de l'Euphrate. Bénéficiant dans sa plus grande partie d'une pluviométrie suffisante pour pratiquer une agriculture sèche, elle est limitée, au sud, à la hauteur de Ramadi sur l'Euphrate et de Samarra sur le Tigre. La partie de la Djézireh comprise entre les affluents du Tigre et de l'Euphrate pour les périodes paléolithique et épipaléolithique n'est quasiment pas documentée. Ce manque peut autant s'expliquer d'un point de vue archéologique, vu le peu de prospections menées dans cette zone, que d'un point de vue humain, la région pouvant n'avoir quasiment pas été occupée pendant les périodes concernées.
La Basse Mésopotamie est de nos jours constituée d'une plaine alluviale à faible inclinaison (37 mètres d'altitude à Bagdad). Vers 14000 av. J.-C. l'ancien delta du Tigre et de l'Euphrate se trouve à hauteur du golfe d'Oman. Vers 10000 av. J.-C., un tiers seulement de la surface actuelle du golfe Persique est couvert par la mer. Par conséquent, de nombreux sites paléolithiques peuvent se trouver sous les eaux du golfe. Ainsi, la flore, la faune et la préhistoire de l'ancien delta, jadis au sec, restent inconnues. Après la remontée des eaux du golfe, les fleuves Tigre et Euphrate, charriant et déposant des alluvions à la fin de leurs parcours, provoquent un reflux du niveau de la mer. Ce dernier phénomène ensevelit sous plusieurs mètres d'alluvions ou sous une nappe phréatique tous les vestiges de sites pouvant avoir été établis avant le IVe millénaire av. J.-C. dans une plaine alors couverte de steppes. Ne restent comme seuls témoins de ces steppes de la Mésopotamie du Sud — se présentant jadis comme le prolongement de la steppe du Sud de la Djézireh — les plaines situées entre les rives gauches du Tigre et le piémont du Zagros. Les actuelles plaines alluviales sont donc quasiment dépourvues, en surface, de vestiges paléolithiques ou néolithiques antérieurs au VIIe millénaire av. J.-C. Ceci n'est pas dû à l'inoccupation des lieux mais à leur disparition sous plusieurs mètres d'alluvions où ils se trouvent encore inexplorés s'ils n'ont pas été, pour la plupart, détruits par les forces naturelles,,,.

## Paléolithique inférieur
Alors qu'il y a 600 000 ans, les Archantropiens laissent des outils de silex taillés un peu partout dans les alentours de la Méditerranée (Égypte, Syrie, Palestine, Iran) en délaissant la Turquie et les vallées du Tigre et de l'Euphrate, les premières traces de l'Homme en Mésopotamie semblent être des galets roulés et taillés en bifaces découverts en 1984 près de Mossoul en Irak, datant de l'Acheuléen récent, soit du dernier quart du Paléolithique inférieur (entre 500 000 et 110 000 ans avant le présent).

## Paléolithique moyen

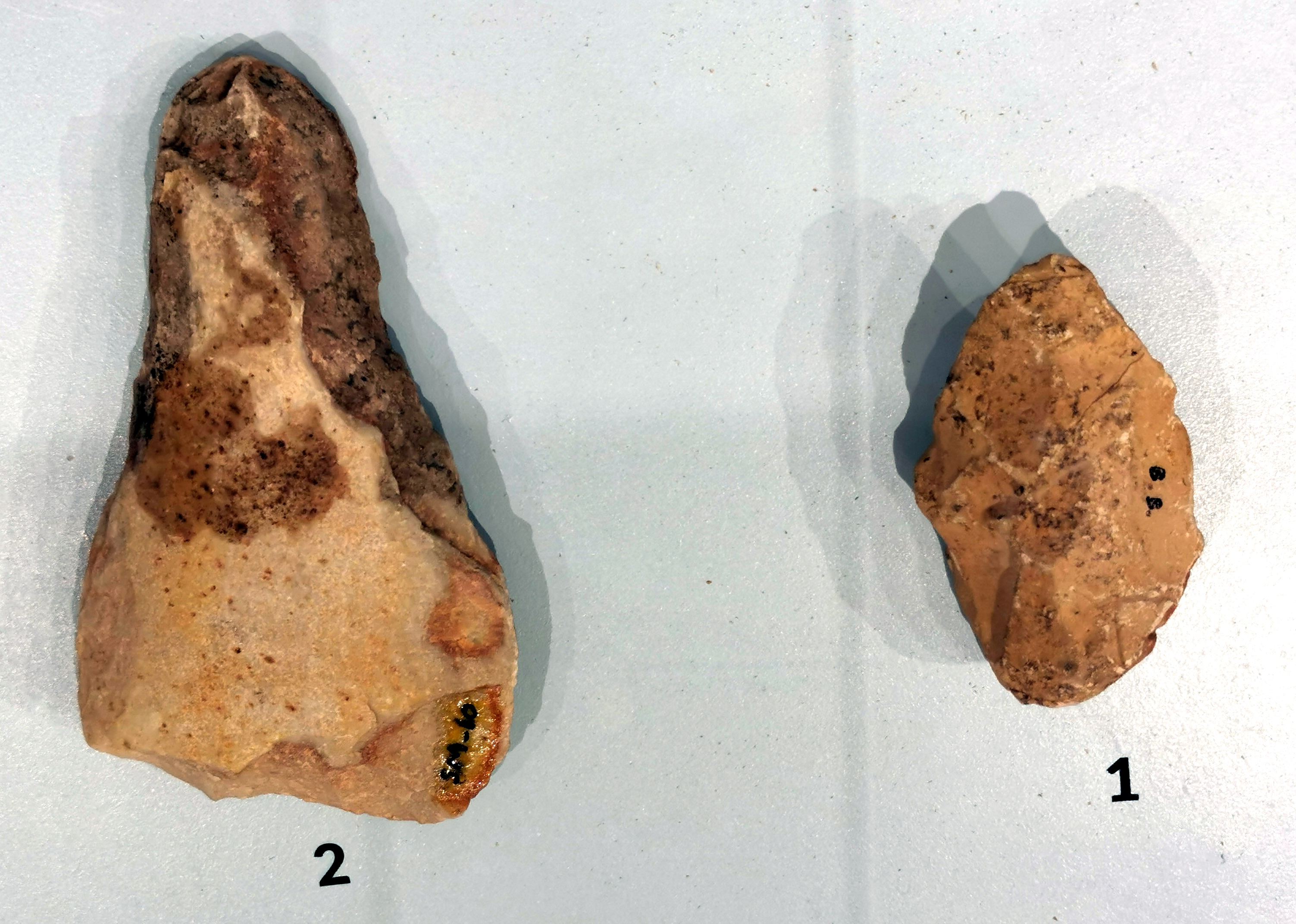
Bifaces provenant du site de Barda Balka. Musée de Souleimaniye.

Les marques ultérieures de présence humaine sont découvertes en 1949 à Barda Balka (« Pierre levée » en kurde), non loin de la ville de Chamchamal, dans le Kurdistan irakien. Quelques objets en silex taillé trouvés en surface autour d'un mégalithe d'époque néolithique incitent à effectuer, en 1950, un sondage plus en profondeur. Il permet de découvrir, à 2 mètres sous des sédiments fluviaux, un atelier ou un type de campement occupé de manière répétée à court terme par des chasseurs-cueilleurs. Leur outillage consiste en des silex taillés en biface, des haches, des racloirs et des galets aménagés en hachoirs suggérant un travail de la pierre et une activité de boucherie. Ces travaux sont effectués près d'une source au bord d'un ruisseau. L'ensemble est estimé, par des critères typologiques et géologiques, dater de 80 000 BP. Cette date semble confirmée par la découverte, autour des outils, d'ossements d'animaux comme l'éléphant d'Asie et le rhinocéros, animaux qui disparaissent de ces régions quelque temps plus tard,.
Au début de la glaciation de Würm, les préhistoriens estiment que les hommes vivent dans des grottes de manière saisonnière. En 1928, l'archéologue britannique Dorothy Garrod découvre, dans les couches inférieures de la grotte de Hazar Merd, dans le Kurdistan irakien, une industrie lithique moustérienne, que l'on trouve également sur de nombreux sites à ciel ouvert.

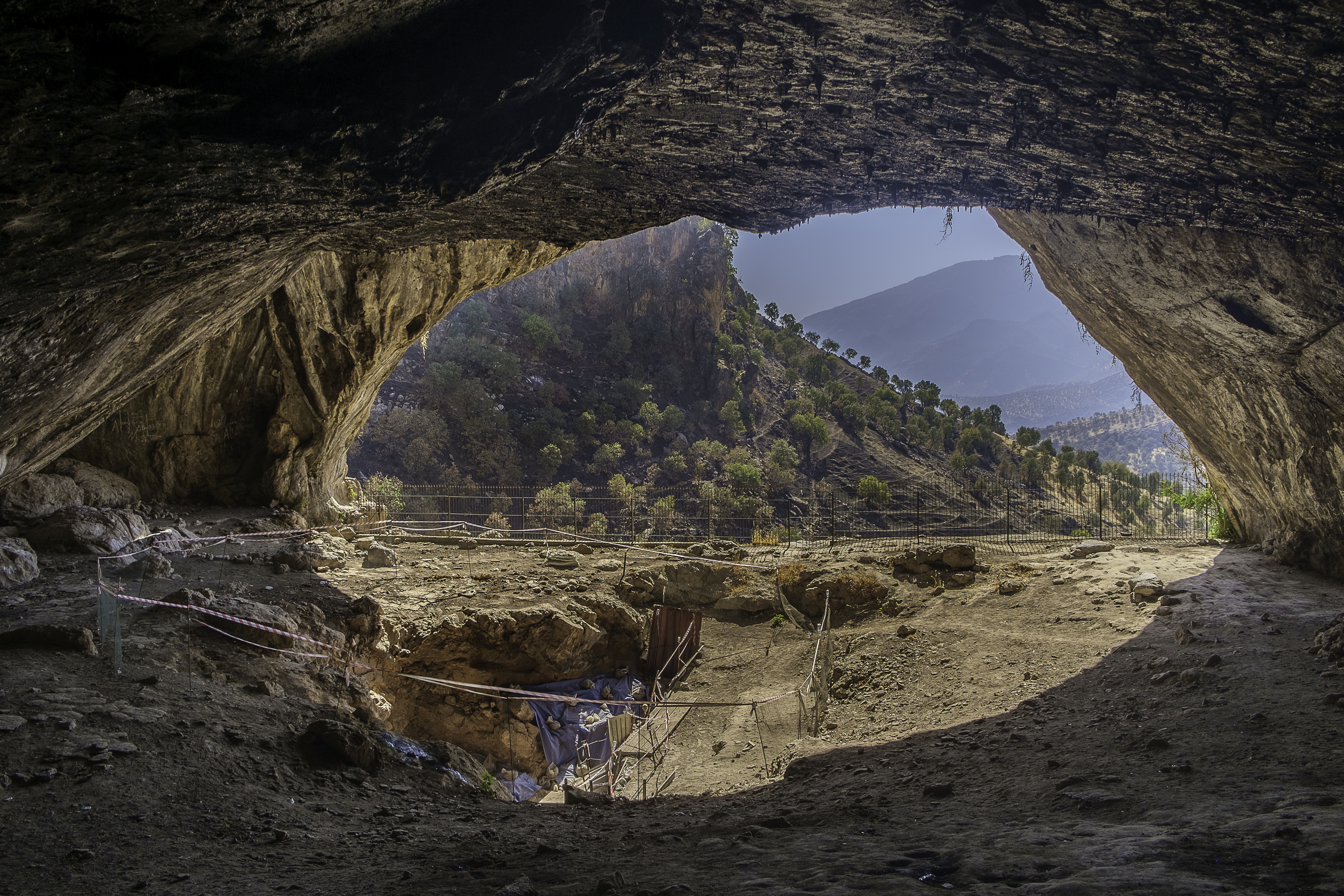
Intérieur de la grotte de Shanidar avec, en avant-plan, le chantier archéologique.

Toujours dans le Kurdistan irakien, la grotte de Shanidar située sur le flanc sud du Jebel Baradost sur les contreforts du Zagros septentrional, dans la province d'Erbil dans le Nord-Est de l'Irak, représente le site archéologique le plus important dans la découverte du Paléolithique moyen et supérieur de la Mésopotamie. Entre 1951 et 1960, l'équipe dirigée par l'archéologue américain Ralph Stefan Solecki creuse le sol de la grotte et atteint le roc vierge à 14 mètres de profondeur. Elle met en lumière quatre niveaux culturels différents. Le plus profond d'entre eux et le plus épais (8,5 mètres), le niveau D attribué au Paléolithique moyen, révèle des couches de cendres, mêlées à des outils de silex et à des ossements qui laissent entendre que la grotte est occupée de manière intermittente depuis 60 000 ans avant le présent, pendant une dizaine de milliers d'années. S'y trouvent également de nombreux outils comme des pointes, des racloirs, des burins ou perçoirs caractéristiques de l'industrie lithique moustérienne. Des pointes de flèches découvertes dans les couches supérieures du niveau D de type « Émirien » analogues à celles de Palestine laissent supposer l'existence de contacts avec le Levant méditerranéen. Par ailleurs, les pollens découverts et analysés en laboratoire permettent aux chercheurs de déduire de forts changements climatiques durant la période d'occupation de la grotte : d'abord plus chaud qu'aujourd'hui, puis très froid, enfin chaud et sec jusqu'à 44 000 ans avant le présent.

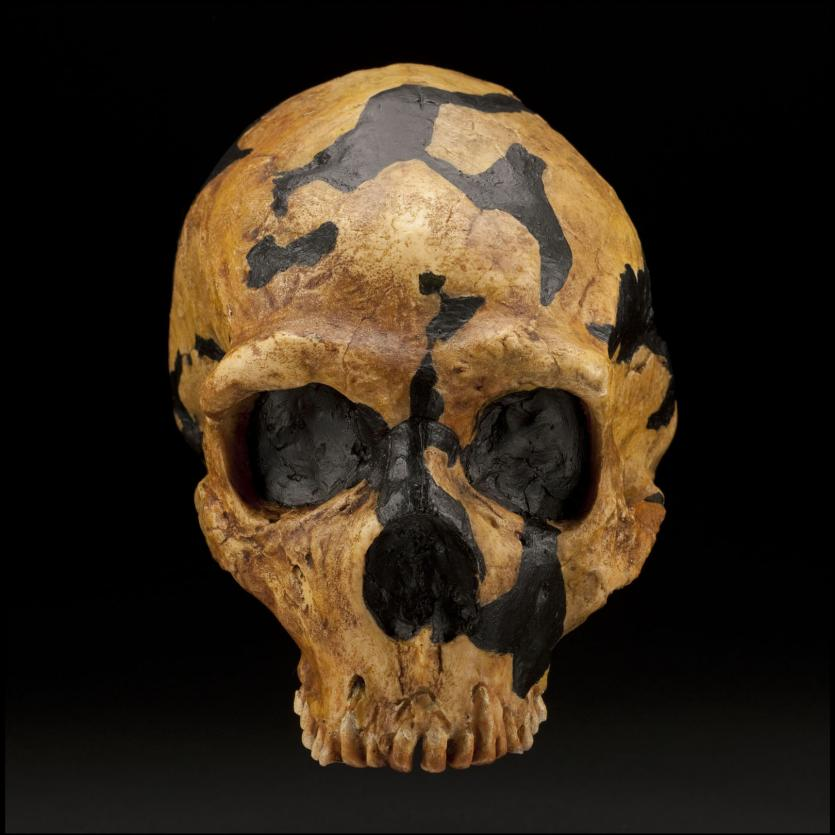
Crâne d'un des hommes de Néandertal découvert à Shadinar baptisé « Shanidar I ».

Mais la plus grande découverte consiste en la présence de dix squelettes humains, dont deux enfants en bas âge. Ces squelettes, généralement très endommagés, sont là depuis 60 000 BP pour le plus ancien et 45 000 BP pour le plus récent. Les crânes en relativement bon état présentent les caractéristiques de l'homme de Néandertal,. Les dix squelettes sont divisés en deux catégories que 10 000 ans séparent : d'une part, une grande partie ayant appartenu à des hommes, femmes et enfants résidant dans la grotte, morts sous les chutes de pierres du plafond de la grotte et, d'autre part, des corps visiblement placés là en sépulture entre 50 000 et 45 000 ans avant le présent. L'un des morts déposés semble avoir été couché en position fœtale et semble avoir été recouvert de fleurs ; un autre, découvert en 2017 non loin du premier, est placé dans une position de repos.
Outre l'observation d'une possible pratique funéraire, ces découvertes permettent de mieux comprendre quelques comportements néandertaliens. Un des squelettes présente tant de traces de handicaps lourds (parmi lesquels, la surdité et la probable cécité) et de blessures graves que sa dépendance envers les autres semble évidente jusqu'à sa mort survenue à l'âge avancé d'une quarantaine d'années. Cela permet de déduire une solidarité et l'usage de soins entre les membres d'un groupe,,. A contrario, un autre squelette présentant des traces de blessures au niveau des côtes suggère, quant à lui, l'existence de violences interpersonnelles au sein de ce même groupe.
Pour ce qui concerne les régions basses, des sites brièvement fouillés indiquent que le désert situé au sud de l'Euphrate et les régions bordant ce fleuve, où du moins un système antérieur (fossile) dont le cours était alors bien différent de celui de l'actuel, étaient parcourus par des bandes à cette période. Mais s'il y a des sites de campement de cette période dans la plaine, ils sont enfouis sous les sédiments fluviaux,.

## Paléolithique supérieur
Le niveau C de la grotte de Shanidar (entre 34 000 et 26 500 BP) ne recèle aucun squelette significatif de son occupation au cours du Paléolithique supérieur (entre 45 000 et 12 000 BP). Seuls des objets en os ou en bois de cervidés y ont été retrouvés. Leur style similaire à l'Aurignacien présente toutefois assez d'originalité pour que l'archéologue américain Ralph Stefan Solecki lui attribue, en 1963, le nom de Baradostien (allusion aux monts Baradost où se situe la grotte). Durant le dernier maximum glaciaire de la glaciation de Würm, qui connaît son pic de froid vers 20 000 BP, la grotte de Shanidar semble désertée pendant environ 10 000 ans, peut-être à cause du froid forçant les habitants à descendre dans les vallées aux alentours ou à cause de la menace des rochers qui tombent du haut du plafond de la grotte.
Le style de l'outillage en pierre dont les bases sont moustériennes, et déjà présentes dans les couches supérieures du niveau D de Shanidar, tend à s'affiner : des armatures légères et souvent pointues indiquent un regain d'emploi d'armes à propulsion mécanique, telles que l'arc. C'est par ailleurs un trait majeur de l'industrie lithique au cours du Paléolithique supérieur du Zagros. En outre, malgré l'exiguïté des sondages, les pendeloques sont nombreuses et sont pour la plupart fabriquées à partir de canines atrophiées de cerfs rouges, percées dans le plat de la racine ou à partir de coquilles marines perforées et colorées en rouge, ou façonnées en hématite. L'une d'entre elles imite la silhouette d'une canine de cerf, polie, brillante et agrémentée d'une série d'encoches périphériques. Ces activités esthétiques tendent à renforcer l'idée qu'une « révolution » spirituelle accompagne la progression des techniques de taille.
D'autres sites de la période ont été découverts et fouillés : ils s'étendent sur toute la largeur du Zagros, jusqu'au pied de l'Himalaya. La grotte de Yafteh dans le Lorestan en est l'un des principaux,. Ces sites présentent tous un outillage propre à l'Aurignacien pour les strates temporelles correspondantes et supérieures. Ainsi, en 2006, le terme « Baradostien » est revu afin de définir un stade plus ancien de l'Aurignacien, intermédiaire entre le Moustérien et un Aurignacien propre au Zagros,. Aux yeux du chercheur Marcel Otte, l'ensemble du matériel aurignacien du Zagros semble adopter une continuité tant technique qu'esthétique de l'est vers l'ouest à tel point qu'une tendance migratoire de l'Aurignacien du Zagros se confirme de l'Asie centrale, vers l'Europe du Sud-Est avec les grottes des piémonts est du Zagros comme intermédiaire.
Par ailleurs, même s'il est permis de supposer que la population du Baradostien soit composée d'humains dont l'anatomie est celle de l'Homme moderne, les documents paléoanthropologiques sont très peu nombreux pour l'avérer : une molaire provenant de la grotte d'Eshkaft-e Gavi (Zagros méridional) et une prémolaire provenant la grotte de Wezmeh. De plus, la chronologie de ces deux témoins n'est pas précisément déterminée.

## Épipaléolithique
Au début de l'époque épipaléolithique (vers 17 000–12 000 BP), lors de la dernière période glaciaire, les régions septentrionales du Zagros, de moyennes et hautes altitudes, sont désertées. Le retour de la présence humaine ne se fait sentir qu'à partir du réchauffement climatique suivant le dernier maximum glaciaire, en parallèle au faciès épipaléolithique connu au Levant et sur la côte sud de l'Anatolie.

### Le Zarzien
La fin de l'Épipaléolithique est marqué par la culture de Zarzi, qui couvre le Kurdistan irakien avec les grottes de Zarzi, Palegawra et Shanidar B1 (réoccupée) puis B2 (à nouveau inhabitée, mais contenant plusieurs sépultures), ainsi que le site de Zawi Chemi. Ce dernier est un « village » situé à 4 kilomètres de la grotte de Shadinar en aval de la rivière Grand Zab et dont la datation correspond au niveau B2 de la grotte (10 870 BP). La grotte de Zarzi, éponyme de la culture zarzienne, est découverte et fouillée pendant les années 1920 et 1930 par l'archéologue Dorothy Garrod. Ses découvertes permettent alors de dessiner les caractéristiques de la culture de Zarzi aux côtés de la culture natoufienne et kébarienne du Levant également découvertes pendant les années 1930. À l'époque, alors que le Zagros est presque délaissé par les archéologues, le Levant et la culture natoufienne sont l'objet de fouilles plus détaillées. Malgré cela, pendant les années 1960, d'autres sites zarziens sont découverts — notamment Warwasi, Pa Sangar, Ghar-i Khar — ainsi qu'un ensemble de trente-cinq corps déposés dans la grotte de Shadinar vers 10 700 BP, qui permettent une meilleure description de la culture zarzienne. D'autres recherches, menées à partir des années 1980, permettent d'éclaircir des éléments comme le climat, la végétation, les activités humaines. En 2006 et 2017, la datation par le carbone 14 de plusieurs os d'animaux trouvés sur plusieurs sites, comme celui de Palegawra, permet l'affinement de diverses datations,.
Les datations par le carbone 14 de Shanidar et de Palegawra indiquent que la présence zarzienne commence vers 12 000 BP et qu'elle s'arrête probablement à l'avènement du Néolithique il y a environ 10 000 ans,. Pendant cette période, les conditions climatiques s'améliorent suffisamment afin de permettre la propagation de la végétation vers les altitudes plus élevées. Le Zagros occidental peuplé de cervidés et de caprinés semble être couvert d'une dense steppe arborée, tandis que la documentation de Palegawra indique la présence de chênes, de peupliers et même de genévriers ou de tamaris. Les rives de l'Euphrate moyen et sans doute du Tigre sont bordées de forêts ripisylves composées de peupliers, saules ou tamaris. Mais, une certaine distorsion entre données polliniques et données paléozoologiques est à noter, surtout dans les zones du Zagros où des espèces animales forestières semblent parfois apparaître là où les diagrammes polliniques indiquent l'existence de steppes,.

#### Fabrication d'objets

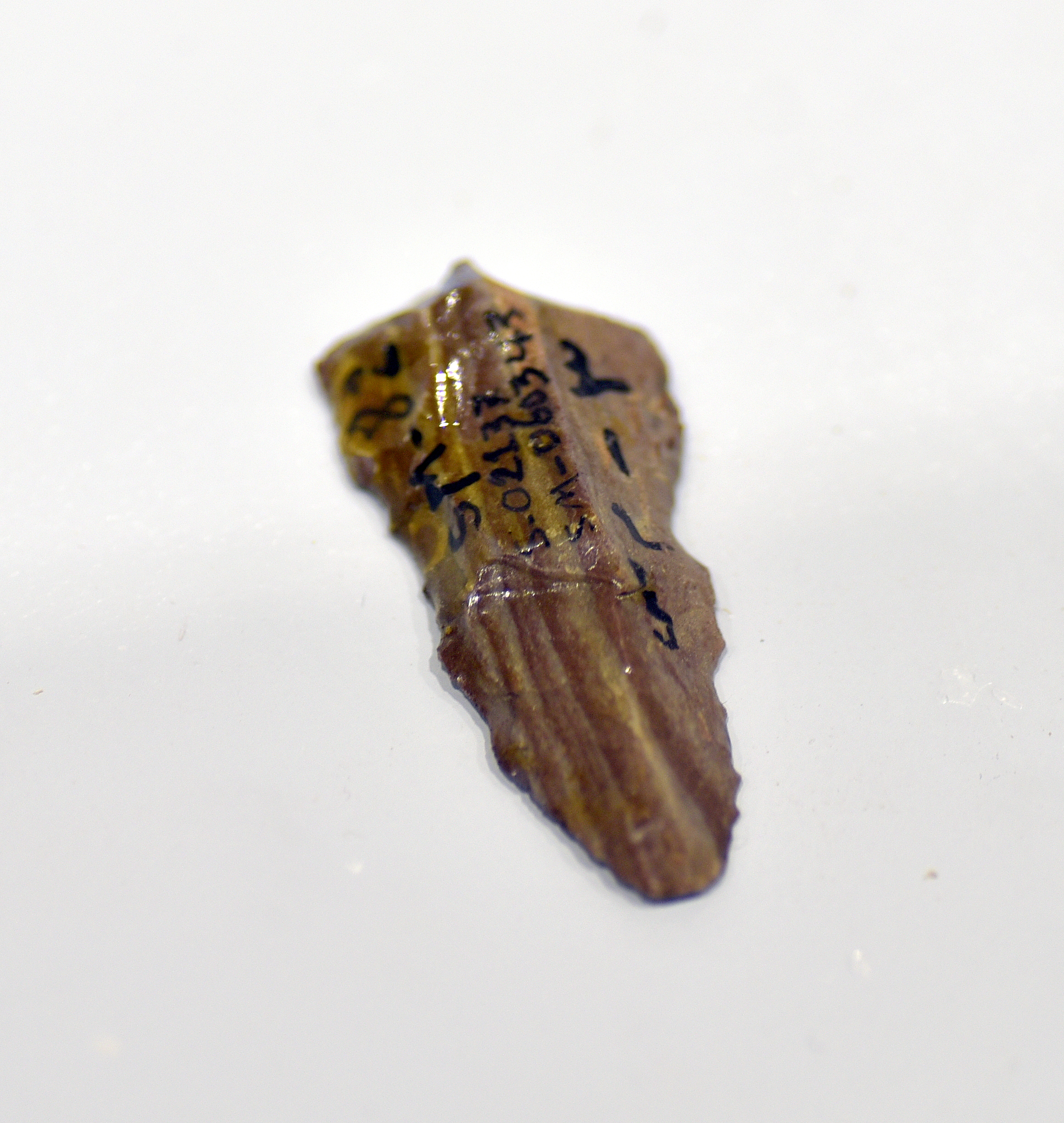
Silex provenant de la grotte de Zarzi, v. 18000-14000 BP. Musée de Souleimaniye.

La réduction de la taille des outils commencée au début du Baradostien atteint son apogée durant le Zarzien avec un outillage microlithique varié, notamment de formes géométriques dont beaucoup, à la fin du Zarzien, de triangles, de trapèzes et de pièces incurvées. Des haches polies sont également découvertes à Palegawra et Zawi Chemi, mais elles ne semblent pas appartenir à la culture zarzienne. La seule hache polie semblant appartenir à cette culture provient de Deir Hall dans la Djézireh. Du côté du mobilier lourd qui se développe alors, divers sites du Zarzien récent, dont Zawi Chemi, livrent des meules en grès ou en granite avec des pilons cylindriques en basalte. Bien que certains de ces outils lourds puissent être transportés — comme des dalles de grès d'environ 30 centimètres trouvées à Zawi Chemi — certains semblent être enchâssés au sol. En outre, des ornements personnels fabriqués à partir d'ossements sont également connus. Certains sont composés de coquillages marins, ce qui indique l'existence d'un réseau d'échanges ou de déplacements à longues distances. Des perles et des pendentifs sont également découverts à Palegawra et Pa Sangar,,.

#### Habitat
La caractéristique principale des occupants du Zagros pendant la première partie du Zarzien est la mobilité. Ils se déplacent en bandes d'un point de sustentation à l'autre. Les lieux d'occupation comprennent des petits sites, comme des abris de chasse sans construction pérenne où de petites bandes chassent, préparent et ramènent le gibier aux camps de base fixes. D'autres sites semblent être des camps de transition moins souvent occupés où l'on confectionne ou répare les outils de pierre. Les camps de base, quant à eux, sont installés sous abris rocheux ou dans de plus grandes grottes comme Shanidar, Palegawra ou Pa Shangar. Ces abris semblent avoir comme point commun d'être à la croisée de milieux environnementaux variés et de présenter un large point de vue sur l'ensemble d'une plaine afin d'y observer les déplacements du gibier (gazelles et onagres),,,.

#### Alimentation
Sur les sites comme Pa Sangar, Palegawra, Zarzi et Shanidar, les archéologues observent que les pratiques de chasse n'ont pas changé pas depuis les périodes précédentes : les chèvres et les onagres sont toujours la principale source carnée. Mais, la gamme d'espèces chassées s'élargit considérablement par rapport aux périodes précédentes : une augmentation du petit gibier comme la perdrix, le canard, le crabe d'eau douce, les palourdes, les tortues et, pour la première fois, le poisson. Les débris de Zarzi et Shanidar contiennent également des coquilles d'escargots terrestres. Cette diversité semble due au stress alimentaire, forçant les chasseurs-cueilleurs à collecter des animaux plus petits, les plus grands animaux étant moins disponibles à cause des changements environnementaux. Le site de Palegawra semble, en outre, indiquer l'apparition de chiens domestiques,.

### Le Zarzien final ou Proto-Néolithique

#### Zawi Chemi
Au cours de la fin du Zarzien, le site de Zawi Chemi semble indiquer une tendance à la sédentarisation. Situé dans une vallée ouverte non loin de la rivière Grand Zab à quelques kilomètres de la grotte de Shanidar, il est composé d'habitations séparées de forme approximativement circulaire ou semi-circulaire dont l'implantation se fait par creusement total ou partiel dans le sol. Pourvues d'une assise en pierre, elles sont parfois composées d'une légère superstructure en pierre ou en bois, surmontée d'un toit en matière organique,. À Zawi Chemi se trouve également une énigmatique construction circulaire de 2 à 3 mètres à proximité de laquelle se trouve un dépôt de quinze cranes de chèvres sauvages et dix-sept ailes de rapaces. Cette installation conduit à l'hypothèse d'un usage rituel d'ailes ou de plumes de rapaces comme ornementation d'habits ou de coiffures et rappellent à la chercheuse Joan Oates les fresques aviaires de Çatal Höyük. Cependant, même si le site démontre une nette tendance à la sédentarisation, il semble n'avoir été occupé que durant les périodes de printemps et d'été, le lieu d'habitation hivernal étant encore inconnu.

#### Les sépultures de Shanidar
Le niveau B2 de Shanidar — le niveau le plus récent (vers 10 750–10 000 BP) — est contemporain de l'occupation de Zawi Chemi. Il ne présente aucun signe d'occupation, mais présente une construction semi-circulaire en pierre et, surtout, de nombreuses sépultures identifiées pour beaucoup comme celles d'enfants ou d'adolescents. La totalité des sépultures de la grotte n'est probablement pas encore exhumée, la zone d'excavation n'étant étendue que sur une surface de 6 mètres sur 6 dans le fond de la grotte. Aussi il pourrait encore rester d'autres sépultures encore inexplorées. Vingt-six tombes composées des restes d'au moins 35 personnes au total ont pu être identifiées. Les corps sont pliés de manière peu naturelle et parfois entassés dans des tombes tant individuelles que collectives. Certaines tombes sont entourées de pierres et les corps ne portent pas de traces de pratiques mortuaires spécifiques. Cependant, 15 tombes sont pourvues d'objets funéraires. Ces offrandes sont plus couramment composées de décorations en perles souvent faites de pierres colorées et parfois de coquillages ou de pinces de crabe. Les tombes les plus richement dotées sont les tombes d'enfants : l'une d'entre elles contient plus de 1 500 perles de pierre.
Les raisons du choix de l'emplacement du cimetière dans la grotte de Shanidar sont encore inconnues. La grotte est peut-être à l'époque reconnue par les habitants de la vallée de Shadinar comme un endroit anciennement occupé par de lointains ancêtres ou alors elle est ressentie comme un abri efficace contre les animaux ou les intempéries. Quoi qu'il en soit, le cimetière n'a pas servi très longtemps et les corps entassés là — certains squelettes sont abîmés par la pose de nouveaux corps — sont fort contemporains les uns des autres. Alors que la société zarzienne semble plutôt organisée en petits groupes d'une vingtaine d'individus sous une autorité plus ou moins informelle, mais de structure égalitaire, la découverte des présents déposés auprès de certains corps de Shanidar au détriment d'autres suggère, à la sortie du Zarzien, l'émergence d'une organisation sociale inégalitaire entre individus.

## Premiers villages mésopotamiens

Carte de localisation des principaux sites du Néolithique acéramique de Mésopotamie et du Zagros.

Le village saisonnier de Zawi Chemi et Shanidar B1 semblent laisser la place aux premiers villages sédentaires connus de l'Irak du Nord : M'lefaat, Qermez Dere et Nemrik. Ceux-ci sont situés à la jonction des contreforts du Zagros et de la steppe de Haute Mésopotamie. Pour la plupart, leur implantation se fait entre les XIIe et Xe millénaires av. J.-C. Considérés sous plusieurs aspects comme les héritiers du Zarzien, leur évolution ne se fait sentir qu'à partir du IXe millénaire av. J.-C. en marge des autres cultures affiliées au PPNA et au PPNB dont ils ne subissent finalement l'influence qu'à partir du VIIIe millénaire av. J.-C..
Toutefois, la densité de population est probablement très faible dans le Nord de la Mésopotamie et aucun site n'est recensé dans les plaines de la Djézireh. Cela ne signifie pas une absence humaine : des communautés nomades ou plus mobiles utilisent peut-être encore une partie de la région de manière saisonnière. Ce qui est, d'un point de vue  archéologique, difficilement démontrable.

### Chasse et cueillette
Les habitants de ces villages se livrent encore à la chasse et à la cueillette et il n'y a, durant cette séquence et pour ces villages, aucune trace d'activité agricole ou d'élevage. Les gazelles, les lièvres, les renards, quelques bœufs, équidés et ovicaprinés sont les gibiers préférés des chasseurs et les cueilleurs récoltent blé, orge, lentilles, pois et vesces qui font partie de l'environnement local sauvage. Ces plantes ne présentent aucune trace de domestication et aucune prédominance de céréales n'est constatée.
Nemrik, se trouvant à une plus grande proximité des montagnes moins fournies en aliments végétaux que dans les plaines, semble avoir une base économique plus rattachée à la chasse. De nombreuses bolas, accompagnées de restes d'animaux chassés pouvant avoir été simplement abattus par leurs chasseurs, suggèrent que, au VIIe millénaire av. J.-C., de jeunes animaux peuvent avoir été capturés à des fins de reproduction et ouvrent également la possibilité d'une pratique de la fauconnerie, comme beaucoup plus tôt à Zawi Chemi.

### Foyer familial
Les occupants des villages de M'lefaat, Qermez Dere et Nemrik sont depuis le XIe millénaire av. J.-C. des chasseurs-cueilleurs sédentaires et, en matière d'habitation, perfectionnent les compétences de leurs prédécesseurs natoufiens du Levant : à Nemrik, les maisons enfouies dans une fosse ronde comprennent, en plus de poteaux de bois, deux à quatre épais piliers intérieurs. Ces piliers de pierre dressés verticalement, parfois façonnés sur un modèle anthropomorphe, soutiennent un toit de terre en terrasse avec, pour certains, des échelles d'accès par le toit. Ces piliers sont enveloppés d'une couche d'argile et de chaux. Cette dernière semble être un matériau utilisé ici de manière plus précoce qu'au Levant. À Nemrik ou à Qermez Dere, les sols sont également recouverts de chaux et ce de manière répétée. Cette rénovation et ce nettoyage continus des maisons individuelles suggèrent un changement social significatif : la transformation de l'abri vers une notion de « foyer », lieu de résidence permanente pour lequel pourrait se développer une sorte de « propriété » familiale.

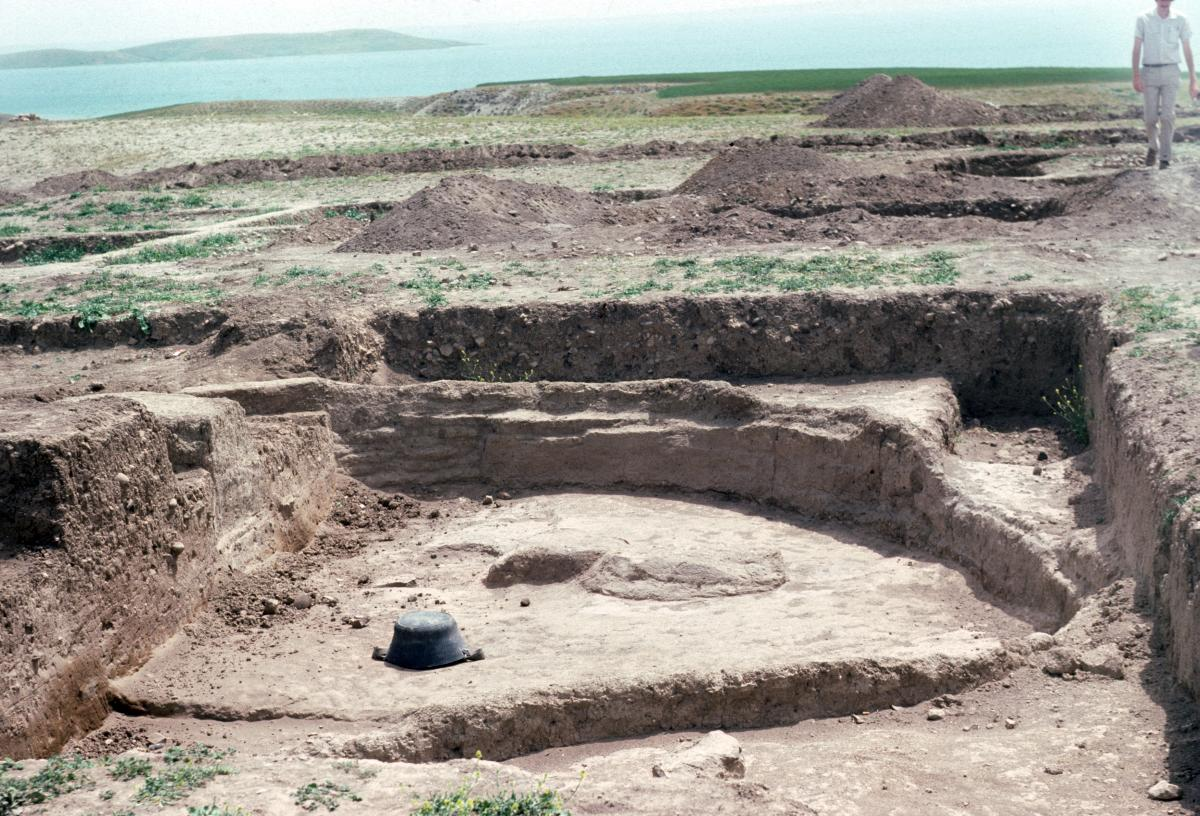
Maisons enfouies dans une fosse ronde à Qermez Dere, nord de l'Irak.

Au départ, les maisons sont simplement creusées au sol et mesurent entre quatre et six mètres de large. Au IXe millénaire av. J.-C., elles s'élargissent entre six et huit mètres de rayon. En outre, à M'lefaat et Qermez Dere, les villages se dotent d'une zone centrale ouverte, pavée de galets. Conçues pour les tâches ménagères communes, les chercheurs y ont découvert des meules et des foyers,. Plus tard, autour des maisons, s'élèvent les premiers murets hors-sol faits de pierres et/ou de terre entourant la fosse initiale et, vers la fin du millénaire, apparaissent les premières briques modelées à Nemrik et M'lefaat. Elles remplacent la terre empilée et séchée des murets. Elles sont constituées d'un mélange d'argile, d'eau et d'un dégraissant végétal comme la balle de grain ou la paille hachée. Les briques sont façonnées de différentes manières (en galette ou en cigare) et séchées au soleil — ceci est considéré comme une caractéristique des premiers sites néolithiques du Nord et du Centre de la Mésopotamie. Elles sont cimentées à l'aide d'un mortier d'argile. Cette technique d'éléments préfabriqués évite le temps de séchage auparavant nécessaire entre chaque couche de terre empilée,.

### Matériel lithique

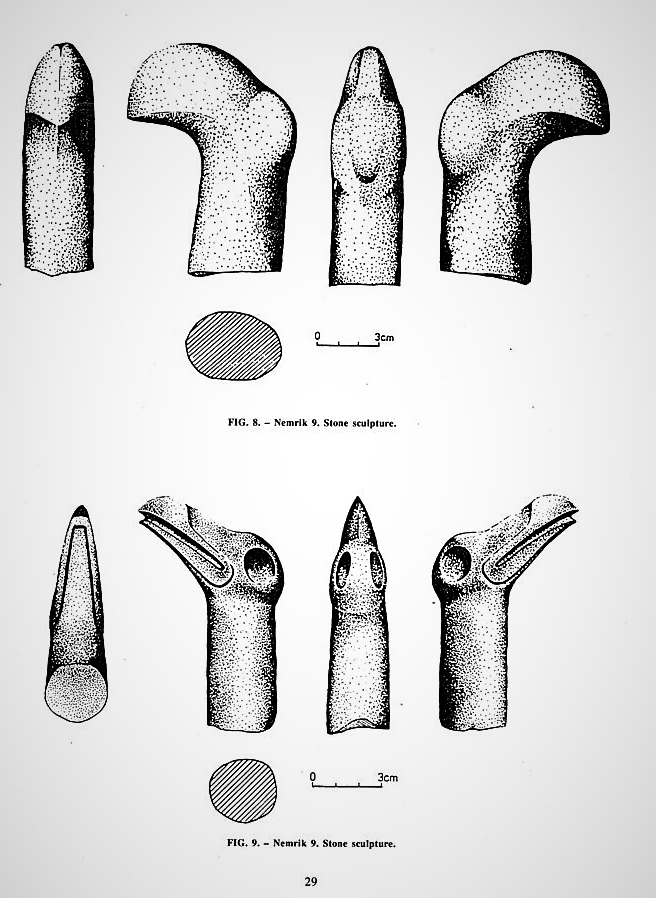
Représentations de rapaces diurnes en pierre polie de Nemrik.

Également en avance sur le Natoufien du Levant, l'industrie lithique, très homogène dans la région et basée sur des matières premières locales, est marquée par le débitage laminaire du silex par pression et par le polissage de la pierre. Cependant, les transformations de cette industrie semblent être plus discrètes sur les deux premiers millénaires de son existence. À Nemrik, les fouilleurs trouvent des objets lourds comme des meules, des broyeurs, des mortiers et des pilons, des pierres de broyage et de polissage. Parmi les objets plus légers se trouvent des boules de pierre (bolas), des plaques, des têtes de masse, des objets pointus et des haches polies (y compris des spécimens miniatures). Plus rares, sont également découverts des récipients en pierre, dont l'un est en marbre.
Dans les environs de 9500 av. J.-C., M'lefaat, pourtant éloignée du contexte Khiamien, semble être sous influence syrienne car des pointes d'El Khiam sont utilisées,. Cependant, dans la phase finale de cette industrie — que Jacques Cauvin nomme « nemrikienne » — apparaissent des pointes de flèches plus originales sous forme de losange : les « pointes de Nemrik ». Pour cette période, à M'leffat, les archéologues trouvent des poinçons en os, des objets tranchants biseautés et la plus ancienne collection connue de jetons.

### Art et rituels

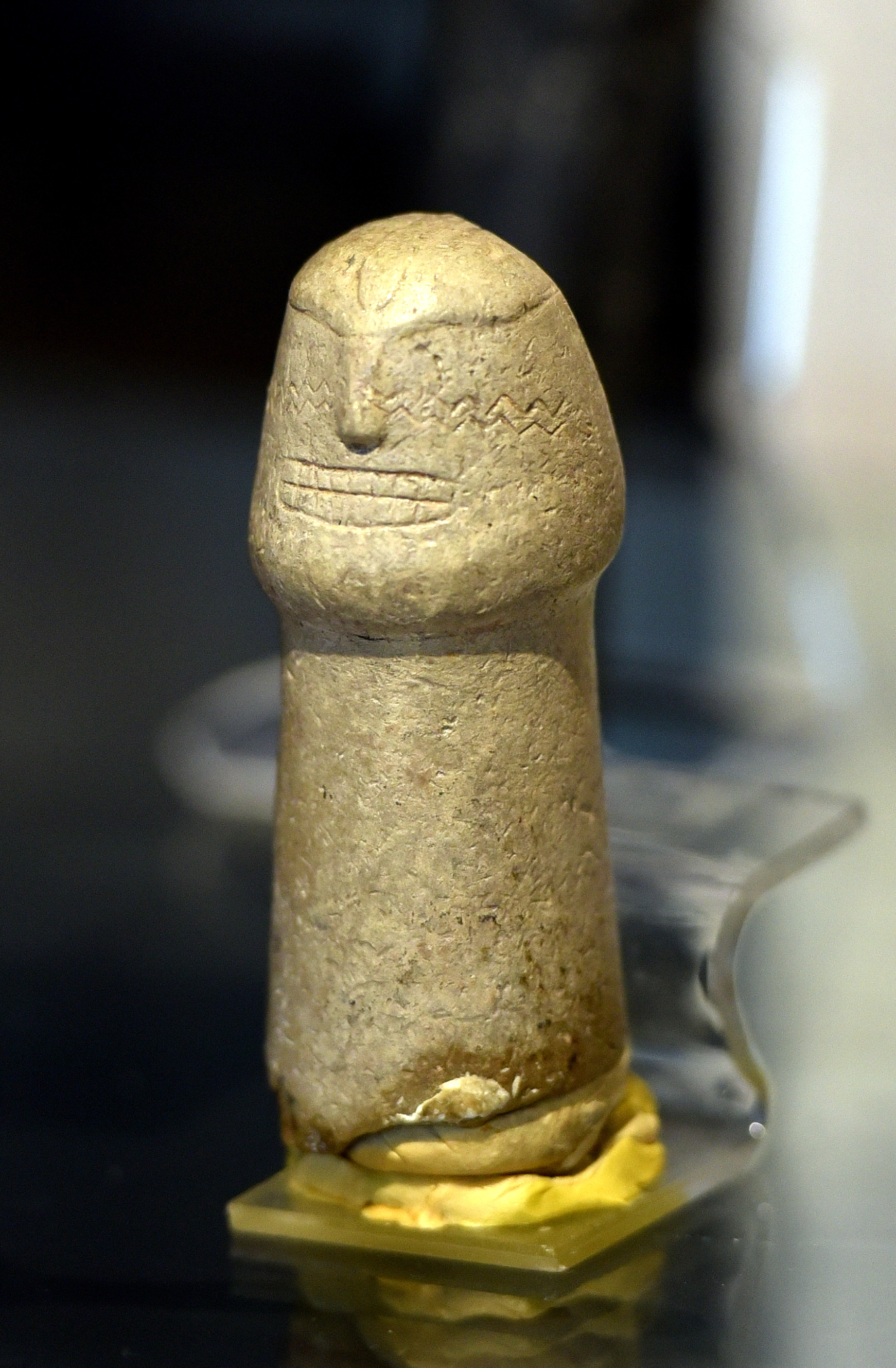
Représentation primitive en pierre d'une figure humaine. Nemrik - Irak. (-8000--5000). Musée national d'Irak - Bagdad.

La figuration symbolique s'exprime à travers des représentations de rapaces diurnes en pierre polie, surtout à Nemrik sculptées au bout de tiges de pierre (probablement des pilons). Rapaces qui renvoient au dépôt d'ossements de Zawi Chemi découverts en 1960 et étudiés par Rose Solecki. Elles sont les témoins d'un culte local original et pourraient soutenir l'hypothèse de l'utilisation de la fauconnerie. Le squelette d'un individu été découvert dans une maison incendiée, les bras apparemment tendus vers l'une de ces têtes d'oiseaux. D'autres animaux sont modelés en argile, taillés ou gravés sur les vases de pierre : sangliers, serpents, lions et renards à Hallan Çemi en Anatolie du sud-est. Sont également façonnées des figurines d'êtres humains. Le bœuf sauvage, pourtant de temps à autre chassé, n'est représenté nulle part sauf à Hallan Çemi : une maison contient le crâne et les cornes d'un auroch sauvage, qui ont été à un moment accrochés au mur. Les sujets sont similaires à ceux des objets de Mureybet en Syrie et de Cafer Höyük en Turquie. À Nemrik, d'autres objets, comme des pendentifs en pierre de différentes formes, des perles de malachite, des représentations d'organes sexuels en pierre et des ornements de coquillages de rivière, sont découverts.
Les archéologues remarquent à Qermez Dere une ou deux paires de piliers d'argile dont la fonction ne semble pas être un soutien du toit des maisons. Ces stèles, pourraient avoir un sens symbolique, suggérant que les activités rituelles et domestiques se font toutes deux dans les maisons.
Qermez Dere et Nemrik recèlent quelques preuves de rituels : notamment la préservation délibérée des crânes humains qui, à la période finale des deux villages, se transportent dans chaque maison. Ce qui indique une vénération des ancêtres ainsi qu'une reconnaissance précoce de la maison comme « maison familiale », confirmant le caractère sédentaire des habitants de la région et soulignant une solidarité entre membres d'une même famille. Un cimetière datant de la dernière phase d'occupation de Nemrik présente des objets funéraires, mais aussi, dans certains des corps, des pointes de projectiles en silex incrustées dans les os, preuves évidentes de morts violentes.

## Les débuts de l'agriculture
Vers 7500 av. J.-C., le mouvement de néolithisation se poursuit par l'arrivée des premiers agriculteurs chasseurs s'organisant en villages dans la région des hautes vallées du Tigre et dans le Zagros. Ces villages néolithiques acéramiques dont l'économie est basée à la fois sur la chasse et l'agriculture sont de plus grande taille et accueillent plus de monde pour une plus longue durée et leur architecture est plus substantielle. Cependant l'apparition de l'agriculture ne s'y fait que très progressivement : les premières traces de plantes domestiquées ne sont découvertes que vers la fin du PPNB (le début du VIIe millénaire av. J.-C.). Avant cela, les habitants de ces villages pratiquent une récolte intensive de plantes sauvages avec des faucilles, s'équipent afin d'en broyer les graines et les placent dans des récipients. En outre, certains animaux, notamment les chèvres, sont domestiqués dans la plupart des sites,,,.
En dépit d'un réseau d'échanges de biens établi entre les vallées du Tigre, le Zagros et même l'Anatolie (l'utilisation de l'obsidienne en est l'un des indicateurs principaux), il semble que les populations du Zagros suivent une évolution indépendante de celles des premiers agriculteurs de Turquie, au nord, ou ceux à l'ouest, du Croissant fertile : leur industrie lithique semble héritière de celle des villages de M'lefaat et Nemrik de l'époque précédente. Toutefois, deux points communs sont observés entre tous les sites de l'époque : la mixité de l'économie, et le fait que les maisons deviennent rectangulaires,,.
Dans le Zagros, qui semble être un foyer de néolithisation à part entière, l'apparition de l'agriculture est illustrée par les sites de Bestansur et Chogha Golan. Le principal témoin de l'occupation de la vallée du Tigre est le site de Magzalia, vestige d'un village situé non loin de Qermez Dere et apparenté à ceux de la vallée du Belikh,.
C'est également sur les sites de Magzalia et de Seker al-Aheimar (du même type culturel originaire des monts Taurus, situé dans la vallée du Khabour), que sont découvertes les premières poteries décorées datant de la fin du VIIIe millénaire av. J.-C., créant ainsi un lien entre le PPNB final et le début de la période dite « Proto-Hassuna »,.
Des recherches archéologiques et génétiques suggèrent que des échanges entre les cultures du Croissant fertile oriental (notamment la Mésopotamie) et la vallée du Nil ont existé dès les prémices du Néolithique. Des similitudes techniques (architecture, outillage, pratiques funéraires), ainsi que la diffusion du « package néolithique » (plantes et animaux domestiqués), laissent supposer une transmission de savoirs entre les deux régions. De plus, ces contacts semblent avoir impliqué des migrations humaines directes — sans passages par le Levant —, et pas uniquement des échanges culturels ou commerciaux.

### Le Sud de la Mésopotamie
Pendant les VIIIe et VIIe millénaires av. J.-C., le paysage de la Mésopotamie du Sud semble un assemblage de marécages en constantes fluctuations côtoyant des espaces plus arides, le tout présentant un paysage généralement comparable à celui dans lesquels vivent les actuels Arabes des marais. Il est possible que de nombreux vestiges de cette époque, situés à proximité des fleuves (qui sont des lieux de peuplement majeurs), soient aujourd'hui présents, mais inaccessibles, car enfouis sous les alluvions du Tigre, de l'Euphrate et de leurs nombreux affluents et oueds quand ils ne sont pas tout simplement érodés par ces derniers. Certains d'entre eux sont également situés sous des vestiges d'époques historiques en cours d'exploration. Certains sites, comme Hajji Muhammad et Ras al Amiya, ont été découverts accidentellement lors de chantiers modernes.
Dans les zones désertiques à l'ouest des vastes systèmes d'oueds maintenant drainés et à sec, les archéologues ont mis au jour des preuves d'industries du silex similaires à celles de la fin du Levant acéramique pour lesquelles il est possible d'établir des parallèles avec les industries de silex du Nord de l'Arabie. Ces industries caractérisent peut-être la zone du golfe encore sèche à l'époque — et sans doute influencée par un climat de mousson. De plus, de l'outillage lithique « mésolithique » (avec des microlithes, burins, grattoirs), donc datable en gros des périodes antérieures au Néolithique, a été retrouvé lors de prospections de surface dans les collines de Burgan au Koweït. Mais en ce qui concerne les premières populations préhistoriques à l'ouest et au sud de la future Sumer, les chercheurs ne peuvent que spéculer.

### Un foyer dans le Zagros

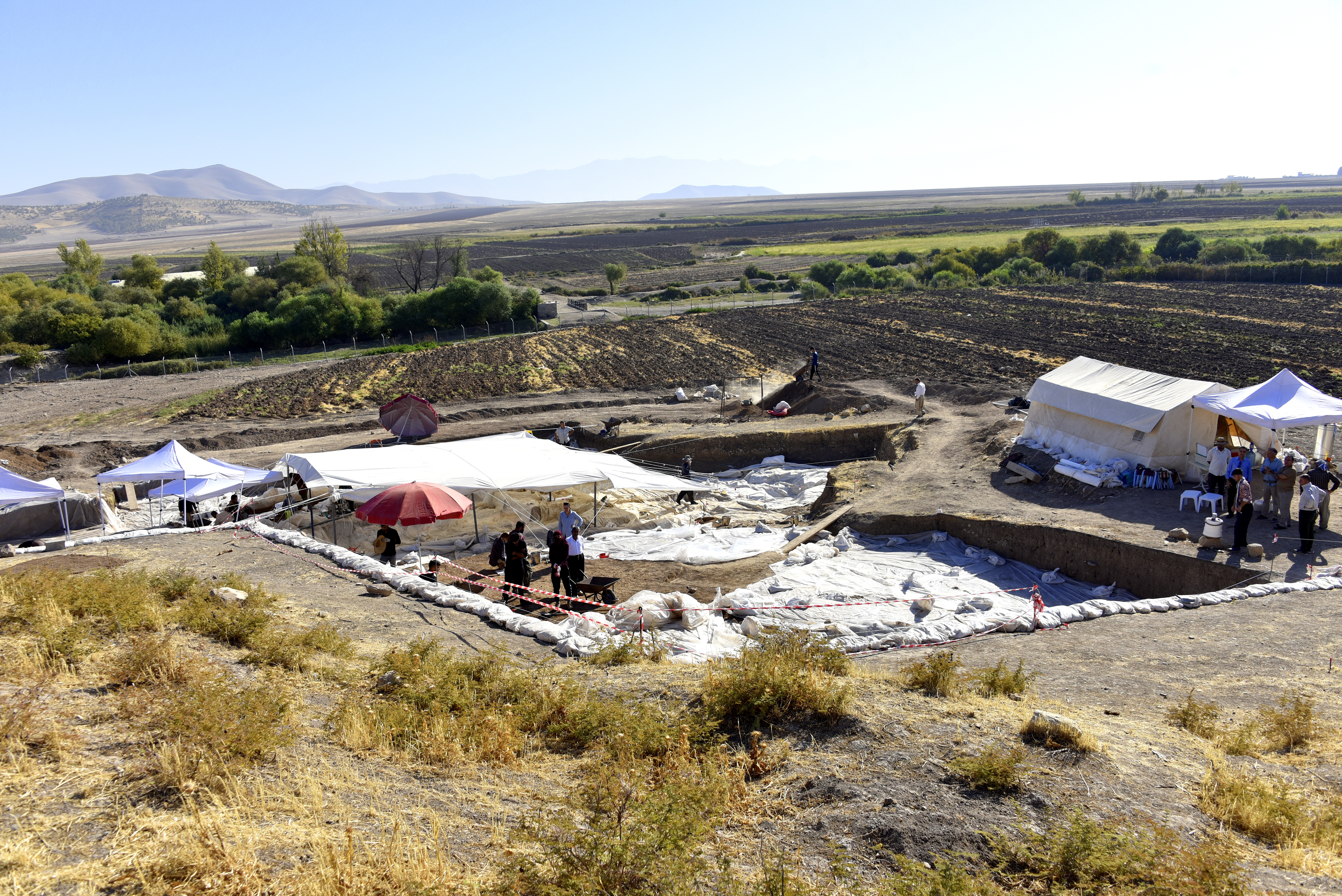
Le chantier de fouilles de Bestansur en octobre 2021.

Fouillé entre 2012 et 2017, le site de Bestansur est situé sur les contreforts du Zagros au bord de la plaine de Shahrizor, à 30 kilomètres au sud-est de la ville de Sulaimaniya. Géographiquement proche, mais antérieur à Jarmo, le village subsiste entre 8000 av. J.-C. et 7100 av. J.-C. Les habitants y jouissent d'un large éventail de possibilités écologiques comprenant des terres arables fertiles, des sources d'eau, un terrain vallonné et montagneux propice à la chasse d'une gamme diversifiée d'animaux et à la récolte de végétaux variés, sans compter la proximité de multiples gisements de pierres adaptées à la fabrication d'outils en pierre polie et en pierre taillée.

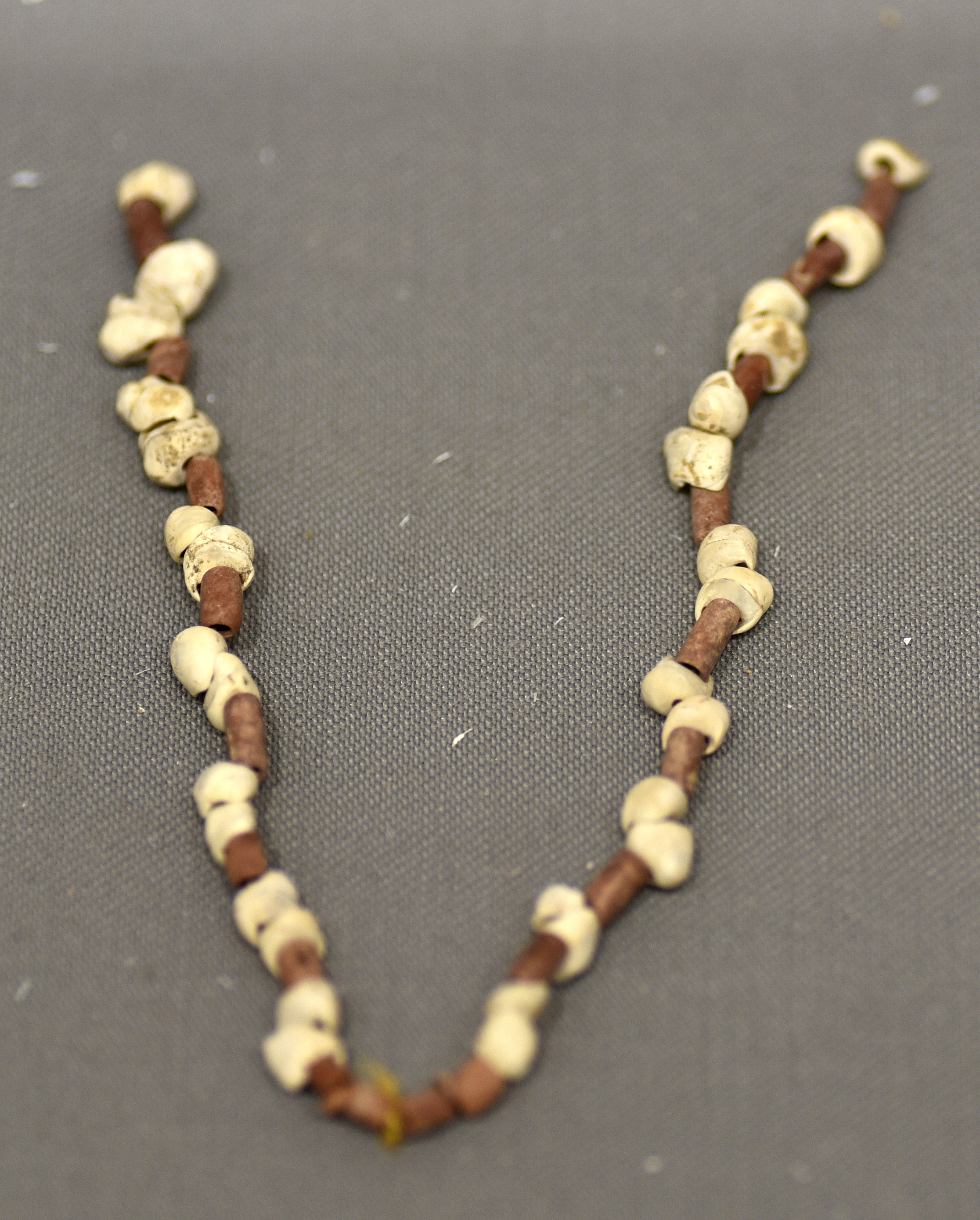
Collier composé de pierres blanches et de cornalines découvert sur le site néolithique de Bestansur. Irak.(-7800--7500). Musée de Souleimaniye - Irak.

Bestansur présente une architecture caractérisée par des bâtiments en briques crues, rectilignes et composés de plusieurs pièces. Ces bâtiments ne semblent pas être tous attribués à l'habitation : l'un d'eux est entièrement consacré à l'enterrement des morts. Souvent démembrés, les corps sont probablement exhumés et certaines parties, notamment les crânes, sont retirées pour être ré-inhumées dans les habitations. Cette « maison des morts » livre de nombreuses informations à propos des difficultés probablement liées à la transition néolithique auxquelles les habitants sont confrontés : de nombreux squelettes d'enfants et de jeunes gens soulignent de graves problèmes de malnutrition et de stress alimentaire en début de vie.
Ce stress alimentaire s'observe toutefois en dépit d'une grande biodiversité qui devrait diminuer la dépendance à un ensemble de plantes néolithiques et limiter ainsi les risques associés à l'agriculture précoce et au début de l'exploitation d'animaux comme la chèvre domestique, le mouton et le porc. Là aussi subsiste une forme de chasse de petits et grands mammifères ainsi que la consommation de poisson, de volaille et d'escargot terrestre, composantes importantes de l'alimentation.
Chogha Golan est un des plus anciens sites néolithiques connus en Iran. Il a été fouillé en 2009 et 2010 et s'étend sur environ 3 hectares et 11 niveaux d'occupation du Néolithique acéramique (entre 12 000 et 9 800 BP calibré) sont attribués à ce site. L'occupation du lieu a laissé des vestiges archéologiques abondants et diversifiés : traces de murs plâtrés, industrie lithique, vaisselle en pierre, objets en os gravés et figurines en argile. Les restes animaux sont très variés : caprins, sangliers, gazelles, ânes sauvages, bovidés, lièvres, rongeurs, oiseaux et poissons, etc.
Les restes botaniques très abondants documentent les débuts de l'agriculture et montrent que celle-ci n'est apparue que sur une très longue durée. Ici, comme à Bestansur, les environs du site présentent, au moment de son occupation, des variantes sauvages de plusieurs des plantes fondatrices du néolithique : orge, blé, lentilles et pois. Ici aussi, les différentes études de l'évolution des plantes en voie de domestication indiquent que le Zagros est un des foyers de domestication des plantes, au même titre que le Levant nord et le Levant sud de l'époque.

### Magzalia et la vallée du Belikh
Le peuplement des vallées du Tigre est principalement documenté par le site de Magzalia, vestige d'un village datant de la fin du VIIIe millénaire av. J.-C. situé non loin de Qermez Dere, sur un oued à la limite de la chaîne de collines du Jebel Sinjar, dont la filiation culturelle le rapproche des cultures qui caractérisent le PPNB final du Levant nord et de la vallée du Belikh, dans le Nord de la Syrie où quelque vingt-quatre sites, notamment Tell Sabi Abyad, ont été découverts. Les occupants de ces villages font partie des peuples au faciès culturel PPNB typique de Cafer Höyük ou Çayönü et trouvent leurs origines dans les monts Taurus et d'autres régions d'Anatolie. Leur économie est basée à la fois sur la chasse et l'agriculture, par ailleurs caractéristique bien établie de toute la vallée du Belikh où l'on cultive du blé et de l'orge et où sont élevés des ovins et des caprins,.
Contrairement aux anciennes maisons rondes de Qermez Dere et Nemrik construites autour d'une zone commune, les constructions de Magzalia, clairement toutes destinées à être habitées, sont rectangulaires et leurs murs sont construits en pisé sur des fondations constituées de dalles de calcaire et remplies de pierres. On y trouve à la fois des zones de stockage et de cuisine-séjour et, dans l'une des maisons, se trouve une cheminée avec un conduit extérieur, semblable à des maisons plus tardives d'Umm Dabaghiyah et Çatal Höyük. Comme pour Nemrik, les phases finales du village montrent un mur flanqué de tours qui ceint les maisons, indiquant des conflits possibles avec des voisins.

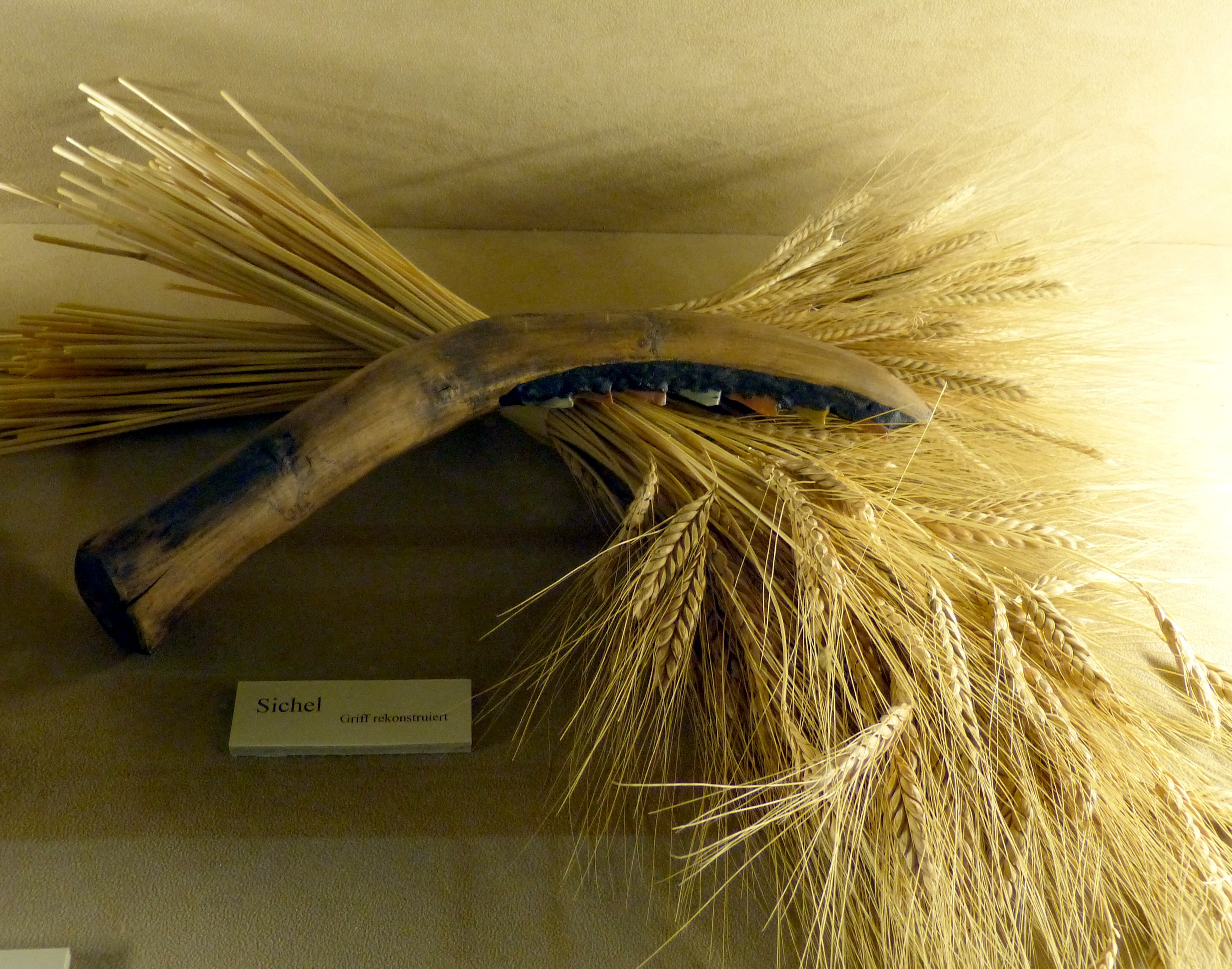
Reconstitution d'une faucille néolithique. Les pierres taillées en lame sont maintenues à l'aide de bitume naturel. Musée d'histoire naturelle de Vienne.

Comme à Nemrik, les premiers niveaux de Magzalia montrent que l'obsidienne est prédominante, et ce malgré l'éloignement des dépôts les plus proches situés en Anatolie d'où en est, par ailleurs, importée la technique de taille par pression. Le site contient également des pointes de projectiles, à la fois en forme de feuille, des couteaux et des mèches fonctionnant avec une rotation dans le sens des aiguilles d'une montre. Dans les niveaux supérieurs d'un site de la vallée du Belikh, Tell Sabi Abyad II, des pointes de Byblos et des pointes de l'Amuq ont été retrouvées. Les grattoirs en silex, plus tard utilisés pendant la période de Hassuna, sont déjà présents. Sont également découvertes à Magzalia et dans d'autres villages de la vallée du Belikh, des faucilles enduites de bitume dont les lames qui la composent recèlent des traces de récoltes de céréales. Les habitants y ont également laissé des bols en marbre, des bracelets et des poinçons polis. Bien que le village de Magzalia soit encore acéramique, des ustensiles de vaisselle en plâtre ainsi que des poteries décorées y sont utilisés. Ceux-ci se retrouvent dans toute la Djézireh et dans le désert syrien, notamment à Seker al-Aheimar,.

### Seker al-Aheimar et le «Pré-Proto-Hassuna»
Seker al-Aheimar est un grand site mésopotamien d'environ 4 hectares, qui est le seul à fournir des informations à propos de la transition entre le PPNB et la poterie de type « Proto-Hassuna ». Les niveaux acéramiques du village du PPNB se composent de petites constructions rectangulaires sur une plate-forme pavée d'un type déjà rencontré à Magzalia. L'utilisation d'un enduit à la chaux sur les murs de briques y est courante. Si quelques aspects de l'industrie lithique utilitaire de Seker al-Aheimar s'apparentent à celle du Zagros, les grattoirs d'extrémité, les burins, les haches polies et les types de pointes de flèches courants à la fin du PPNB sont similaires à ceux découverts dans la vallée du Belikh. Les objets décoratifs comprennent des récipients en gypse ainsi que des perles de pierre et d'obsidienne anatolienne.
Mais la découverte la plus significative est celle de nombreux récipients en pierre, de la vaisselle blanche et surtout d'un premier type de récipient étanche qui représente la plus ancienne forme de céramique trouvée dans toute la Mésopotamie du Nord et du Centre. Cuite à feu doux et tempéré, ce qui est caractéristique du premier néolithique céramique, cette céramique est de consistance dense, granuleuse et très différente de la future céramique « Proto-Hassuna »,. Pour les chercheurs Yoshihiro Nishiaki et Marie Le Mière, cette découverte démontre l'existence d'une phase céramique précoce — représentée par une entité culturelle appelée provisoirement « Pré-Proto-Hassuna » — qui semble commencer au PPNB moyen s'achevant au Proto-Hassuna, introduisant celui-ci.

## Essor des communautés agricoles

Carte de localisation des principaux sites du Néolithique céramique (ou tardif) du Proche-Orient, vers -7000 - -5500

Les périodes du Néolithique céramique (vers 7000 à 5000 av. J.-C.) voient les communautés agricoles occuper de plus en plus l'espace mésopotamien. Des villages s'établissent en Basse Mésopotamie au climat plus sec, ce qui indique la mise en place de systèmes d'irrigation. Cela ne signifie pas pour autant qu'avant le VIIe millénaire av. J.-C. la Basse Mésopotamie soit inoccupée. Des vestiges d'occupations précédentes peuvent être rendus très difficile d'accès parce qu'enfouis dans de profondes couches de limons ou tout simplement détruits par l'érosion fluviale très intense dans les plaines. Les plus importantes installations du Centre de la Mésopotamie sont Bouqras, près de l'Euphrate, non loin de la frontière irakienne dans l'Est de la Syrie, Tell es-Sawwan, au sud de Samarra sur le Tigre, les sites d'Umm Dabaghiyah dans la steppe à l'ouest de Hatra et de Choga Mami à l'extrémité orientale de la plaine mésopotamienne, au pied des monts Zagros à l'est de Bagdad,.
Au début de cette période (jusqu'en 6500 av. J.-C.) apparaissent, notamment à Bouqras, à Tell es-Sawwan et à Umm Dabaghiyah, les premières céramiques décorées. Celles-ci se perfectionnent ensuite jusqu'au début du Chalcolithique. Les historiens distinguent plusieurs cultures relatives à ces céramiques peintes : celles de Hassuna, de Samarra, de Halaf et d'Obeïd, des noms des sites archéologiques où elles ont été découvertes pour la première fois. Aux premiers siècles, les céramiques sont d'abord partiellement décorées à l'aide d'incisions de lignes, de motifs ondulés ou de pastilles en relief qui caractérisent la culture de Hassuna. Elles deviennent ensuite de plus en plus fines et entièrement recouvertes de peintures géométriques se complexifiant vers des représentations d'éléments naturels stylisés comme des plantes ou des oiseaux pour les cultures de Samarra ou de Halaf. Même si la production des céramiques peintes disparaît en même temps qu'apparaît l'usage des premiers signes pictographiques, ces décorations ne peuvent être considérées comme un moyen de transmission de la parole comme l'est l'écriture. Cependant, il s'agit probablement d'un code ou d'un langage imagé dont le sens est perdu,.

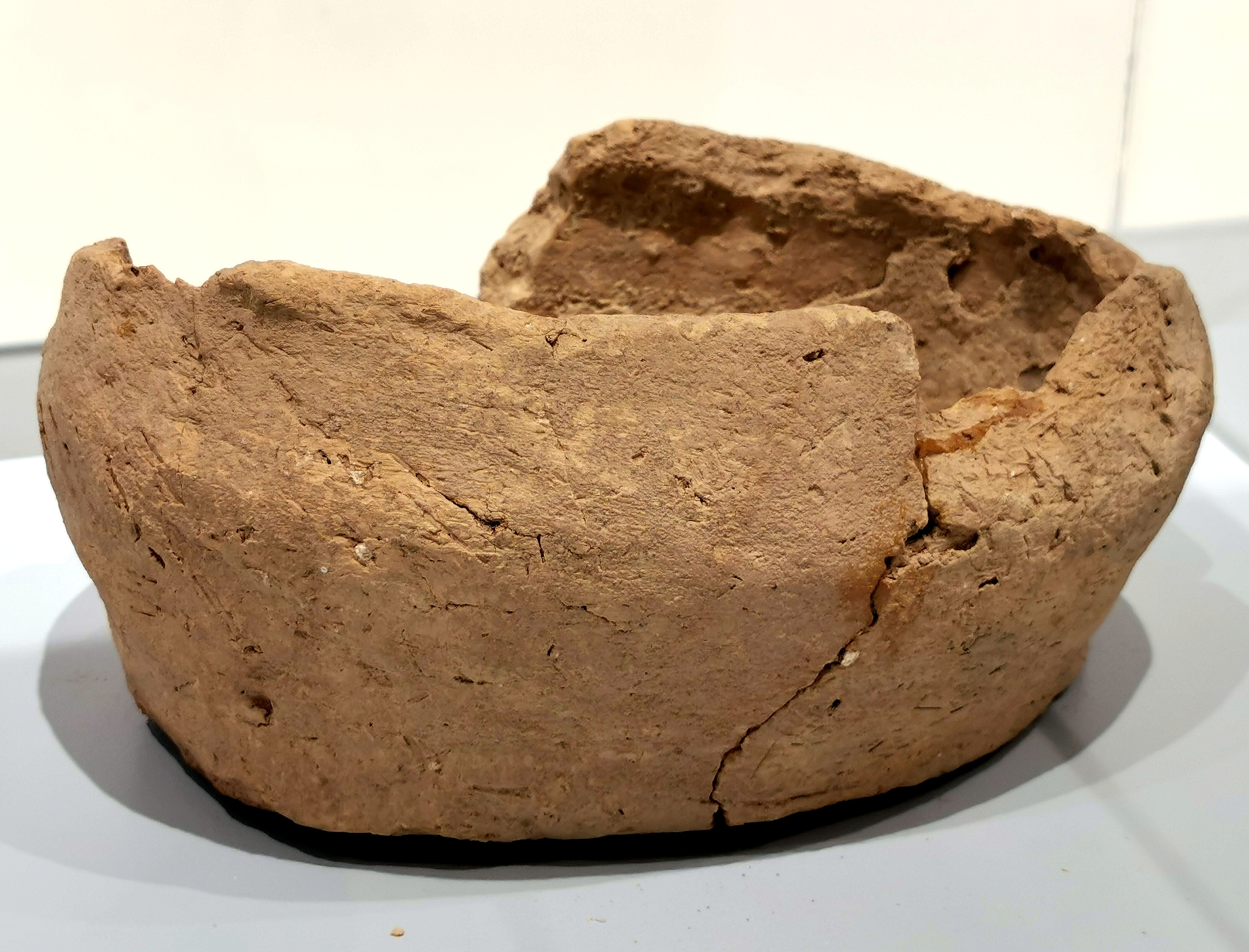
Bol en terre cuite provenant de Jarmo. Musée de Souleimaniye.

Dans le Zagros, il semble que les communautés marquent une certaine divergence de développement par rapport à celles des terres basses de Mésopotamie. Jarmo en est un exemple. C'est un village situé à la périphérie ouest du Zagros, sur une colline dans la vallée du Chemchemal au nord-est de l'Irak. Il a été initialement fouillé dans les années 1940 et 1950 par l'archéologue Robert John Braidwood afin d'enquêter sur les origines de l'agriculture. Le village est composé de maisons construites en briques crues, pourvues de plusieurs pièces reliées entre elles par des portes basses. Des fondations d'un type connu également à Çayönü en forme de grilles ont été identifiées. Le nombre élevé de figurines d'argile découvertes à Jarmo indique probablement une spécialité du lieu : plus de 5 500 figurines et quelque 5 000 jetons d'argile y ont été trouvés. Cependant, la poterie cuite à feu doux, dite « en têtard », se révèle être tout à fait distincte de celle de la culture Proto-Hassuna trouvée sur les sites des basses terres de Mésopotamie, alors que d'autres exemples de cette poterie sont plutôt découverts à l'est. Ceci semble indiquer, à partir de cette époque, une démarcation culturelle entre le Zagros et les terres basses de Mésopotamie.
En Haute Mésopotamie, le traitement des morts avant la période de l'expansion de la culture d'Obeïd au Ve millénaire av. J.-C. connaît une diversification dans la manière et dans le lieu. Cela va du simple enterrement accompagné de quelques objets à celui des corps désarticulés dont le crâne fait l'objet d'un traitement particulier, comme une inhumation dans une urne en céramique. En outre, même si les preuves sont faibles, il semblerait que quelques communautés pratiquent l'enterrement hors du village : des sépultures sont trouvées au sommet du monticule de Yarim Tepe (village abandonné lors du dépôt des morts). À Tell Sabi Abyad, village délibérément incendié, les archéologues trouvent deux squelettes semblant être couchés sur le toit d'une maison ; il s'agit sans doute d'un rituel très élaboré dans lequel les morts ont un rôle central. À Domuztepe en Anatolie du Sud-Est, la Death Pit (« fosse de la mort ») est un complexe mortuaire qui contient les restes intentionnellement morcelés d'au moins quarante individus. Les chercheurs y voient une transformation des morts en un ancêtre collectif reconstitué. Cannibalisme et sacrifices humains y sont également envisageables.
Autour de 6500 av. J.-C., on note l'usage du cuivre, l'apparition des sceaux-cachets, de l'irrigation, des peintures murales, des premiers sanctuaires, de divisions sociales de plus en plus évidentes et d'une gestion de plus en plus complexe de la société. Par ailleurs les premières briques moulées rectangulaires et les premiers contreforts intérieurs et extérieurs aux murs, précédemment observés à Cafer Höyük, apparaissent principalement à Samarra, à Bouqras et, dans une moindre mesure, à Tell-Hassuna.

### La phase Proto-Hassuna
Umm Dabaghiyah, occupé durant trois ou quatre siècles, situé dans la Jezireh irakienne entre les deux fleuves Tigre et Euphrate, clairement mieux arrosée au VIIe millénaire av. J.-C. qu'aujourd'hui, fournit la documentation la plus complète de la phase Proto-Hasuna (vers 7000 av. J.-C. - 6500 av. J.-C.). Sans doute héritière du PPNB de Syrie, la population d'Umm Dabaghiyah fonctionne toujours autour d'une économie mixte et l'onagre est chassé de manière dominante à la fois pour sa peau et sa viande. Il s'agit peut-être d'un site saisonnier. Le blé, les lentilles et l'orge sont cependant présents ainsi que des plantes typiquement marécageuses, ce qui permet de soupçonner la présence de marais salins à proximité et de lacs peu profonds dans la région. Des peintures murales suggèrent que les onagres, très rapides, sont piégés à l'aide de filets,.

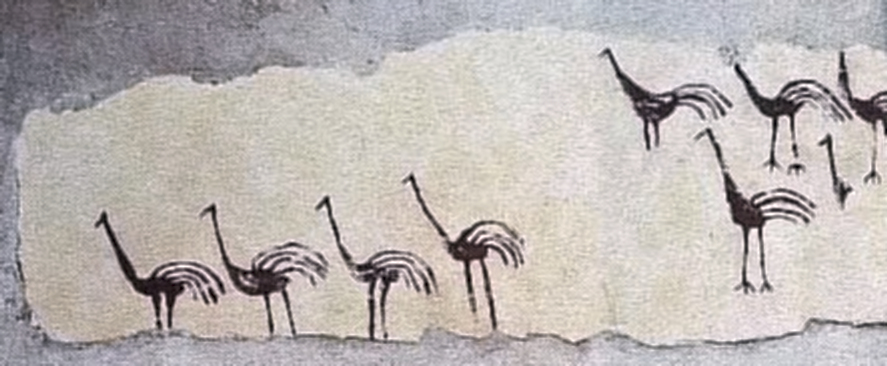
Peinture murale néolithique de Tell Bouqras au musée de Deir ez-Zor.

Les bâtiments d'Umm Dabaghiyah montrent des empreintes creusées dans les murs qui semblent indiquer que leur accès se fait par les toits. Ces bâtiments aux pièces généralement très petites sont pourvus de cheminées internes en plâtre associées à des fours externes, ce qui suggère des hivers froids (ce qui est le cas à l'époque moderne dans la région) à moins que ce dispositif ne serve au séchage des peaux d'onagre. Certains bâtiments constitués en longues rangées semblent être réservés au stockage. Des structures de stockage similaires mais moins longues ont été trouvées plus au nord, à Yarim Tepe,.

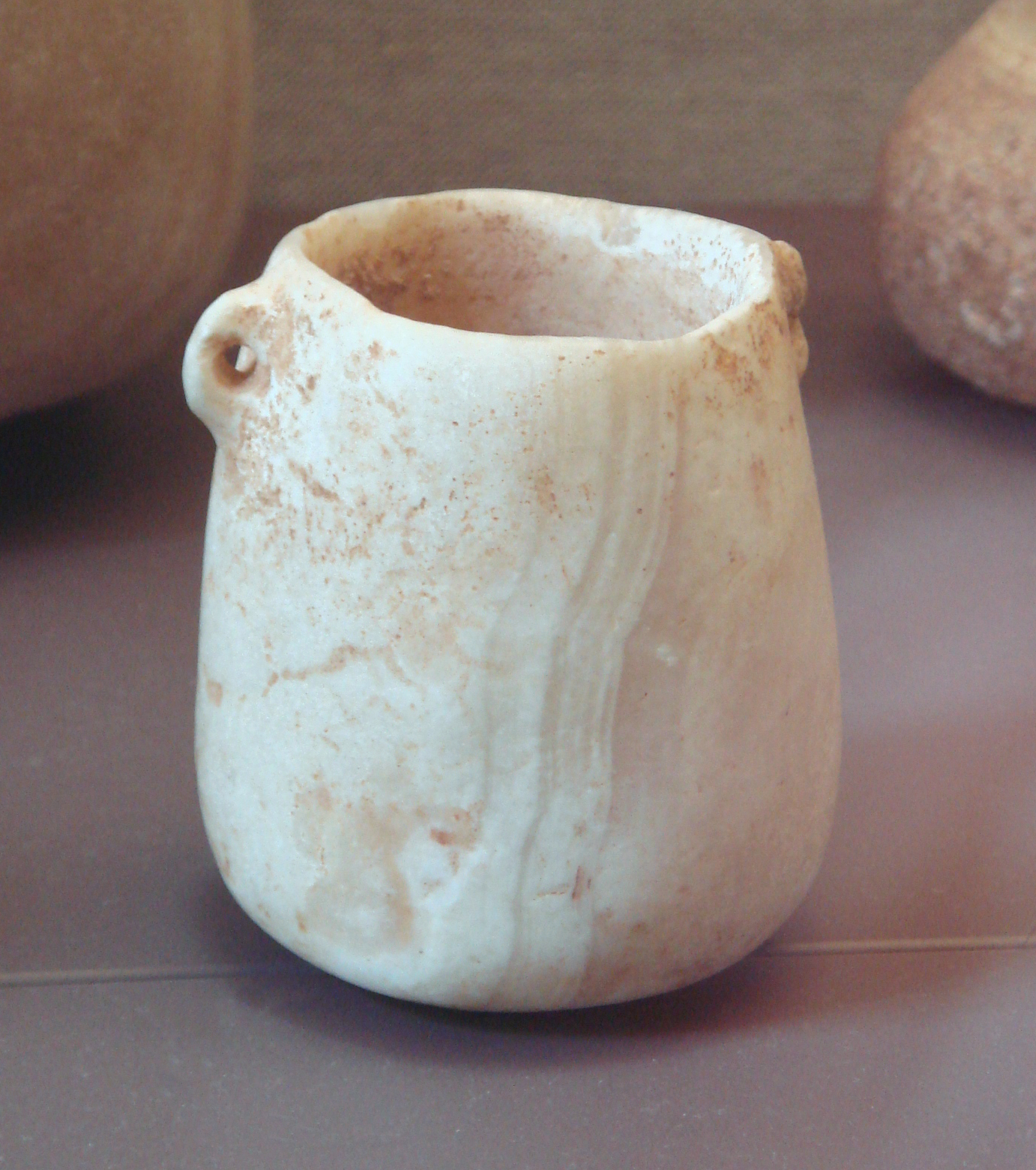
Pot en albâtre avec poignées, région de Bouqras 6500 BCE. Musée du Louvre.

Comparativement à d'autres sites, Umm Dabaghiyah ne dispose pas de beaucoup d’exemplaires de poterie. En outre, très semblable à celle de Bouqras qui semble lui être apparentée, celle-ci est simple : grandes jarres ou bols peints à l'ocre rouge et parfois décorés de motifs rudimentaires comme des bandes, des chevrons ou des points. Néanmoins, Bouqras est un village beaucoup plus grand qui trouve clairement ses origines dans le PPNB syrien. Outre le matériel typique au néolithique acéramique et la céramique précédemment décrite pour Umm Dabaghiyah, les trouvailles comprennent des pots en albâtre et des peintures d'autruches ou de grues peintes à l'ocre rouge sur quelques murs intérieurs tous couverts de plâtre. Ces bâtiments avec trois ou quatre rangées de pièces sont de plan régulier et disposés le long de rues étroites selon un agencement cohérent. Bien qu'il n'en existe encore aucune preuve évidente, la grandeur de certains bâtiments et cette disposition suggèrent l'établissement d'une autorité formelle.

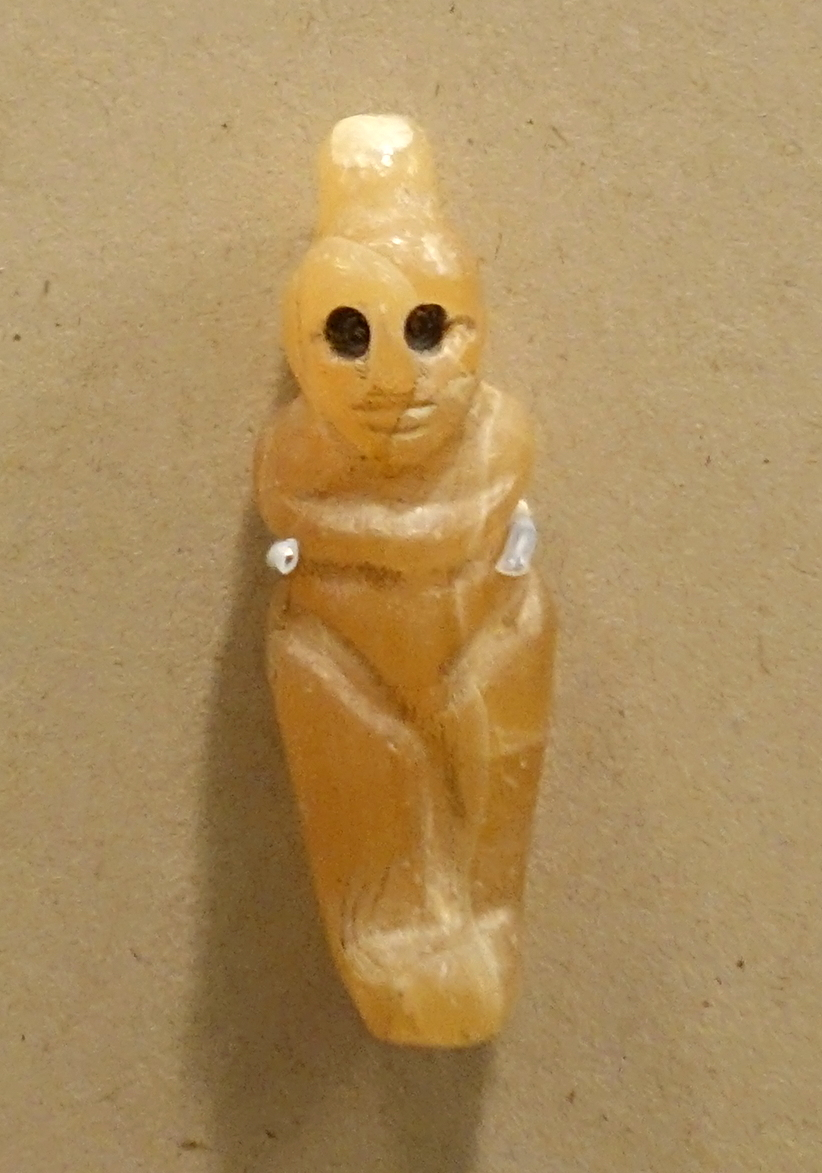
Figurine en albâtre découverte à Tell-es-Sawwan avec l'incrustation d'une autre matière pour souligner les yeux. Oriental Institute Museum.

Une poterie fabriquée suivant une technique similaire à celle d'Umm Dabaghiyah et de Bouqras, mais qui en diffère par le style, se trouve également, mais de manière plus rare, aux niveaux I et II du site de Tell es-Sawwan. Sawwan est un village du VIIe millénaire av. J.-C. en Basse Mésopotamie le long du Tigre à environ 80 kilomètres au nord de Bagdad. Y ont été découvertes quelque 400 tombes, dont les trois quarts renferment des nourrissons. Certains os manquent dans de nombreuses sépultures. L'une d'elles, par exemple, ne contient que les os de la main d'un enfant, ce qui suggère que certains corps aient été déplacés vers d'autres lieux de sépulture. Sous les tombes se trouve une énorme quantité d'objets en albâtre : vases, figurines et objet divers. Tous ces objets sont spécifiques au site de Tell es-Sawwan : certaines figurines présentent des incrustations d'autres matières, comme des coquillages ou des pierres de couleurs différentes soulignant fréquemment les yeux. Selon leur disposition par rapport aux tombes, les chercheurs en déduisent une importante différenciation sociale entre individus. Quelques figurines d'argile et d'albâtre découvertes en dehors des tombes sont peut-être été liées à des rituels funéraires. Une majorité des sépultures ont été trouvées sous de grands bâtiments en trois parties (dits « tripartites »), structure qui perdure jusque dans l'antiquité mésopotamienne. Mais certaines sépultures sont localisées dans d'autres secteurs et sont manifestement dissociées de toute architecture, ce qui rend difficile une interprétation tranchée entre « tombes sous l'habitat » et « cimetière »,.
Les maisons y sont « tripartites », c'est-à-dire qu'elles sont composées d'un espace rectangulaire central par lequel on entre par l'une des largeurs, qui donne accès à une série de petites pièces qui le bordent symétriquement sur ses longueurs. À Tell es-Sawwan, ces bâtiments sont trouvés vides et ne contiennent aucun objet ménager, comme si les habitants en étaient partis en emmenant tout ce qui s'y trouvait. De fait, le site a probablement été déserté et réoccupé après une période estimée entre 123 et 300 ans,.
La fin de la période Proto-Hassuna marque également les premières utilisations des sceaux : tant à Hassuna qu'à Bouqras ou qu'à Sawwan, ceux-ci introduisent une pratique qui se développe en Mésopotamie et qui persiste encore de nos jours comme « garantie ». Les premières empreintes de sceaux apparaissent sur de petits couvercles blancs, identifiant clairement la « propriété » contenue dans le récipient scellé. À la fin de l'époque de Samarra, ces sceaux sont des dispositifs « contractuels » largement utilisés dans le Centre et le Nord de la Mésopotamie.

### La culture de Hassuna

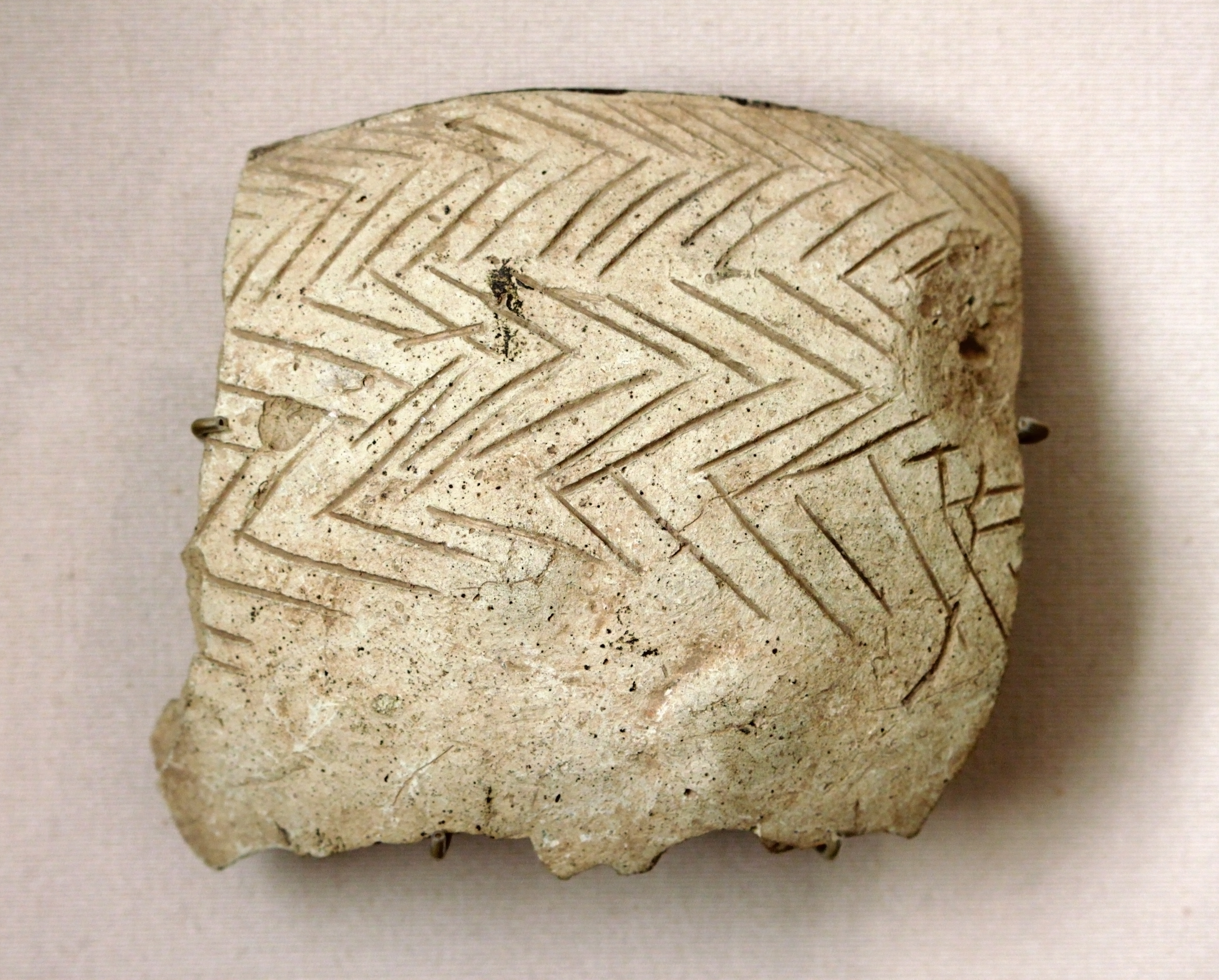
Fragment de poterie avec une décoration incisée. Tell Hassuna, -6500 - -6000). Musée du Louvre.

La culture de Hassuna (vers 6500 av. J.-C. - 6000 av. J.-C.) tient son nom d'un site archéologique, Tell Hassuna, situé dans le Centre de la Djézireh, entre la vallée du Tigre et le Djebel Sinjar, non loin de l'actuelle Mossoul. Yarim Tepe et Tulul eth-Thalathat, sur le plateau de la Djézireh et le piémont du Kurdistan, relèvent également du profil Hassuna. Ces villages subsistent pendant tout le VIIe millénaire av. J.-C. dans une région pluvieuse où les cultures sèches sont possibles. Les habitants y cultivent des céréales très variées, des lentilles et des pois. Le bœuf, la chèvre, le mouton et le porc y sont élevés, mais on y chasse aussi l'aurochs, la gazelle et l'ours.

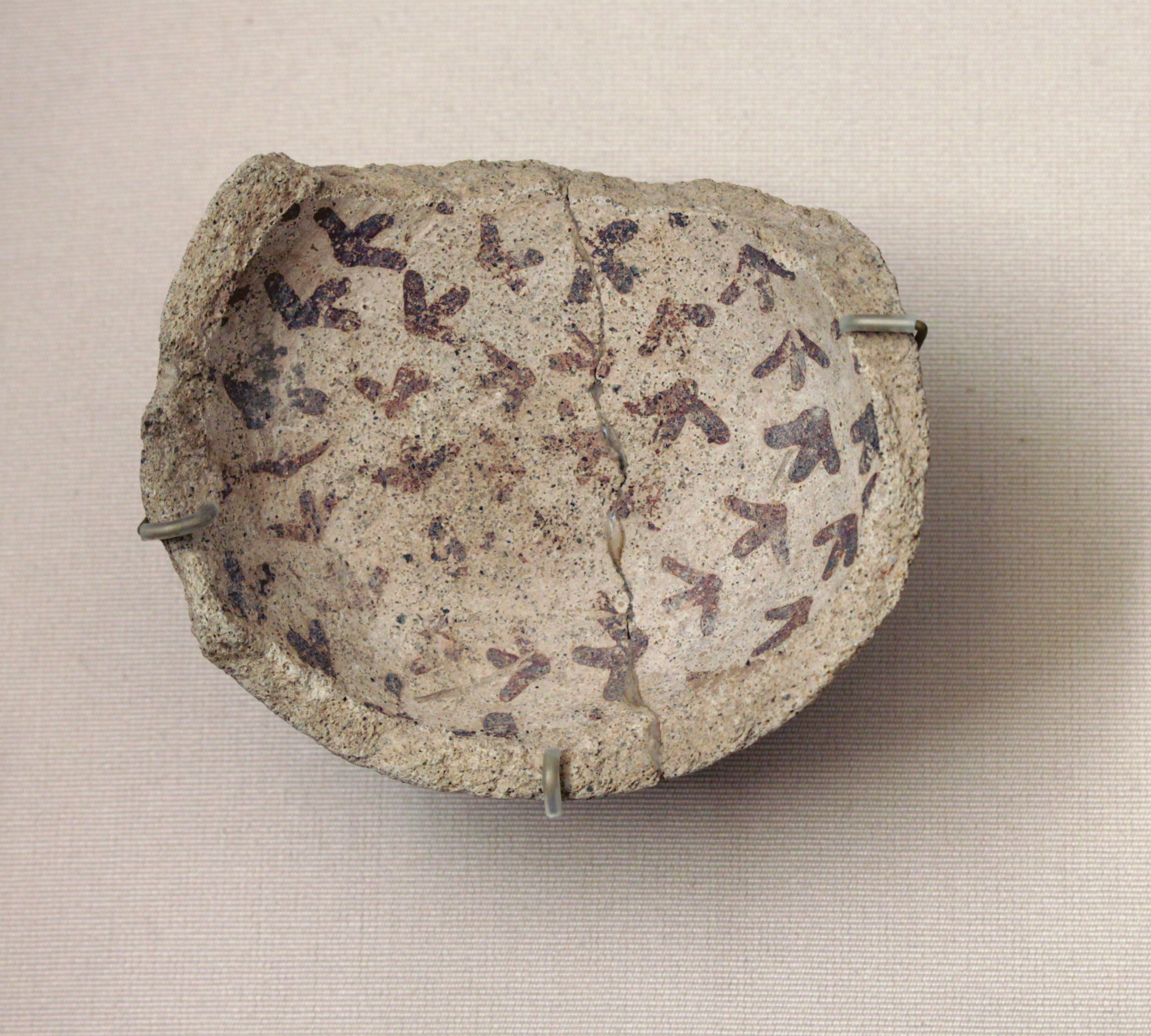
Fragment de poterie à décor peint. Tell Hassuna, -6500 - -6000 Musée du Louvre.

D'abord construits en pisé, les murs des maisons à plusieurs pièces sont petit à petit constitués de briques modelées. Les maisons sont, en outre, disposées de manière à être de plus en plus serrées les unes contre les autres et deviennent de plus en plus complexes ; l'une d'elles comprend onze pièces. Déjà en cours au sein de la société néolithique nord-mésopotamienne de Magzalia, le système des familles se regroupant autour de greniers collectifs considérés comme le centre de l'habitat atteint, durant l'époque de Hassuna, son plein développement. Ce système semble assurer la cohésion de la communauté.
La culture de Hassuna est caractérisée par une poterie très particulière, avec des motifs peints à l'aide d'ocre rouge ou incisés en réseaux de ligne parallèles et/ou en chevrons. Ce type de poterie se retrouve en grande partie dans le Nord et le Centre de la Mésopotamie, ainsi que dans la région du Khabour dans le Nord-Est de la Syrie.
Sa fabrication est assurée par une cuisson dans de grands fours. Les archéologues ont découvert à Yarim Tepe le premier exemple bien conservé d'un four de potier constitué de deux chambres superposées et séparées par une paroi disposant d'un système d'évacuation des fumées.

### La culture de Samarra
La culture de Samarra (vers 6200 av. J.-C. - 5700 av. J.-C.) est caractérisée par une céramique peinte fine. Documentée par Tell es-Sawwan et Choga Mami en Mésopotamie centrale, elle est considérée comme une évolution de la céramique de la période de Hassuna et de celle du couloir du Levant dont les villages sont par ailleurs peu à peu dépeuplés. Les archéologues retrouvent également des témoins de la céramique de Samarra sur quelques sites du Nord de la Mésopotamie jusque dans la Djézireh syrienne et dans la vallée du Belikh. C'est une poterie facilement reconnaissable et souvent décorée avec soin. D'une meilleure facture qu'auparavant, elle est composée de grands plats et de vases dont l'épaule est arrondie. Sa matière beige clair, un peu rugueuse est plus harmonieuse. La décoration est faite de dessins géométriques peints de rouge vif, brun ou brun-violet. Ces motifs peuvent également représenter des hommes, des femmes, des oiseaux, des poissons, des antilopes ou des scorpions. Sur certains cols, il y a même des reliefs de visages humains dont les traits sont peints de manière stylisée,. Des poteries caractéristiques de cette culture se retrouvent également à Tell el-Oueili, le plus ancien village connu du Sud de la Basse Mésopotamie et qui documente la période d'Obeïd (phase dite « Obeïd 0 », vers 6200 av. J.-C. - 5900 av. J.-C.),.

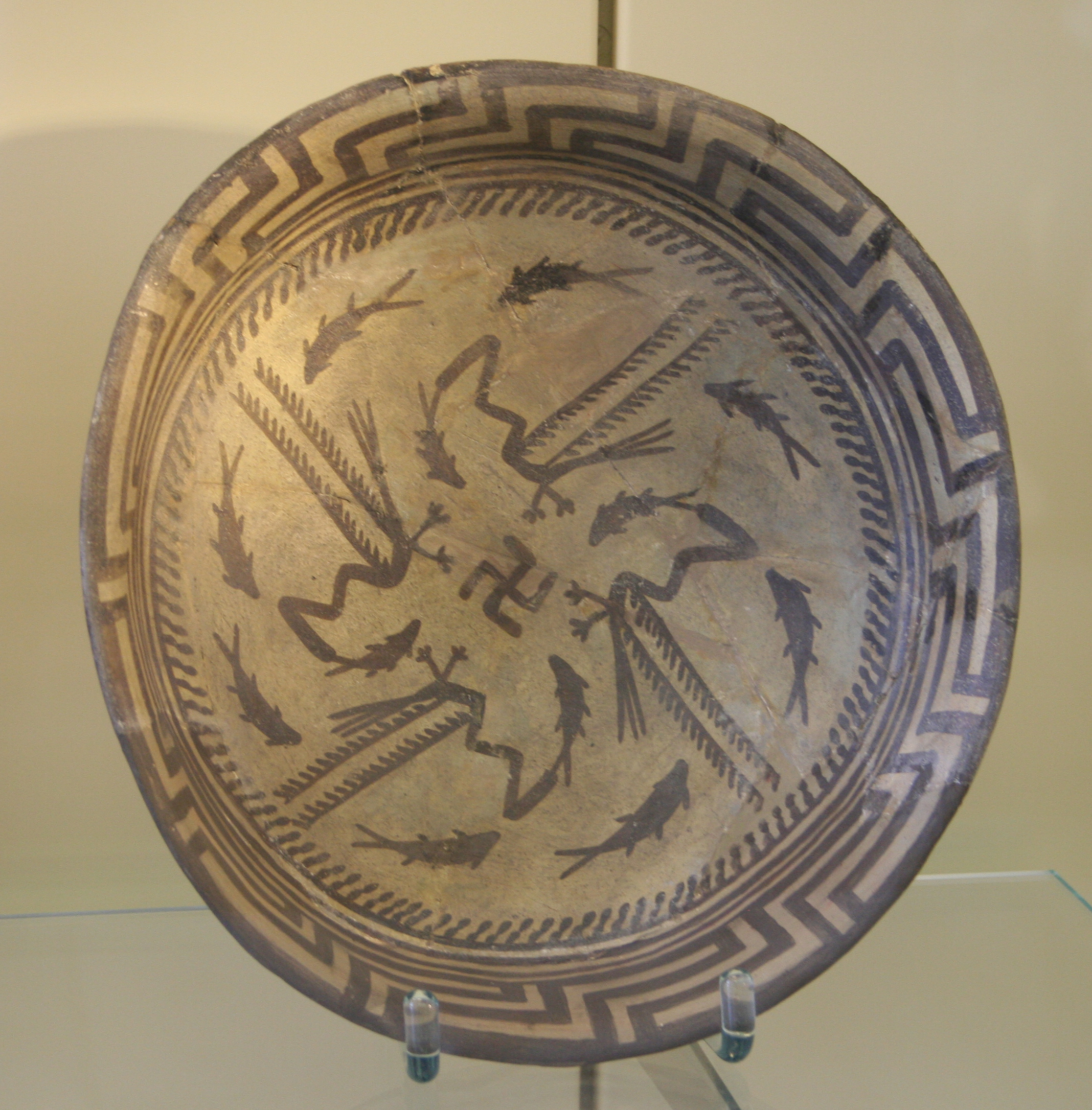
Plat peint de la période de Samarra. Pergamonmuseum à Berlin.
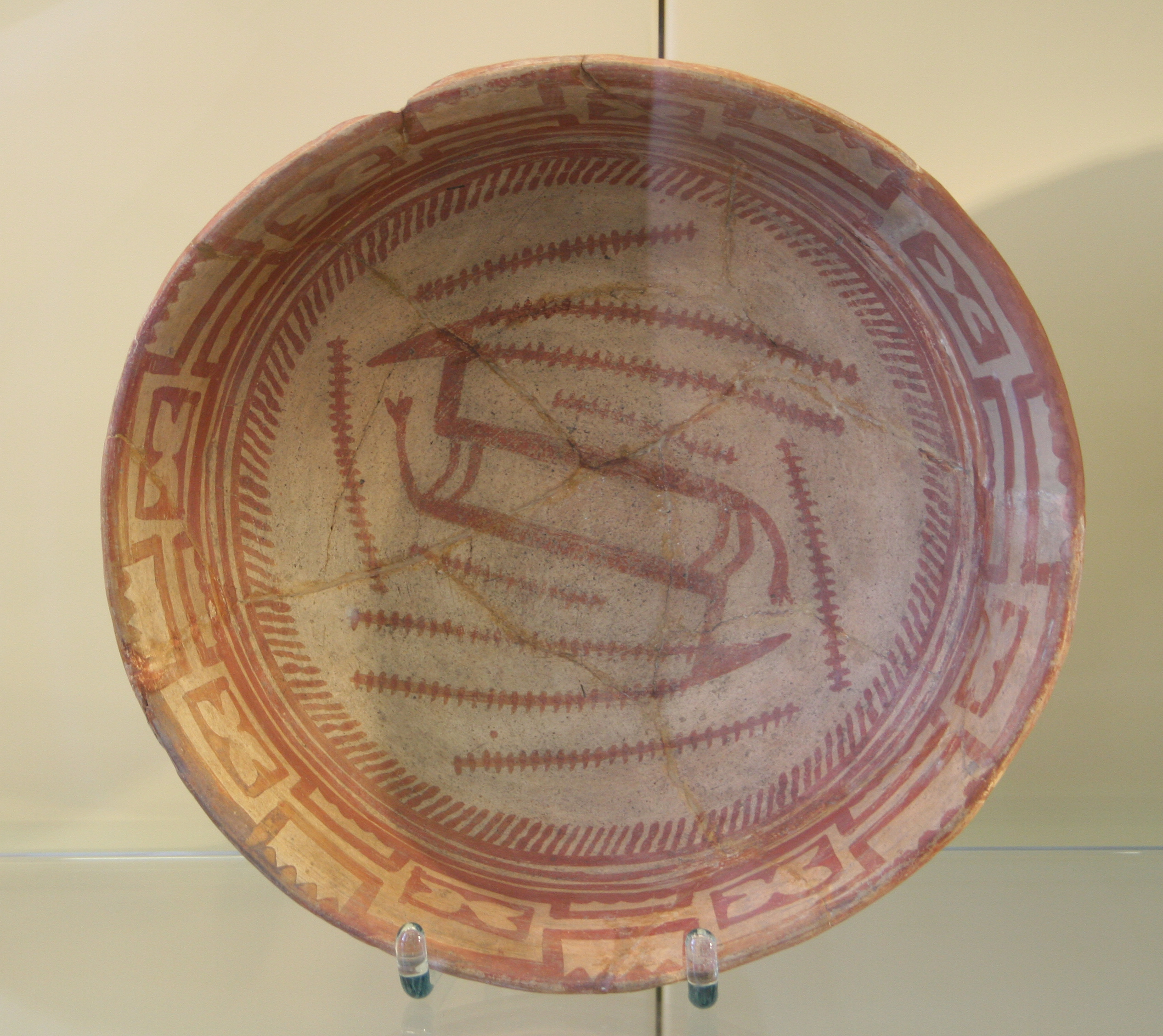
Plat peint de la période de Samarra. Pergamonmuseum à Berlin.
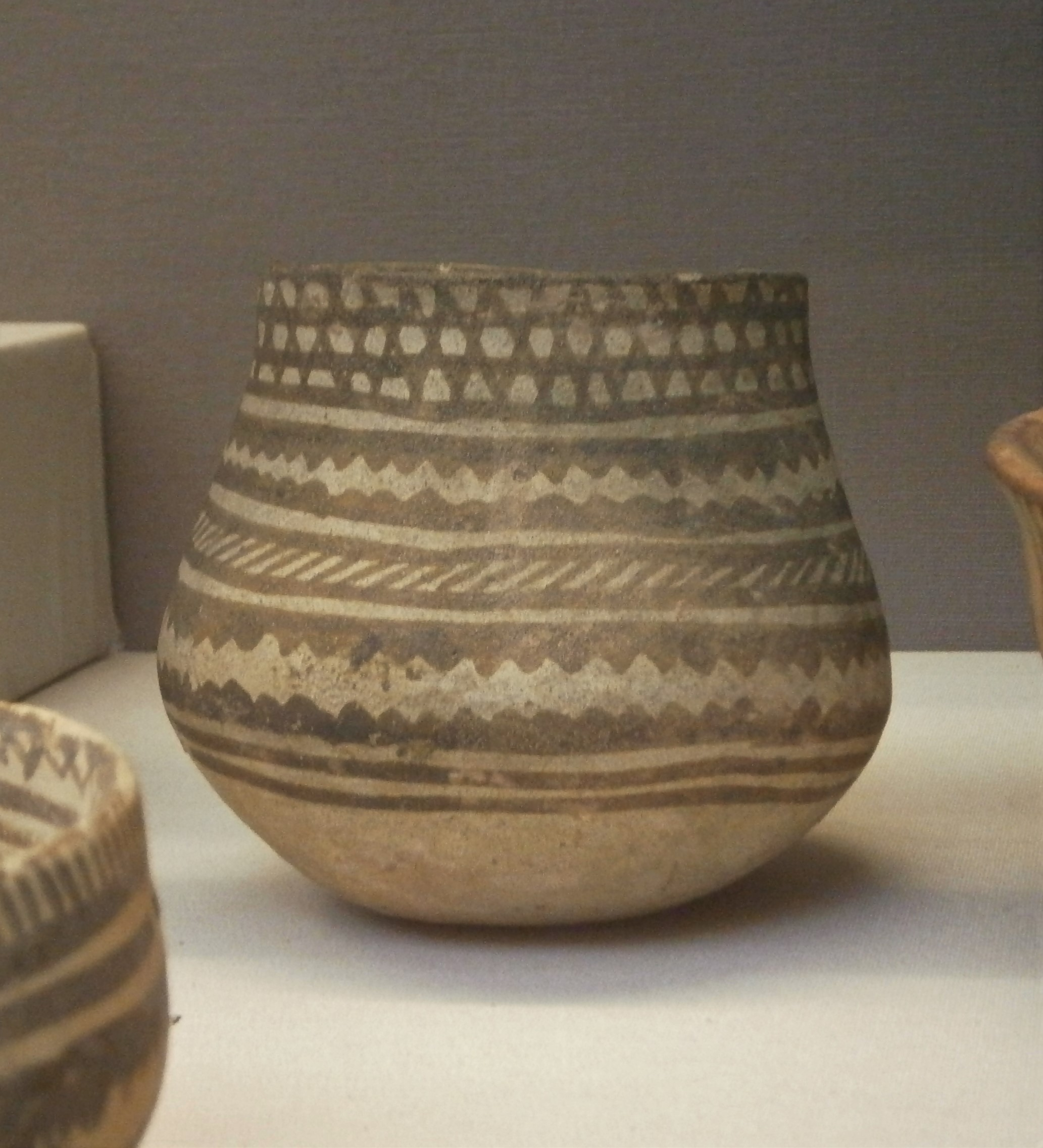
Jarre à décor peint de la culture de Samarra, Samarra. British Museum à Londres.
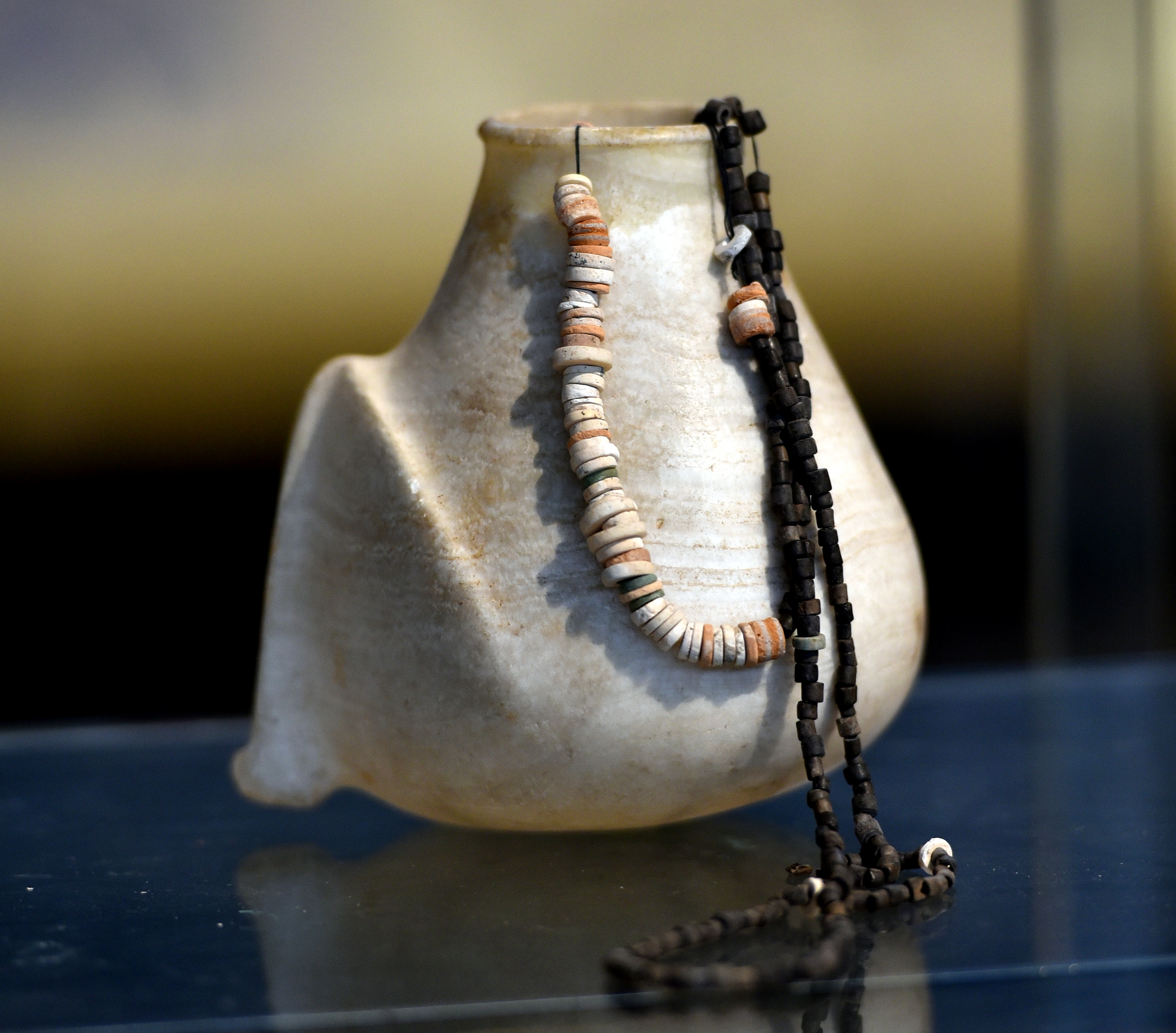
Vase en albâtre et colliers de Tell es-Sawwan, v. 6000 av. J.-C. - 5800 av. J.-C. Musée national d'Irak à Bagdad.

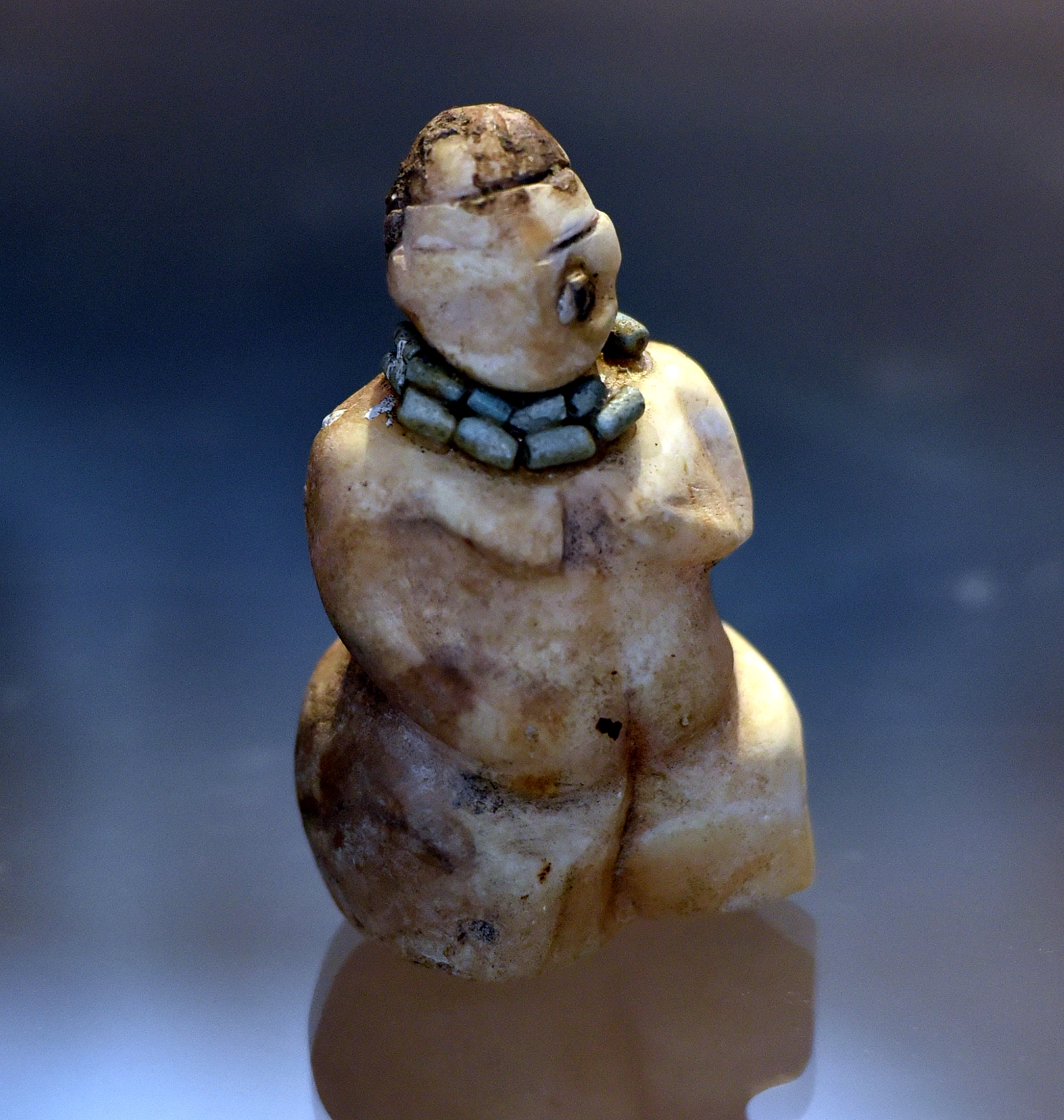
Statuette féminine de Tell es-Sawwan, période de Samarra. Musée national d'Irak à Bagdad.

Les statuettes samarréennes sont faites en terre cuite ou en albâtre. Les personnages sont généralement debout ou accroupis ; il s'agit le plus souvent de femmes. Parmi les figurines découvertes à Choga Mami aucune n'est complète : les têtes sont toutes brisées et la présence de jambes simples pourvues de surfaces intérieures fines et plates suggèrent que les bris sont délibérés. Les chercheurs pensent à une sorte de « contrat » qui prend cours au moment où sont brisées les statues. Certaines statuettes ont le crâne allongé et les yeux dits « en grain de café » et largement ouverts. Comme dans la phase de Hassuna, les yeux et les colliers sont souvent faits d'une matière extérieure, surajoutés ou incrustés : la pupille est en nacre et les sourcils noirs et épais en bitume. Une technique qui rappelle la future production sumérienne. Ces figurines semblent indiquer une pratique de déformation crânienne — déjà attestée dans le Levant précéramique — qui se répand, jusqu'à la dernière phase de la période d'Obeïd. Une telle déformation est également visible sur certains squelettes de la phase obeïdienne d'Eridu et de Tell Arpachiah. Cette pratique semble s'opérer au sein d'une classe dirigeante cherchant sans doute à démontrer que le port de charges sur la tête n'est plus possible pour elle.

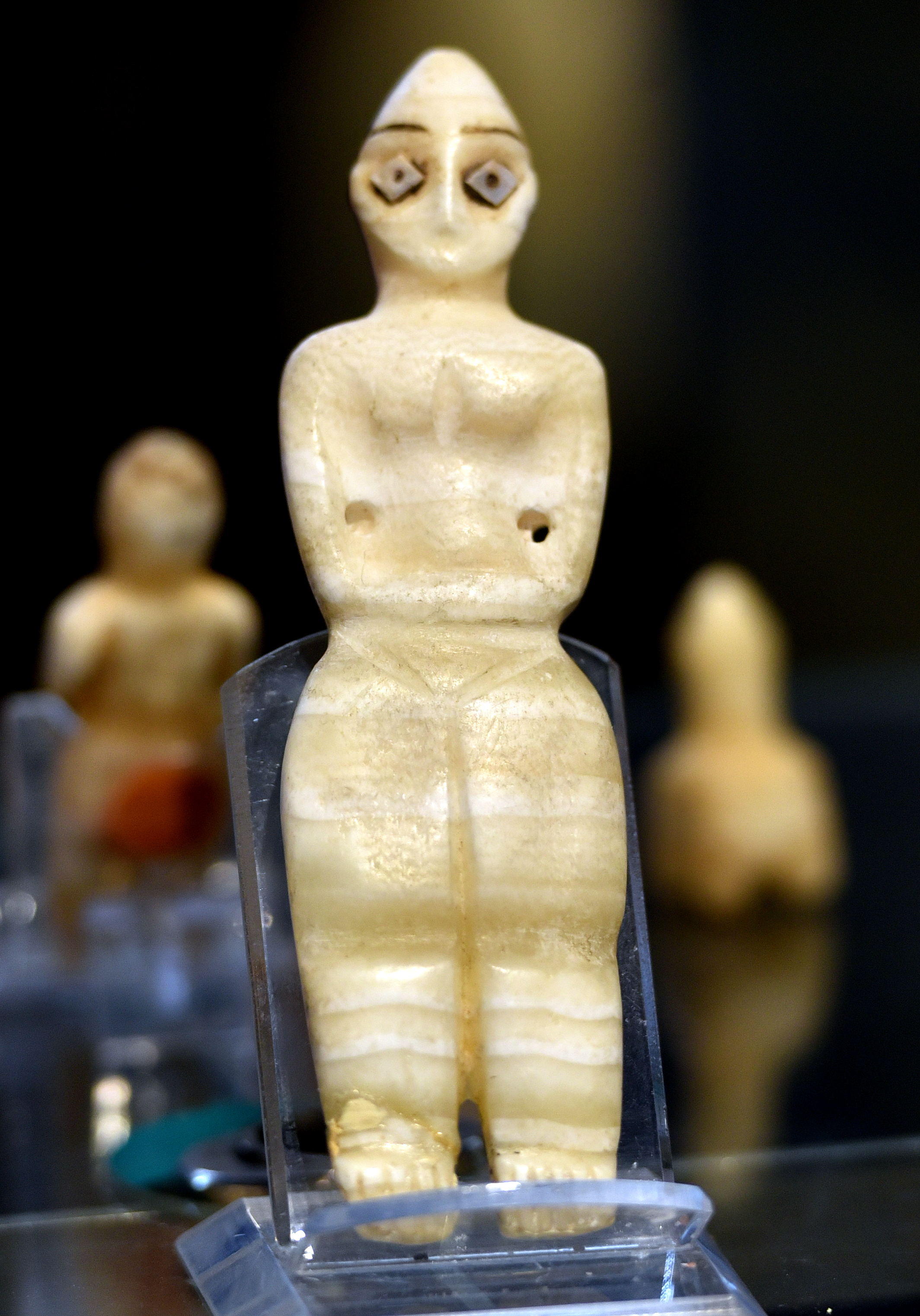
Statuette féminine de Tell es-Sawwan, période de Samarra. Les jambes simples sont pourvues de surfaces fines et plates laissant probablement la possibilité d'être brisées. Musée national d'Irak à Bagdad.

Les niveaux III et IV à Tell es-Sawwan confirment l'utilisation du plan de maisons mésopotamiennes « tripartite » déjà découvertes dans la période de Hassuna mais qui prennent une forme de T majuscule. Ces niveaux sont, par ailleurs, caractérisés par une poterie de facture Samarra et par un deuxième type de bâtiment qui semble servir de « greniers » identifiés par leur sol couvert de chaux et dans lesquels se trouvent des instruments agricoles. Toutes ces maisons, entourées d'un mur de briques de boue (également visible à Choga Mami) et d'un fossé, sont composées de pièces remarquablement petites. Ceci suggère l'utilisation d'un toit plat pour les activités quotidiennes ou sous-entend la présence d'un étage qui couvre la totalité de la surface auquel on accède par un escalier. Cette dernière configuration pourrait impliquer une répartition des activités entre deux niveaux : au rez-de-chaussée se situent les lieux de services, les réserves, les ateliers et s'y déroule la vie animale ; à l'étage se trouvent l'habitation, une série de pièces et des chambres diverses. L'utilisation de la brique crue moulée est avérée à Tell es-Sawwan, à Bouqras et à Samarra. Ce procédé de construction (dont quelques tentatives antérieures isolées sont connues) se généralise pendant la période de Samarra. Cela autorise ainsi une uniformisation et une rationalisation des constructions selon un plan préétabli. Il préfigure l'architecture des ziggurats et des grands bâtiments de la Mésopotamie de l'époque historique,,.
Dans la phase de Samarra, les premiers bâtiments « publics » mésopotamiens apparaissent, preuves d'activités sociales et religieuses. Ils peuvent être considérés comme les ancêtres des sanctuaires mésopotamiens. Les tombes sous les derniers niveaux de Tell es-Sawwan contiennent des objets funéraires principalement composés de poteries et de figurines en argile, ce qui contraste fortement avec les tombes des premiers niveaux.
Choga Mami, à environ 2 kilomètres de la frontière iranienne, au nord-est de Bagdad, est construit sur un axe de communication longeant le Zagros où l'eau est disponible. Ici, les maisons sont construites très proches les unes des autres avec de grandes cours séparées qui constituent peut-être des zones de travail. Les habitants de l'époque de Samarra élèvent des moutons et des chèvres et chassent la gazelle et l'auroch. Dans le Sud de la Mésopotamie, à la faible pluviosité, les paysans doivent recourir à l'irrigation afin de fertiliser un sol déjà sujet à l'érosion et à la salinisation. C'est à Choga Mami que les premières traces de canaux d'irrigation sont découvertes.
À la fin de l'époque de Samarra, les sceaux et autres dispositifs « contractuels » sont plus largement utilisés dans le Centre et le Nord de la Mésopotamie. Seulement un petit nombre de ces sceaux apparaissent dans le Sud de la Mésopotamie, mais cette absence pourrait être causée par difficulté d'exploration des couches sédimentaires de la région,.

### La culture de Halaf

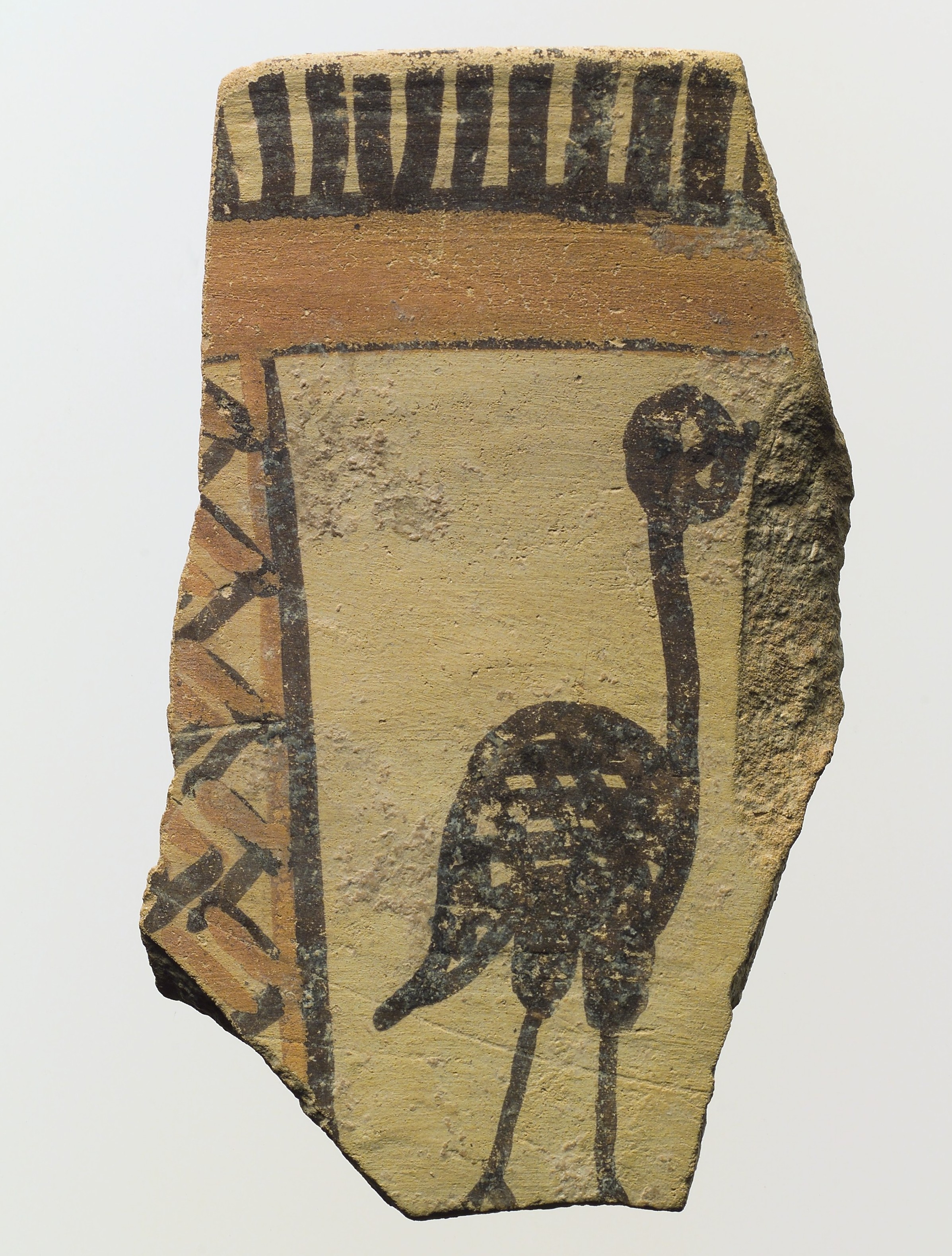
Bris de poterie à la décoration bichrome avec un oiseau stylisé de profil. Metropolitan Museum of Art.

Dans la Haute Djézireh et dans le reste de la Haute Mésopotamie, la culture de Halaf (vers 6100 av. J.-C. - 5200 av. J.-C.) se développe en parallèle à la culture de Samarra. Elle porte le nom du lieu où les premiers exemplaires d'une poterie richement décorée sont découverts en 1929 : le site de Tell Halaf à la frontière turco-syrienne. D'autres tessons de cette poterie sont plus tard découverts à Ninive, à Tell Arpachiyah (tous deux dans la périphérie de l'actuelle Mossoul) et à bien d'autres endroits comme Chagar Bazar, Tepe Gawra, Yarim Tepe, également en Syrie du Nord (Yunus Höyük) et dans le Sud-Est de l'Anatolie à Domuztepe. Côtoyant l'obsidienne anatolienne, la poterie de Halaf est, de tous les types de céramiques anciennes, la poterie la plus largement répandue : elle se retrouve du Zagros jusqu'à la Méditerranée, sur une distance d'environ 1 200 kilomètres. Mais c'est dans la vallée du Belikh sur le site de Tell Sabi Abyad que sont découverts les plus anciens vestiges de cette culture. C'est là qu'est découverte une poterie de type Samarra tardif, appelée ici « Halaf de transition », qui se transforme en véritable Halaf précoce déterminant ainsi l'origine de la culture de Halaf, au départ perçue comme étant située dans le Nord-Est de l'Anatolie.
La culture de Halaf est donc caractérisée par une poterie qui s'inscrit dans la continuité de celle de Samarra, mais celle-ci est techniquement plus élaborée. Ceci à un tel point qu'elle atteste d'une bien plus grande spécialisation des artisans potiers pourtant déjà visible durant l'époque de Samarra. Ces poteries, pourvues d'une pâte très fine, sont l'objet d'une cuisson plus chaude et plus oxydante qui leur apporte une couleur orange ou chamois. Façonnées à l'aide d'une « tournette » (roue lente tournée à la main), première méthode rotative de façonnage de céramiques, elles sont constituées d'argiles locales sélectionnées avec soin. Leur cuisson est généralement faite dans des fours à base ronde ou ovale, à tirage ascendant. Ceux-ci sont pourvus d'une chambre simple (poterie et combustible dans la même chambre) pour être progressivement remplacés par des fours à chambre double (poterie et combustible séparés) qui permettent une meilleure répartition de la chaleur dans les objets à cuire. Au départ dominées par des motifs géométriques, triangles, carrés, damiers, croix, festons, petits cercles et hachures croisées, les décorations des poteries se composent petit à petit de schémas décoratifs plus complexes comme des motifs toujours très stylisés de végétaux ou d'animaux : oiseaux au repos, gazelles et guépards. D'autres motifs sont sans doute plus religieux avec des bucranes (têtes de taureau stylisées), des doubles haches ou des « carrés de Malte » (carré avec un triangle à chaque angle). Sur l'Euphrate, les fouilles ont mis en évidence des décors bichromes noir et rouge et, en nombre plus réduit, sur les rives du Khabur, des décors polychromes associant le rouge, le noir et le blanc,.

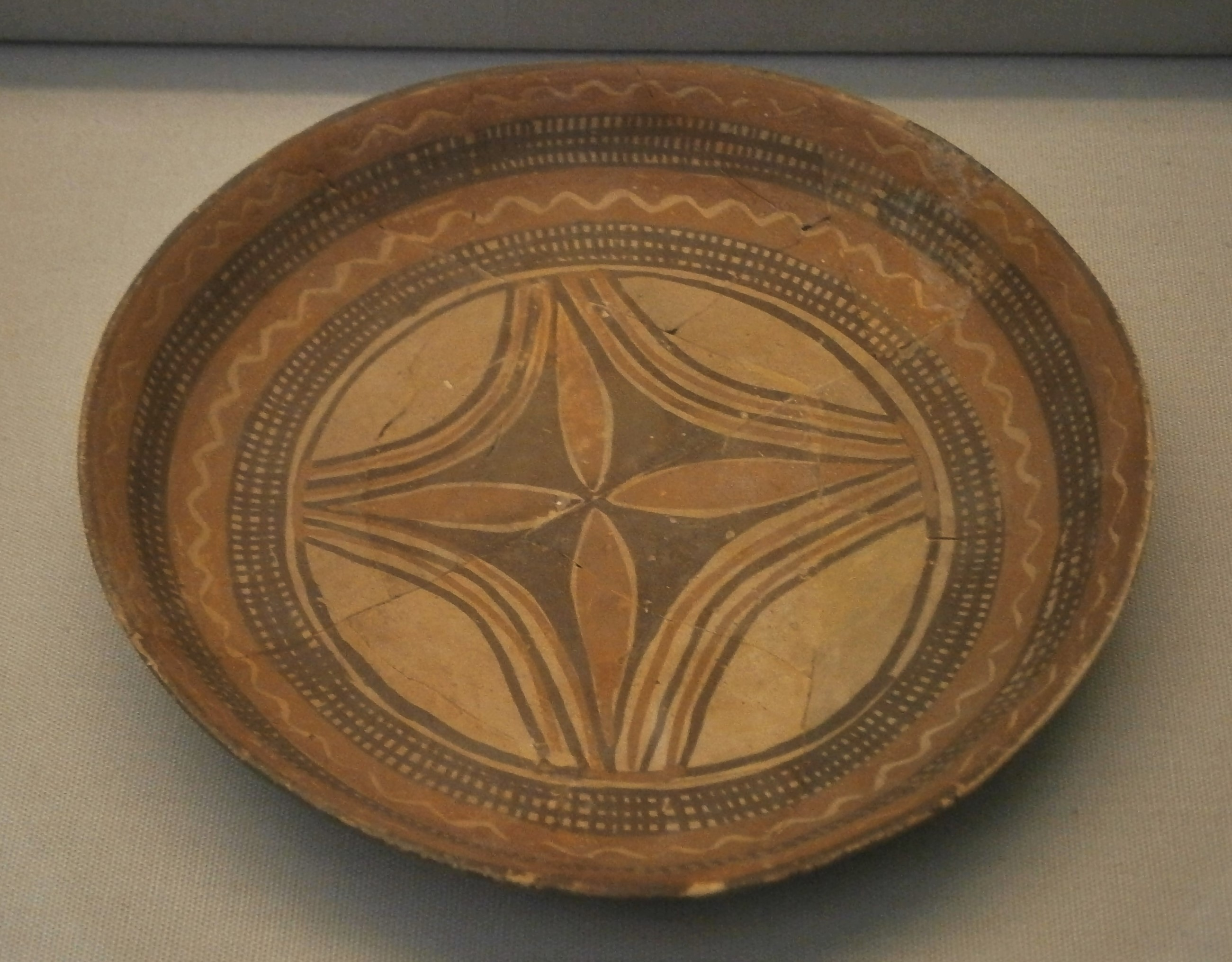
Plat à décor peint, Halaf récent (v. 5600-5200 av. J.-C.), Tell Arpachiyah. British Museum.
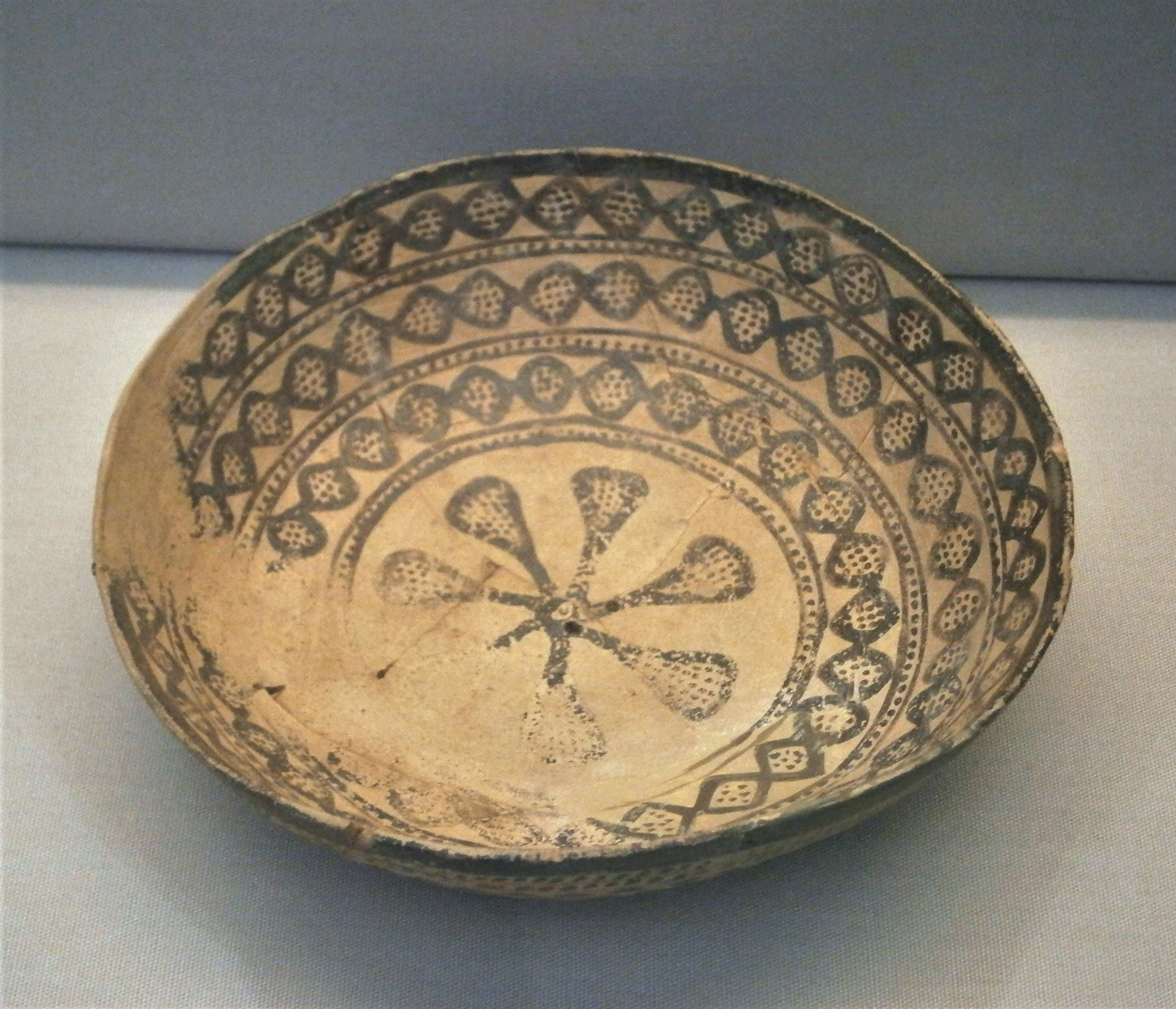
Bol à décor peint, Halaf récent (v. 5600-5200 av. J.-C.), Tell Arpachiyah, Irak. British Museum.
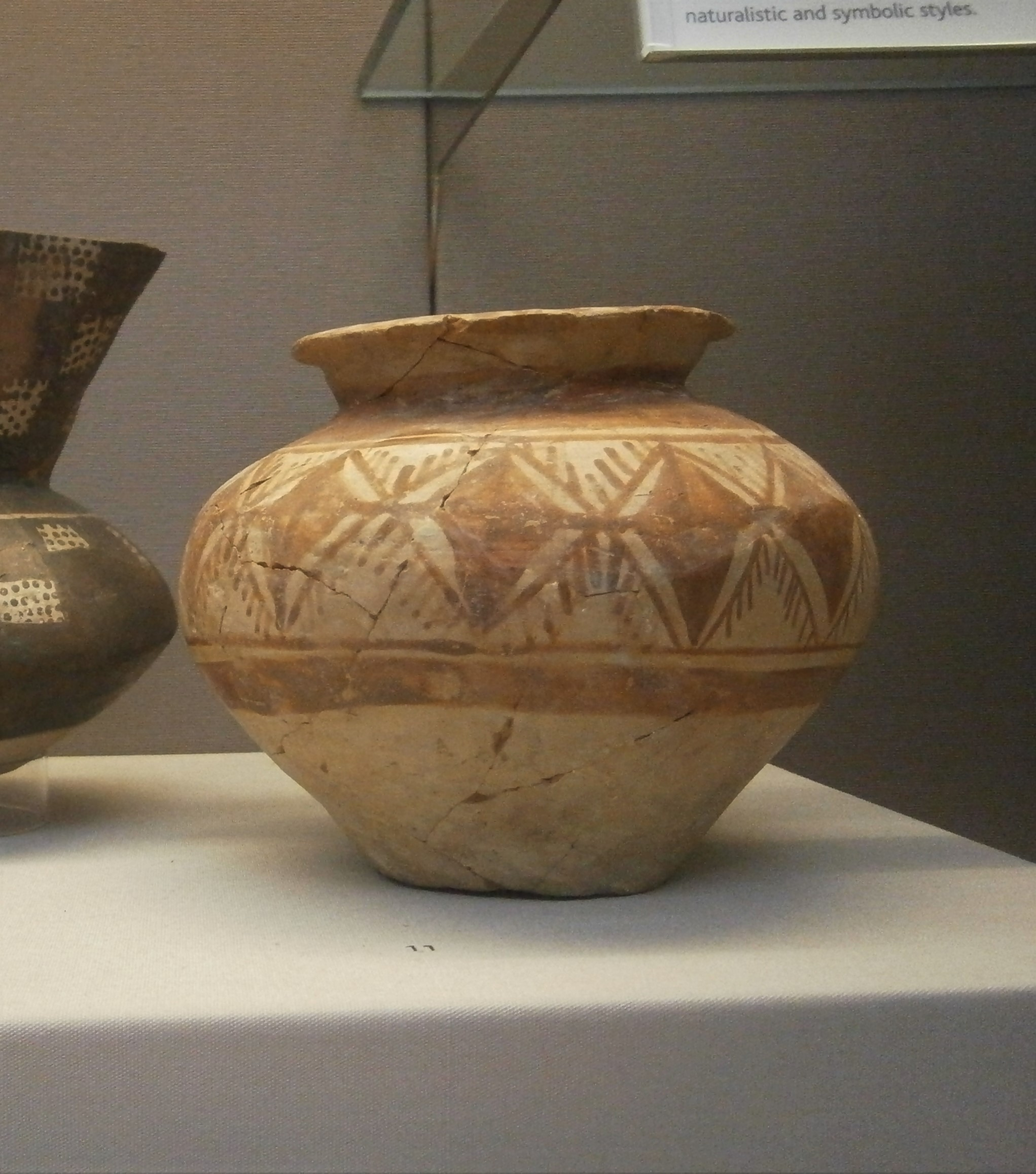
Jarre à décor peint, Halaf récent (v. 5600-5200 av. J.-C.), Chagar Bazar, Syrie. British Museum.
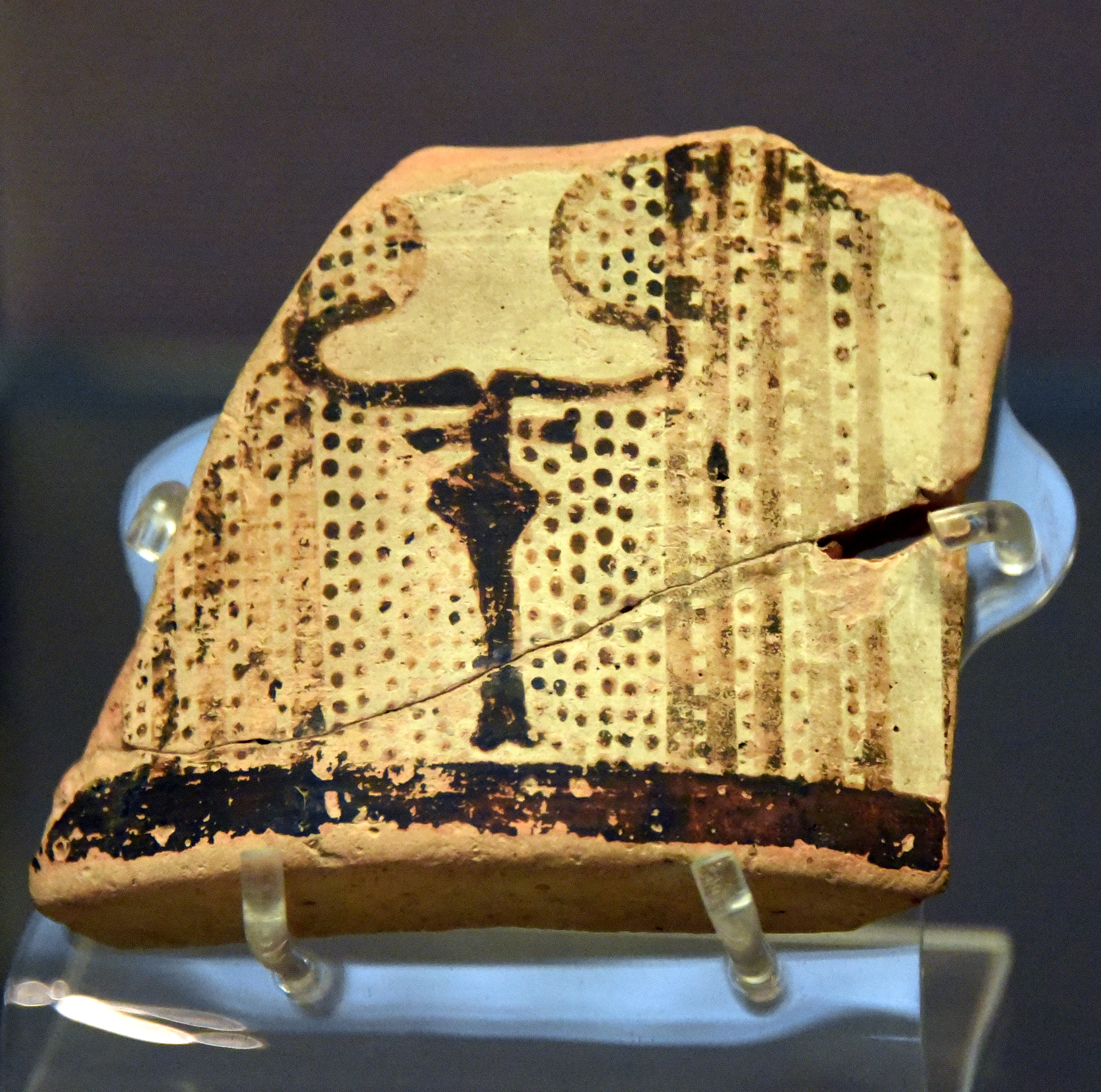
Bris de poterie (tesson). L'extérieur est peint d'un bucrane. Tell Arpachiyah, Irak. Période de Halaf (6000-5000 av. J.-C.). British Museum.
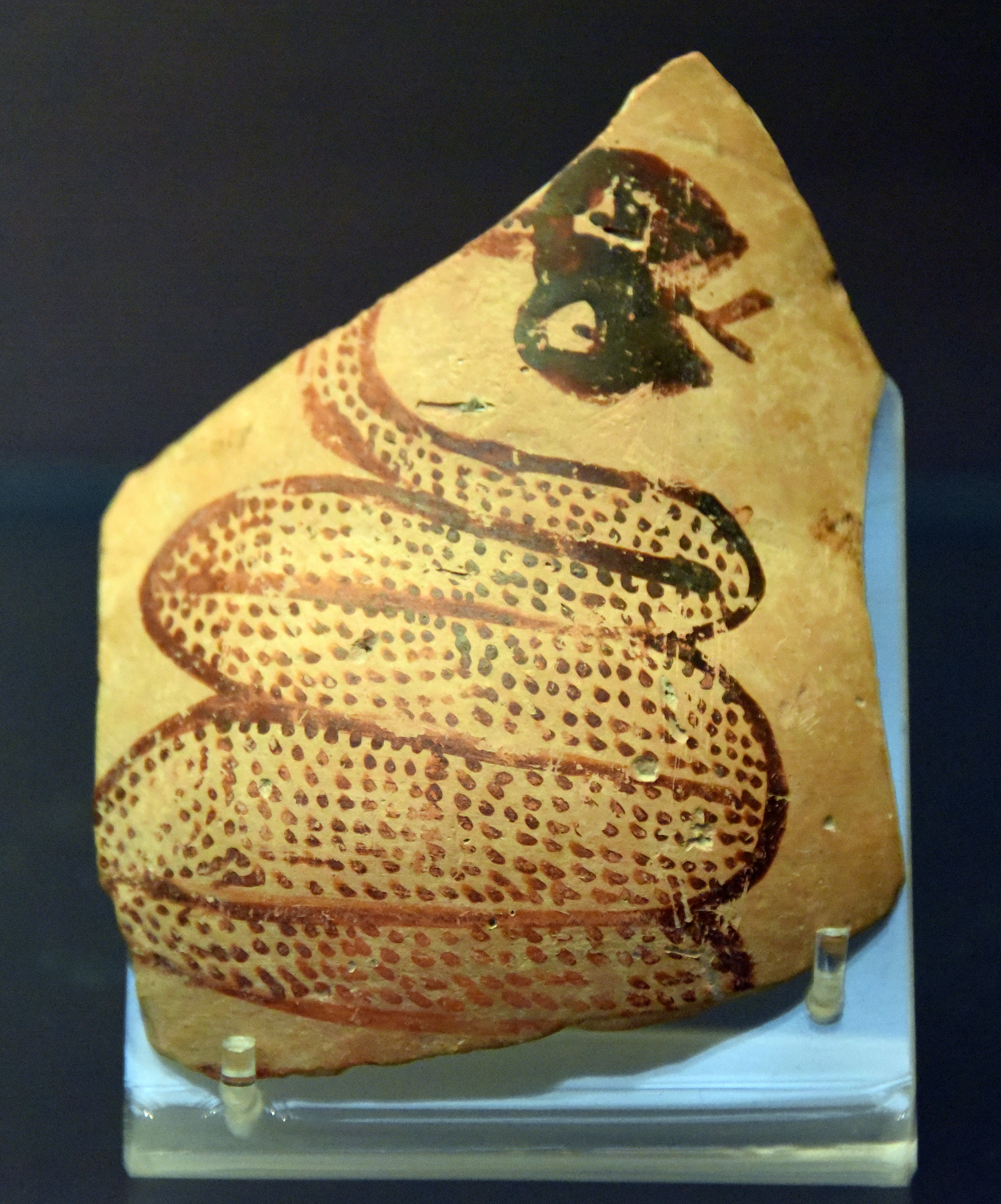
Bris de poterie (tesson) orné d'un serpent qui sort la langue. Tell Arpachiyah, Irak. Période de Halaf (6000-5000 av. J.-C.). British Museum.

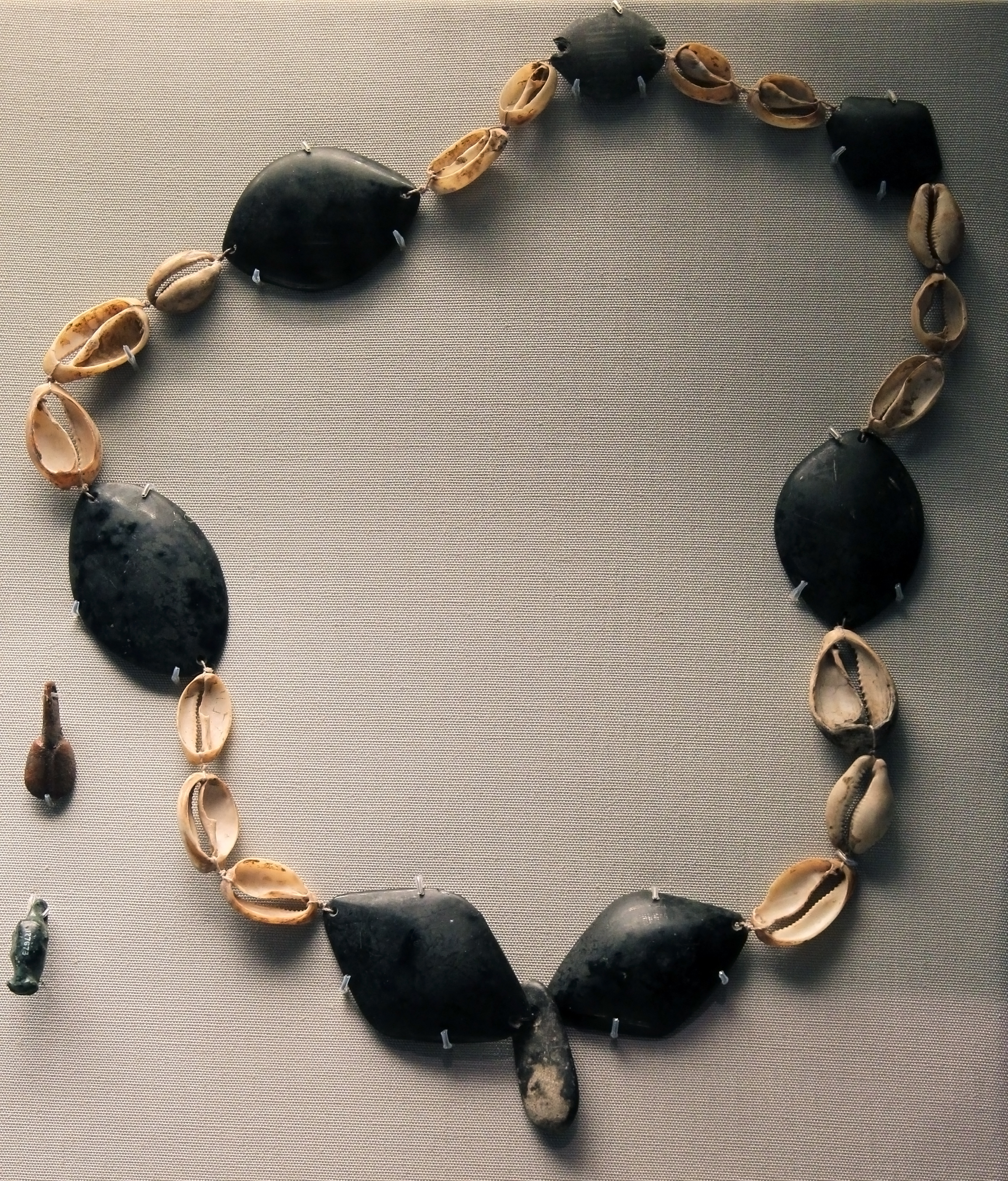
Collier découvert à Tell Arpachiyah, fabriqué à l'aide de perles d'obsidienne et de coquillages cauris du golfe Persique anciennement colorés à l'ocre rouge. British Museum.

Il semble que la poterie de type Halaf soit fabriquée dans des centres spécialisés comme Tell Arpachiyah, Tell Brak, Chagar Bazar et Tell Halaf. À Tell Arpachiyah, sous les niveaux supérieurs datés de l'Obeid, les archéologues ont mis au jour ce qui semblent être des ateliers ou boutiques de poterie car de nombreux outils de fabrication de poteries et de débitage y étaient présents : objets en pierre et en obsidienne, un grand nombre de noyaux de silex et d'obsidienne. Ce niveau a complètement été brûlé, apparemment de manière délibérée, sans doute pour des raisons rituelles. Il est possible que Tell Arpachiyah soit un site religieux spécial : une zone de bâtiments ronds (assimilés à tort aux tholos de Mycènes), entourée d'un mur d'enceinte, comporte de nombreuses sépultures, mais, contrairement aux constructions rondes d'autres lieux, ne recèle aucune trace d'habitation.

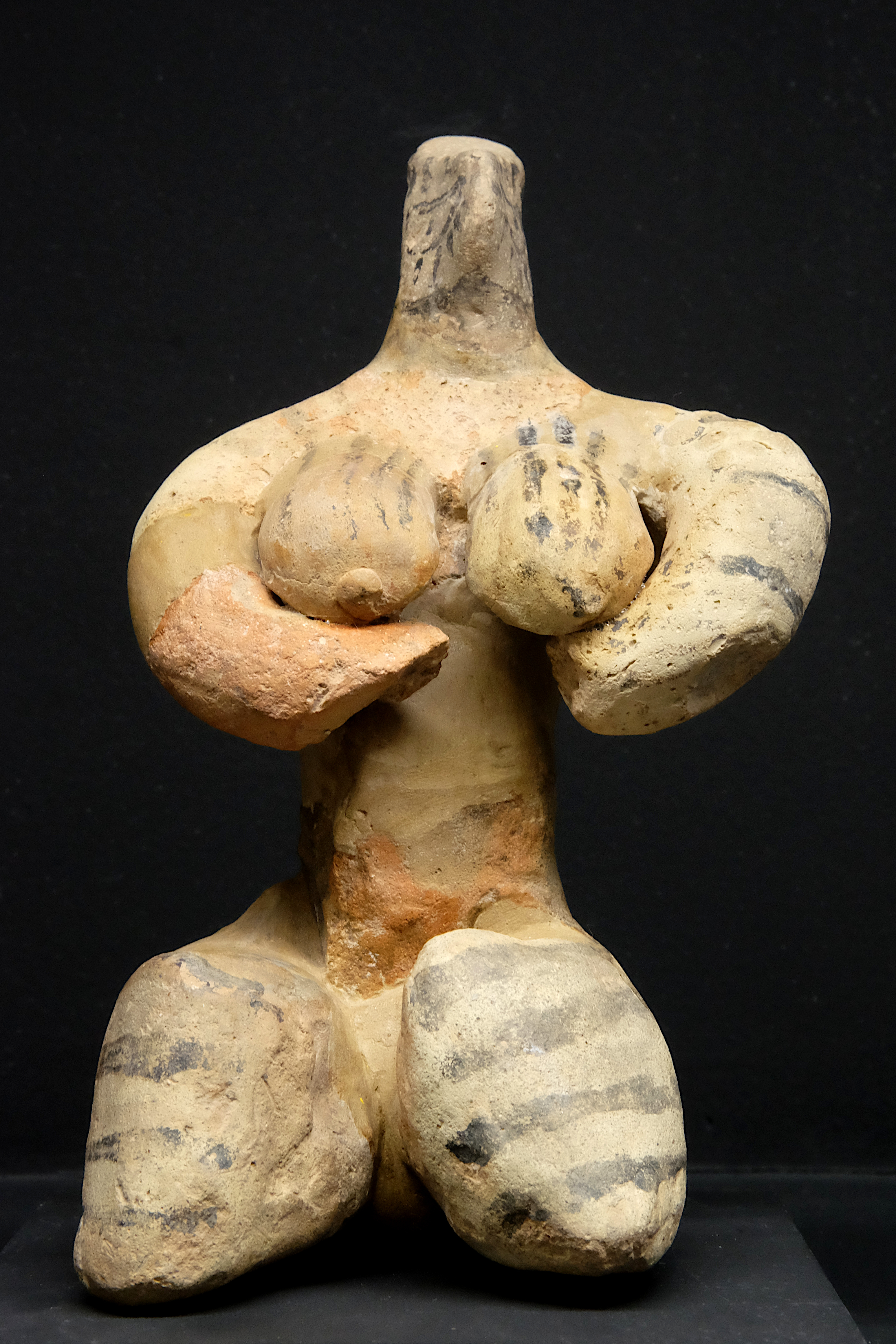
Figurine parturiente assise de la période Halaf. Les bandes de peintures sont peintes au henné, la partie supérieure des bras présente des traces de scarifications. Musées royaux d'Art et d'Histoire de Bruxelles.

Une fois produite dans le centre de production, la poterie est ensuite transportée, par le biais de centres relais, vers des destinations plus lointaines, notamment jusqu'au golfe Persique en échange d'autres produits. Mis à part ces centres de production, les villages de la culture de Halaf ont pour caractéristique commune d'être souvent très petits. L'expansion de cette culture semble se faire de proche en proche : dès qu'un village dépasse la centaine d'habitants, des colons s'en détachent pour construire un nouveau village non loin de là. Pour le préhistorien Jean-Paul Demoule, il s'agit de la marque d'une société peu hiérarchisée évoluant dans des agglomérations humaines restreintes. Pour Georges Roux « rien n'indique une invasion brutale et tout ce que nous savons d'eux indique la lente infiltration d'un peuple pacifique ». Mais pour la chercheuse Joan Oates, il existe pour cette culture de nombreuses preuves de déformation crânienne volontaire, une « pratique avec un potentiel d'élitisme considérable » déjà évoquée dans la partie consacrée à la période de Samarra. À Tell Arpachiyah, la dentition trouvée sur les crânes déformés indique que leurs porteurs sont génétiquement apparentés, ce qui laisse penser à la constitution d'un groupe d'élite familial.
Un autre aspect remarquable de la culture de Halaf consiste en des figurines féminines de parturientes, typiques de cette culture. Elles représentent une femme assise et qui soutient ses seins à l'aide de ses bras. Le corps est décoré de lignes et de traits qui semblent représenter des tatouages, des bijoux ou des vêtements. La tête est souvent représentée par un moignon du cou aplati sur lequel sont parfois dessinés deux grands yeux. Il s'agit peut-être de talismans contre la stérilité.

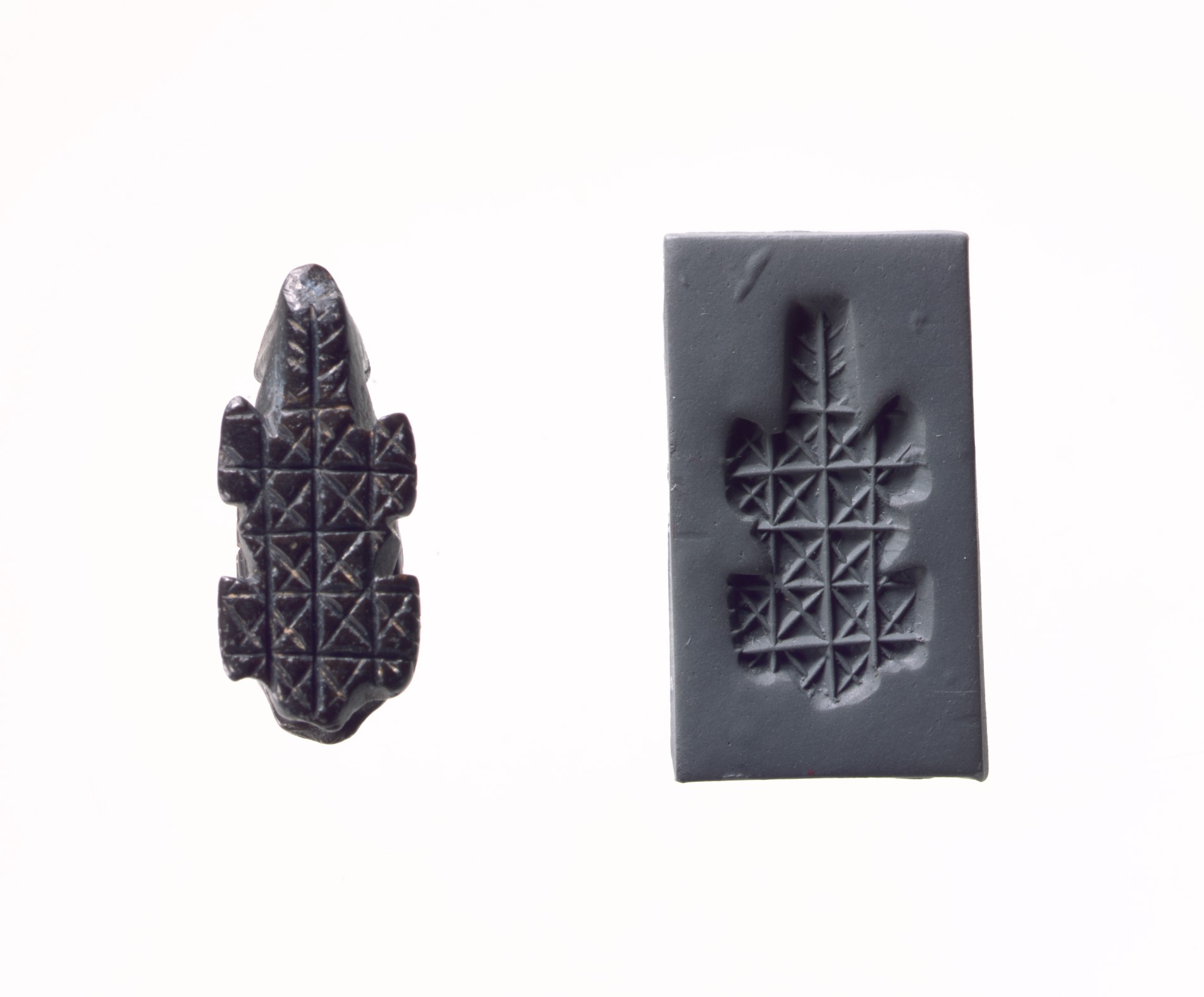
Sceau et son impression moderne avec motif géométrique de la période de Halaf. Provenance : Syrie du Nord (vers -5600 - -5000). Metropolitan Museum of Art.

La culture de Halaf présente des constructions circulaires appelées « tholoi » par les archéologues, mais qui sont pour la plupart des habitations (contrairement aux tholoi de Mycènes). Construits en pisé ou en briques sur des soubassements de galets, ils sont parfois pourvus d'une extension quadrangulaire et sont recouverts d'une coupole. Les graines de plante domestiquées et cultivées en agriculture sèche recueillies dans les villages sont indicatrices qu'à l'instar de leurs contemporains de Samarra et de Hassuna, les habitants des maisons rondes de la culture de Halaf sont pour une grande part des agriculteurs-éleveurs sédentaires. Ce qui n'empêche pas l'existence de bergers itinérants entre villages de base et camps de transhumance occupés de manière saisonnière. Les os retrouvés sont ceux d'animaux habituels comme les moutons, porcs, chèvres et bœufs,,.
Il est à noter l'existence marginale d'une forme de chasse qui évolue à partir d'une pratique collective, caractéristique du PPNB, vers une chasse plus individuelle pratiquée par un plus petit groupe de personnes. Cette chasse, observée à partir d'ossements d'animaux sauvages (gazelles, onagres, cerfs, daims et chevreuils), semble plus importante dans les communautés implantées au sud où les steppes sont plus arides. Le produit de cette chasse peut avoir fait l'objet d'échanges contre des produits végétaux cultivés plus au nord. Principalement alimentaire, elle se pratique également en vue de protéger les troupeaux, les champs et le bétail. Cependant, les flèches halafiennes, sans doute enduites de poison, sont rares et réalisées dans un silex local souvent de mauvaise qualité et plus rarement en obsidienne. La majeure partie des flèches trouvées sont encore non utilisées. Par conséquent, d'autres armes en matière périssable comme la fronde ou les pièges ont pu être utilisées.
À Tell Sabi Abyad, les archéologues ont découvert à peu près 300 empreintes de scellés faites dans de l'argile, sans que l'on puisse en retrouver leurs sceaux d'origine. Ces empreintes scellent des conteneurs transportables, des paniers ou des vases. Beaucoup plus nombreuses que celles déjà découvertes pour les périodes de Samarra, ces empreintes représentent des capridés, des végétaux et des motifs géométriques. Comme pour Samarra, il est difficile d'en déduire une signification, sinon qu'il pourrait s'agir d'une pratique administrative de type « contrat » ou traduire une volonté de contrôler la circulation de biens ou marchandises. D'autres empreintes de sceaux qui appartiennent à la fin de la période de Halaf ont été également découvertes à Tell Arpachiyah,.

### Développement et diffusion de la culture d'Obeïd

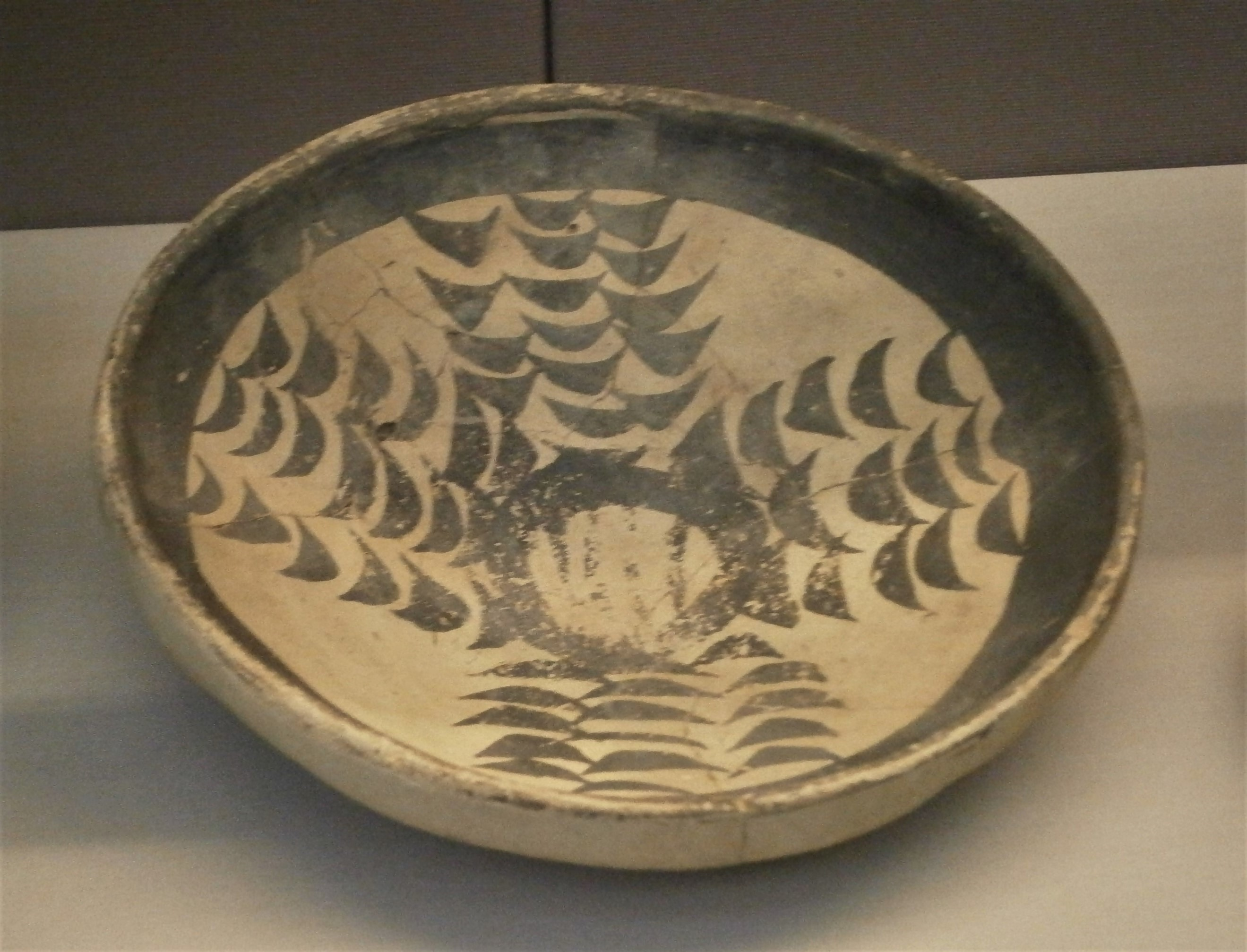
Bol peint en motifs géométriques sombres, Ur. British Museum.

La longue période d'Obeïd (vers 6500 av. J.-C. - 3900 av. J.-C.) fait référence à une phase néolithique finale et une phase chalcolithique ancienne de la Préhistoire et doit son nom au site de Tell el-Obeïd, situé non loin d'Ur. Leonard Woolley y découvre en 1924, alors qu'il dirige les fouilles d'un temple sumérien, de nombreuses poteries monochromes témoins d'une culture différente. Plus frustes et moins soignées que les céramiques de la culture de Halaf, ces poteries décorées, souvent à la hâte, de motifs géométriques et parfois inspirés de la nature sont également découvertes dans un ancien cimetière environnant.
Plus tard, les vestiges de la ville d'Eridu fournissent les premières informations importantes à propos de l'architecture de la culture d'Obeïd. Par la suite, la découverte dans les années 1980 du site de Tell el-Oueili, au nord de la ville moderne de Nassiriya, révèle le caractère beaucoup plus ancien de la culture d'Obeïd et en repousse les origines vers 6500 av. J.-C. attribuant ainsi Tell el-Obeïd à une phase très tardive de sa culture éponyme. Le terme « culture d'Obeïd » est donc une appellation plutôt conventionnelle qui ne reflète pas une réelle continuité ou uniformité de cette culture.

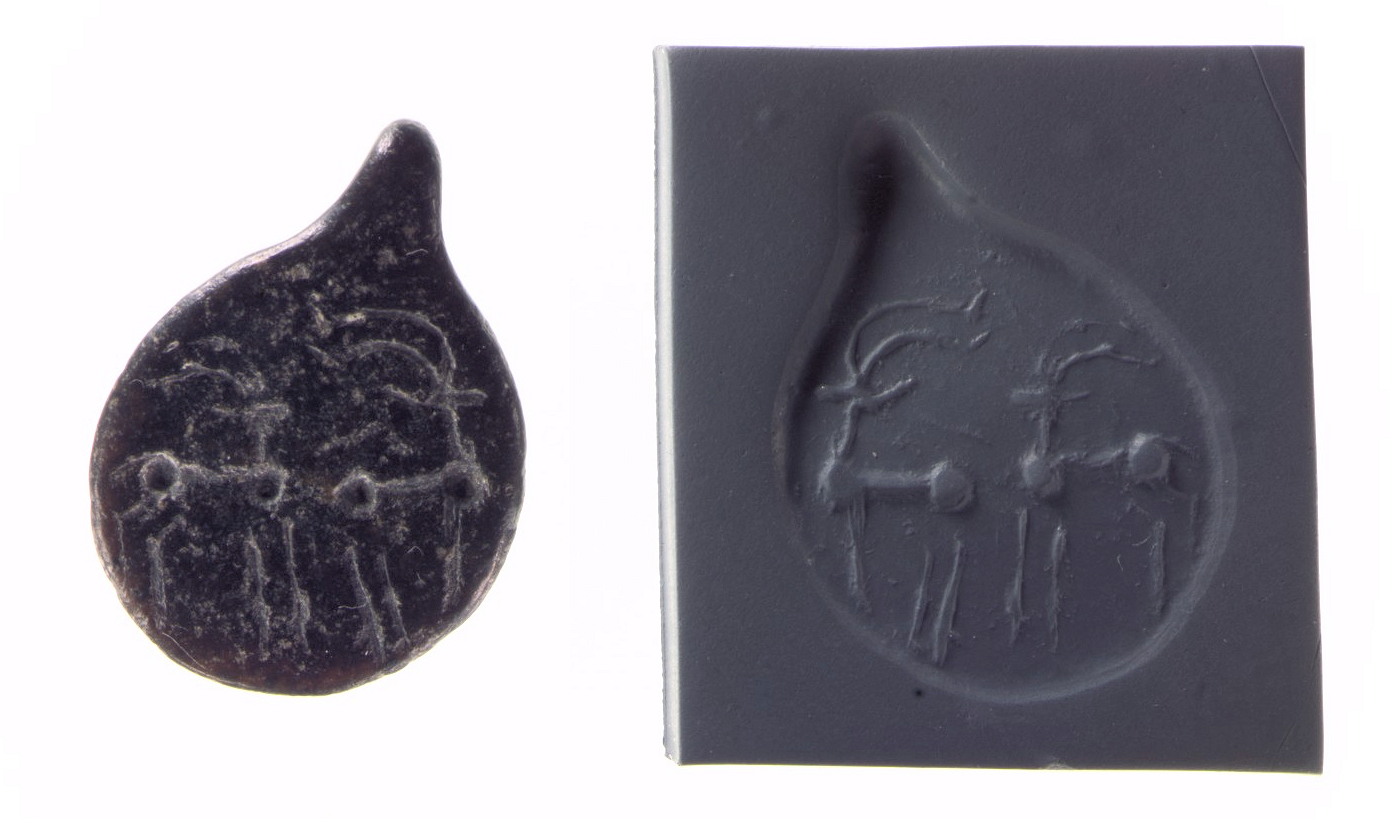
Sceau pendentif en forme de goutte avec deux quadrupèdes et son impression moderne. -4500–-3500. Fin de la période d'Obeïd - Milieu de la période de Gawra (Nord de la Mésopotamie). Metropolitan Museum of Art - New York

Sur la base des évolutions visibles des formes et décorations des céramiques apparentées à cette culture, les chercheurs distinguent six phases successives, numérotées de 0 à 5, et qui portent le nom de leur site représentatif. L'Obeïd ancien est principalement documenté par les sites de Tell el-Oueili (Obeïd 0 et 1), d'Eridu et d'Haggi Muhammad (Obeïd 1 et 2) qui sont les plus anciens sites connus de Basse Mésopotamie (vers 6500 av. J.-C. - 5300 av. J.-C.). Les dernières phases 3, 4 et 5 sont entre autres documentées par Tell el-Obeïd même,, mais sont surtout marquées par la propagation de la culture obeidienne vers le Nord de l'Irak et le Nord-Est de la Syrie au milieu du VIe millénaire av. J.-C. avec, comme sites significatifs, Tepe Gawra, au nord-est de Ninive, et Zeidan, près du confluent de la rivière Khabour et de l'Euphrate. Par ailleurs, la culture d'Obeïd semble également s'étendre vers le sud : des sites apparentés à la culture d'Obeïd sont également présents au Koweït et recèlent de preuves d'utilisations de bateaux suggérant le développement de la pêche et peut-être même la présence de plongeurs chercheurs de perles. Des sites saisonniers sont également attestés le long de la côte nord-est de l'Arabie saoudite et au Qatar. Des tessons liés à la culture d'Obeïd ont aussi été trouvés dans le Sud des Émirats.
Jusqu'à la fin du Ve millénaire av. J.-C., le caractère égalitaire et non stratifié des communautés de la culture d'Obeïd est généralement admis : comme dans les communautés du Néolithique tardif, la direction temporaire et cyclique — basée sur une identité d'entreprise communautaire — semble être entre les mains des Anciens. La rareté de marques de statut et de différenciation dans les dépouilles, la quasi-absence d'objets de luxe, exotiques ou de prestige, dans des villages généralement de petite taille et dont les différences d'architectures individuelles sont très faibles, sont des indicateurs d'un type d'organisation peu hiérarchisée. À cela s'ajoutent, même sur des sites vraisemblablement d'importance régionale, la rareté de sceaux liés au contrôle administratif ainsi qu'une apparente absence de spécialisation dans les métiers. Ce n'est que vers les derniers siècles de l'occupation de Tell Abada (fin du Ve millénaire av. J.-C.) que les archéologues observent une activité spécialisée dans la confection de céramiques et l'utilisation intensive de jetons marqueurs, signe d'une gestion administrative plus élaborée.

#### La culture d'Obeïd du Sud
Décrits comme des « îles encastrées dans une plaine marécageuse » encore évoquée dans les empreintes de sceaux cylindriques de la fin du IVe millénaire av. J.-C., les sites découverts jusqu'à présent dans le Sud de la Mésopotamie sont situés sur des terrasses dites en « carapaces de tortue », vestiges de terrasses alluviales étagées incisées pendant le Pléistocène qui, vues du ciel, évoquent les motifs d'une carapace de tortue. Ces sites, comme Hajji Muhammad et Ras al-Amiya, ont été découverts accidentellement lors de chantiers de construction modernes, car ils se trouvent profondément enfouis sous d'épaisses couches d'alluvions charriées par les cours d'eau de l'ancien delta mésopotamien. Il est par conséquent probable que de nombreux autres sites restent encore inexplorés sous une épaisse couche de sédiments,,.
Les couches les plus anciennes de la culture d'Obeïd sont situées à Tell el-Oueili et remontent à 6200 av. J.-C., comme le confirment les analyses au carbone 14. Mais, elles reposent juste au-dessus d'une nappe phréatique, ce qui empêche les archéologues d'accéder à des couches archéologiques plus profondes et qui restent encore inexplorées. Toutefois, le niveau élevé de néolithisation des populations des couches explorées suggère une occupation du site qui pourrait remonter depuis bien plus longtemps que la période datée. Ces populations y cultivent déjà des céréales comme le blé et l'orge, tandis que le bœuf, le porc, le mouton et la chèvre sont domestiqués. En outre, les niveaux d'Oueili de l'Obeïd 0 ont livré des poteries étroitement liées à celles de Choga Mami — attestant des contacts avec la culture de Samarra — des figurines féminines et des bâtiments tripartites semblables au Proto-Hassuna de Tell el-Sawwan.

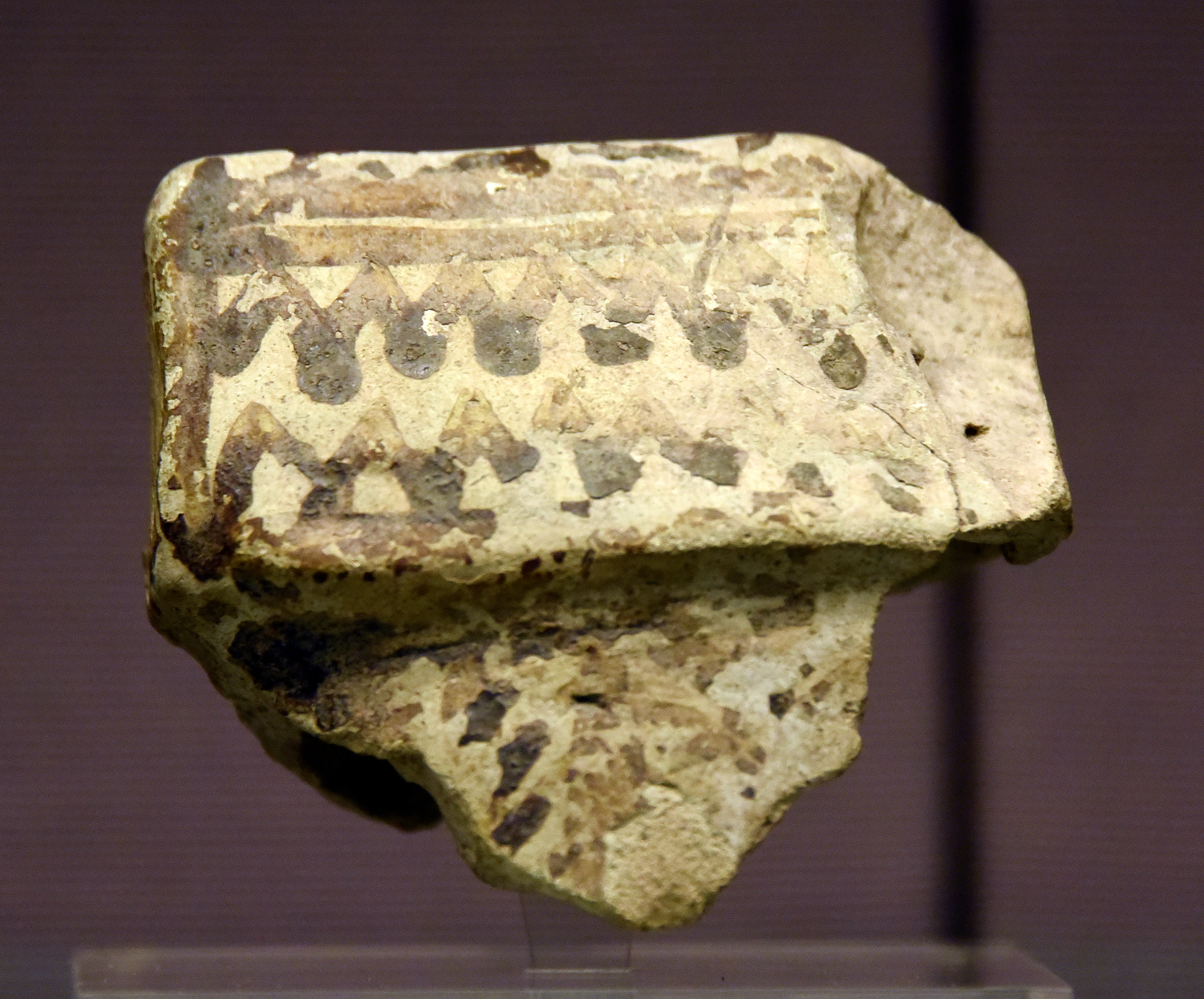
Maquette en terre cuite d'une maison dont seul persiste le toit en chaume de roseaux représentés par les traits de peinture. Tell el-Obeïd -5900--4000. British Museum - Londres.

Les bâtiments se révèlent cependant plus vastes que ceux de Tell es-Sawwan : des poteaux de bois soutiennent le toit tandis que des escaliers mènent à des terrasses et sur une vaste salle de séjour pourvue d'un foyer, lieu possible de réunions familiales semblant réunir deux générations. De petites pièces sont attenantes à cette salle, chacune pourvue d'un foyer creux, constituant probablement des espaces privés pour une famille nucléaire. Par ailleurs, une autre grande structure extérieure faite d'immenses soubassements semble être un grand grenier commun. Toutes ces constructions sont préconçues à l'aide de plans grandeur nature préalablement dessinés sur le sol. Ces plans sont élaborés partir d'une unité de mesure de 1,75 m (5′ 9″) environ — soit six pieds de 0,29 m (0′ 11″). En outre, la connaissance de certaines propriétés géométriques des triangles permettent de tracer des angles droits. Les murs sont faits de briques crues pressées entre deux planches. Ces briques ont le sommet bombé et pourvu de traces de doigts favorisant ainsi leur adhérence au mortier. Ce n'est qu'au milieu du VIe millénaire av. J.-C. (Obeïd 1) que des briques de taille uniforme sont moulées dans un cadre. Elles servent également à la construction de greniers plus nombreux, mais plus étroits qu'auparavant,.
De manière générale, malgré le climat alors apparemment plus humide de l'époque, l'agriculture irriguée semble progressivement se développer tout en laissant une part à l'exploitation des marais (poissons, roseaux), autre facteur majeur du développement des communautés humaines du Sud mésopotamien,. Le palmier dattier ainsi que le blé et l'orge sont cultivés. Les bovins et les porcs sont élevés à côté d'un nombre inférieur de moutons et de chèvres.
Durant l'Obeïd 2 et 3, certains bâtiments s'élargissent à un point tel que la communauté des archéologues se divise quant à leur utilisation. Pour certains, même s'il reste des doutes, il pourrait s'agir des premiers temples de Mésopotamie,, pour d'autres, la religion de l'époque semble encore se pratiquer dans de petits sanctuaires et les grands bâtiment découverts sous la ziggurat d'Eridu semblent plutôt destinés à des réunions, ou à l'accueil des visiteurs à la manière des mudhif actuels des Arabes des marais du Sud de l'Irak. Pascal Butterlin pose l'hypothèse que les bâtiments communautaires côtoient ceux réservés au culte, tous deux construits dans le modèle tripartite et s'agrandissant au fil des siècles. Plus tard, durant la période d'Uruk, la taille des bâtiments à Uruk semble augmenter plus rapidement que ceux au nord de la Mésopotamie à Tepe Gawra ou à Tell Brak.

#### L'expansion vers le nord

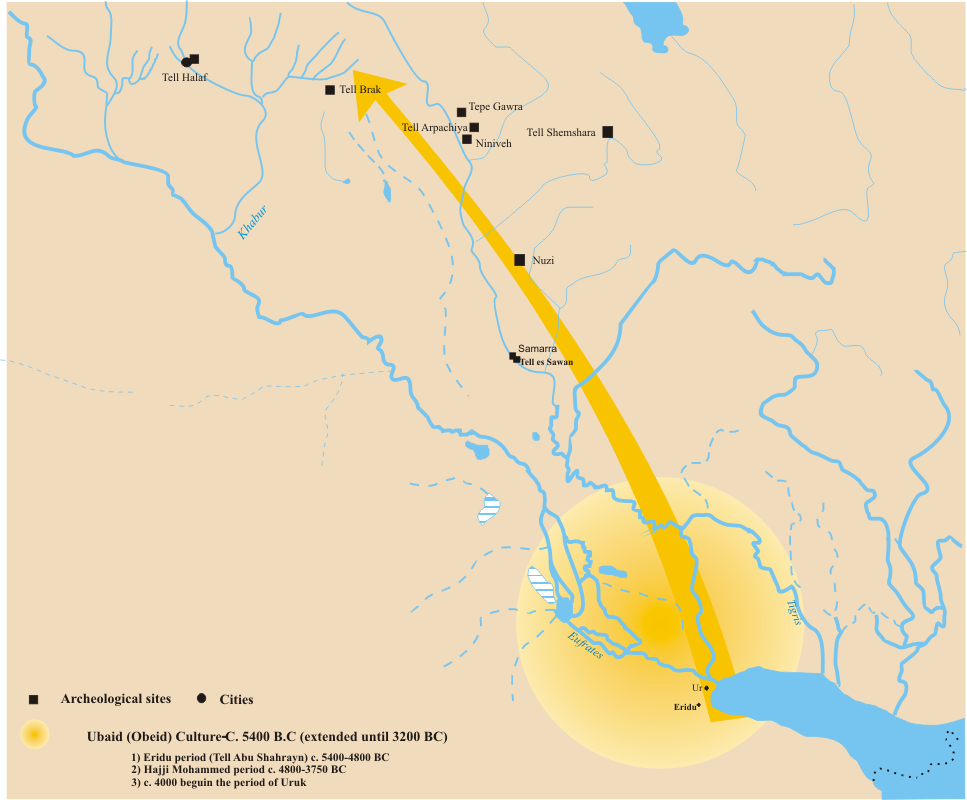
Expansion de la culture d'Obeïd vers le Nord.

La troisième phase d'Obeïd (vers 5200 av. J.-C. - 4500 av. J.-C.) est marquée par une expansion vers le Nord de l'Irak et le Nord-Est de la Syrie : des poteries et des objets utilitaires comme des broyeurs d'argile et des figurines identiques aux sites découverts au sud se retrouvent sur des sites plus septentrionaux : Tell Arpachiyah et Tepe Gawra situés près de Mossoul, Tell Zeidan sur le Moyen Euphrate et jusqu'à Değirmentepe en Anatolie orientale où apparaissent les premières traces de métallurgie du cuivre. S'il est bien établi que la propagation de la culture d'Obeïd s'étale sur plusieurs siècles par un changement lent, progressif et pacifique, son mécanisme reste toujours l'objet de discussion. Pour Joan Oates, cette propagation est le produit de mouvements culturels par des mariages ou des systèmes d'échange. Pour Jean-Daniel Forest, la culture de Halaf, dans sa progression vers le Sud de la Mésopotamie, se voit obligée d'adopter l'agriculture irriguée, imitant en cela la culture d'Obeïd déjà sur place, tant et si bien que cette dernière remplace assez rapidement la culture de Halaf vers le nord. À moins qu'il ne s'agisse d'un nouveau moyen pour les gens d'exprimer leur identité à travers de nouveaux objets de leur vie quotidienne, notamment par un style de poterie très semblable à celui du Sud avec, toutefois, des motifs décoratifs différents, plus naturalistes, et dont la couleur tend plus vers le rouge que la poterie de Halaf et celle de la culture d'Obeïd du Sud,.

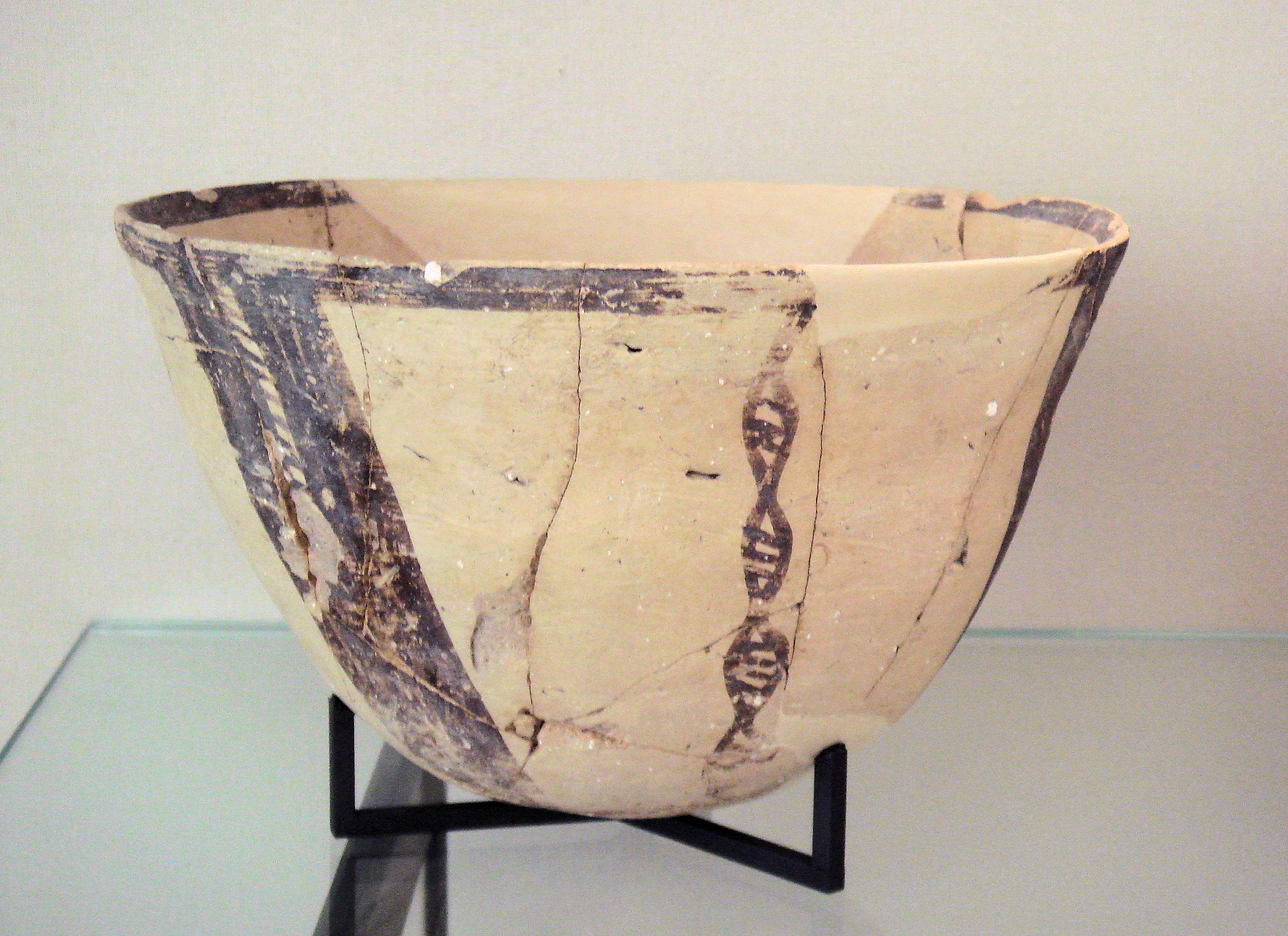
Poterie Obeïd -5100 - -4500, Tepe Gawra. Musée du Louvre, Paris.

Vers le milieu du VIe millénaire av. J.-C., la forme des maisons circulaires de la culture de Halaf de type « tholoi » est progressivement remplacée par des maisons rectangulaires composées de plusieurs pièces typiques de la période de la culture d'Obeïd du Nord. Elles sont pour la plupart agencées suivant un plan tripartite : les plus petites pièces sont souvent disposées de manière symétrique autour d'une grande salle centrale. Ce type de bâtiments se retrouve à Tell Abada dans le bassin du Hamrin où il se caractérise par des contreforts réguliers, à Tepe Gawra dans le Nord de l'Irak et jusqu'à Değirmentepe en Anatolie. Tell Abada possède par ailleurs un système de canalisation hydraulique permettant d'amener l'eau d'une source et d'un oued voisins vers une citerne à l'intérieur du village. Il semble, en outre, que le village se soit spécialisé dans la fabrication de poterie : c'est là que se trouvent les plus anciennes indications d'utilisation du tour de potier, elles datent du VIe millénaire av. J.-C.,.
Le traitement des morts semble progressivement s'uniformiser. Là où la culture de Halaf présente une grande diversité, la culture d'Obeïd se contente d'enterrements dans de simples tombes pourvues de quelques récipients en céramique sans différenciations sociales apparentes. Si Tell Arpachiyah, dispose d'un petit cimetière de l'Obeïd en dehors des logements domestiques, semblable au plus grand cimetière d'Eridu qui lui est contemporain dans le Sud de la Mésopotamie, l'enterrement au sein du village semble limité à l'enterrement des nourrissons sous les maisons. On trouve la même chose à Abada où cinquante-sept urnes funéraires pour nourrissons sont retrouvées dans les sous-sols des grands bâtiments,.

## Émergence des villes

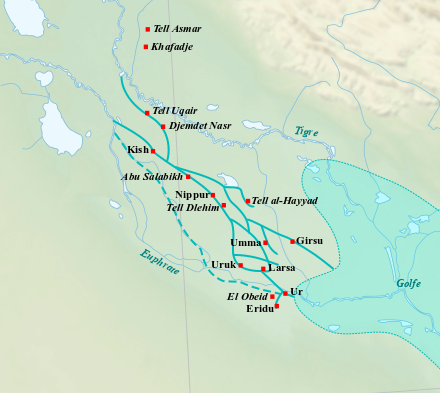
Localisation des sites principaux de Mésopotamie méridionale durant la période d'Uruk.

La Mésopotamie du Chalcolithique tardif — qui comprend la fin de la période d'Obeïd final (vers 4000-3900 av. J.-C.) et la période d'Uruk (de 3900 à 3600 av. J.-C.) — est témoin d'une société qui se hiérarchise progressivement autour de familles influentes qui occupent de grandes maisons dans lesquelles plus aucun outil agricole n'est trouvé. Celles-ci sont attenantes à ce qui est désormais identifiable à des temples construits dans des villes qui s'agrandissent considérablement, dominent les villages voisins jusqu'à prendre un caractère urbain ou « proto-urbain »,. En outre, il apparaît que ces temples abritent une classe sacrée appelée à légitimer les nouveaux « officiants » laïques avec lesquels elle est intimement liée.
La découverte à Uruk d'un ensemble de tablettes écrites en signes symboliques — les premières de ce type — reflètent l'activité d'une administration complexe et stratifiée. Parmi ces textes, se trouve la Liste des titres et des professions. Celle-ci est sans doute ultérieure au IVe millénaire av. J.-C., mais sa compilation semble illustrer une situation antérieure qui indique clairement une société hiérarchisée en quatre niveaux avec diverses professions, groupes économiques et politiques allant vers une complexification grandissante,.
Tous ces éléments accompagnent l'apparition de villes qui semblent émerger et évoluer autour de deux pôles géographiques : celles du nord de la Mésopotamie comme Tell Brak ou Tepe Gawra et celles du sud comme Uruk. Au début du IVe millénaire av. J.-C., les villes de ces deux pôles ont un processus de développement indépendant.
Cependant, à partir du milieu du IVe millénaire av. J.-C., le développement des villes du nord tend à se ralentir : elles cessent de croître et commencent même à se contracter. À cette époque, les relations entre les deux régions du nord et du sud semblent se déséquilibrer et mener vers une sorte de « colonisation » des villes du nord par les villes du sud. Cette colonisation, plus souvent basée sur une motivation économique, s'opère le long des routes commerciales au nord de l'Irak, au nord de la Syrie et au sud-est de la Turquie et se reconnaît par la dominance d'une poterie aux formes caractéristiques de la ville d'Uruk du sud de la Mésopotamie et par certains types de constructions, de conceptions de sceaux et de pratiques de scellement.
Habuba Kabira en est un exemple : le site syrien de la région du Moyen-Euphrate montre des liens tellement étroits avec le sud de la Mésopotamie que cette ville et son centre religieux proche de Djebel Aruda sont considérés comme une « colonie » d'Uruk. Des maisons tripartites associées à des espaces extérieurs et parfois constituées de grandes salles de réception sont construites le long de rues qui s'organisent autour des portes d'une muraille massive. Elles sont entourées d'un dense assemblage de maisons plus petites. Ce dernier schéma urbain pourrait être semblable à celui d'Uruk dont le site n'est cependant encore que partiellement découvert. À Haçinebi Tepe, sur l'Euphrate turc, près de la ville moderne de Birecik, des céramiques locales se trouvent aux côtés de poteries du sud de la Mésopotamie.
Par ailleurs, pendant le IVe millénaire av. J.-C., la culture mésopotamienne d’Uruk s’étend également au sud de la basse Mésopotamie, comme en témoigne la diffusion de ses formes céramiques, de ses motifs décoratifs et de ses objets caractéristiques (notamment les sceaux-cylindres) dans des régions éloignées, y compris en Égypte prédynastique (culture de Nagada). Ces artefacts, souvent associés à des matériaux exotiques importés (comme le lapis-lazuli, le bois ou le cuivre), suggèrent l’existence de routes commerciales reliant la Mésopotamie à la vallée du Nil, probablement via le Levant ou la mer Rouge,.
Cependant, vers la fin du IVe millénaire av. J.-C., la colonisation d'Uruk semble s'arrêter : l'utilisation de la poterie de style méridional diminue et disparaît. Mais, cela n'est pas toujours suivi par un rebond simple et immédiat des structures politiques septentrionales : la ville basse de Tell Brak est, par exemple, abandonnée et le site décline significativement. À l'inverse, à Arslantepe, où la colonisation d'Uruk semblait moins écrasante, un nouveau type d'élite émerge et se fonde apparemment davantage sur le pouvoir personnel que sur des institutions du temple.

### Échanges et contrôle des ressources

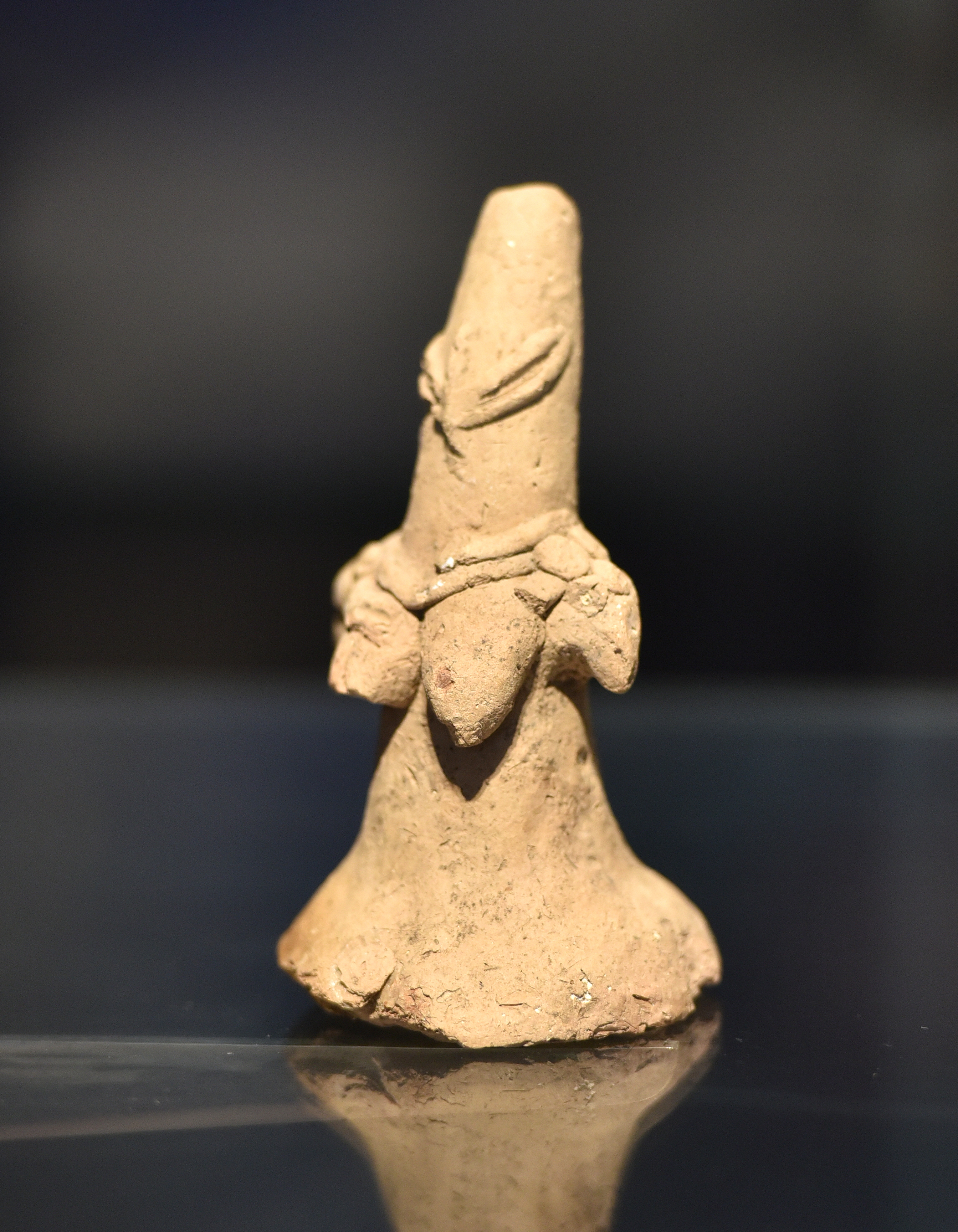
Représentation primitive en terre cuite d'une femme. Ur ou Eridu, Irak. (-4000--3500). Musée national d'Irak - Bagdad.

Même s'il est démontré aujourd'hui que l'agriculture irriguée pratiquée au sud — à l'aide notamment de l'araire à semoir et des chariots à roue — n'est pas la seule cause d'une centralisation de l'organisation sociale, elle reste bien productrice de surplus alimentaire qui sert à entretenir des spécialistes, des dirigeants, des prêtres ou des artisans qui ne produisent pas leur propre nourriture. Ce surplus alimentaire — accompagné de perles et de poissons — est également objet d'échanges entre l'élite du Sud et celle du Nord où l'on utilise une agriculture sèche moins intense, mais où on dispose de minerai de cuivre, de pierres précieuses, d'obsidienne (sud-est de la Turquie), de bois de construction, où on élève des moutons laineux pour en faire du tissu et où le tour de potier (déjà connu vers le milieu du VIe millénaire av. J.-C.) est introduit,,,. 
Dans le même ordre d'idées, l'usage plus intensif de sceaux et de jetons trahit l'existence d'activités économiques de plus en plus centralisées et contrôlées. Ces sceaux deviennent de plus en plus complexes. Ils sont utilisés pour sceller une grande variété de biens portables consignés dans des sacs, des paniers et des bocaux et marquer l'autorité sous laquelle le contenu est placé. Ils sont également placés autour de portes et permettent de contrôler l'accès aux réserves. En outre, les scellés brisés semblent conservés afin de garder un enregistrement des transactions. Si les sceaux d'argile sont d'abord associés à une ou plusieurs unités résidentielles, vers 4000 av. J.-C. ils se concentrent progressivement autour d'institutions religieuses nouvellement apparues.

### Diversification des sépultures
Si la rareté de signes distinctifs des dépouilles d'un cimetière de la période tardive d'Obeid à Eridu est indicatrice de sociétés encore peu hiérarchisées jusqu'au milieu du Ve millénaire av. J.-C., la chercheuse Joan Oates souligne que le statut social des personnes enterrées dans le cimetière d'Eridu est encore inconnu et qu'à lui seul ce cimetière n'est pas un indice d'absence d'inégalités sociales. À Tepe Gawra, dans le Nord-Est de l'Irak près de Mossoul, le développement des pratiques funéraires, antérieurement en voie d'uniformisation, se diversifie : le cimetière du VIe millénaire av. J.-C. voit l'apparition de tombes très riches contenant à la fois des objets en or, en argent, ou d'autres matériaux rares jamais vus auparavant parfois associées à des sépultures de nourrissons,.
Tell Majnuna, un monticule subsidiaire du site de Tell Brak, fourni des preuves d'un enterrement de masse composé d'individus partiellement articulés. Ces restes humains constituent probablement des indications de festins ou d'un massacre, suggérant une imposition violente du pouvoir. Cela contraste en tout cas avec les sépultures de la période d'Obeid et implique sans doute une perte d'identité individuelle.

### Artisanat et art

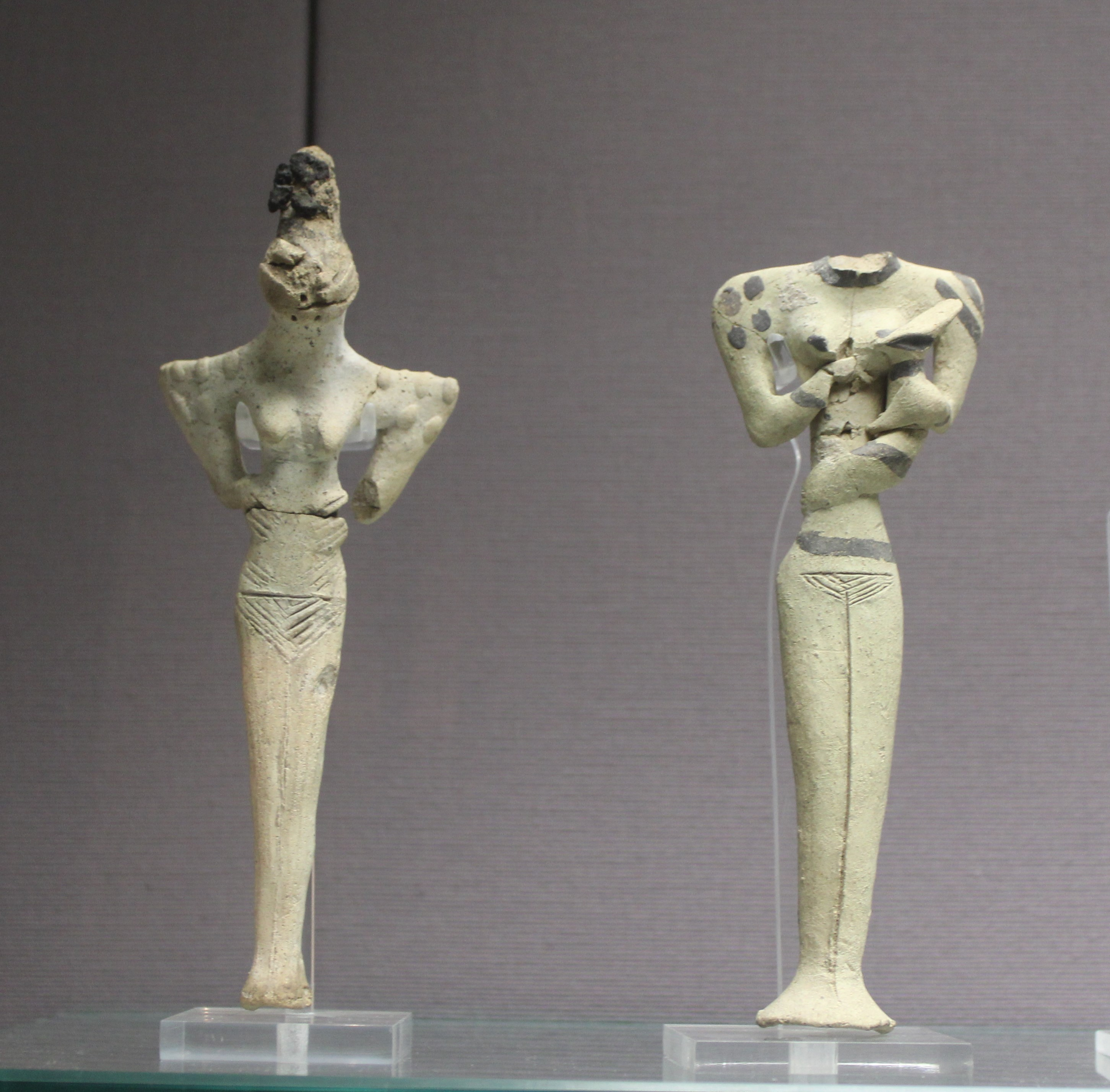
Figurines féminines en terre cuite, l’une avec le crâne pointu, Ur. British Museum.

Les poteries peintes des cultures précédentes tendent à disparaître au profit de matériaux plus frustes parfois produits en série et de manière identique — des bols dit « Coba » avec le symbole « bœuf » incrusté sur certains d'entre eux également trouvés à Tell Zeidan et, plus tard, à Uruk — dont l'usage n'est pas encore attesté, mais qui pourraient être des mesures de rations, indice d'une gestion plus complexe des ressources,. Durant les périodes moyenne et récente d'Uruk les écuelles à bords biseautés retrouvés en très grande quantité pourraient également servir pour la distribution de rations standardisées ou pour la fabrication de pain.
Des figurines dites à « tête de lézard » qui représentent probablement l'élite gouvernante sont très présentes notamment à Eridu et à Ur. Elles constituent une preuve supplémentaire de la pratique de la déformation du crâne, indicateur (débattu plus haut) de l'existence d'une classe non laborieuse. L'une de ces figurines masculines trouvées à Eridu tient une masse pouvant être interprétée comme un symbole d'autorité,.
À Tell Brak ont été retrouvées de nombreuses empreintes de sceaux qui datent de 4200 à 3600 av. J.-C. Elles représentent souvent des animaux comme des lions seuls ou en groupe, des serpents ou des chèvres. Souvent, ces animaux se combattent et les seuls êtres humains représentés combattent un lion ou un serpent à l'aide d'armes ou d'outils. Le lion pourrait déjà ressembler à un symbole d'autorité à l'époque pendant laquelle le leadership devient de plus en plus puissant. Ceci avant qu'ils n'apparaissent dans les œuvres d'art du sud de la Mésopotamie à la fin de la période d'Uruk. Il existe également des figures hybrides alliant des humains aux animaux (à l'exception des têtes de chèvre), ou qui combinent des têtes de chèvre avec des pattes d'autres animaux ou des ailes. Des motifs géométriques ou abstraits, des fleurs et quelques scènes complexes complètent la collection de Tell Brak.

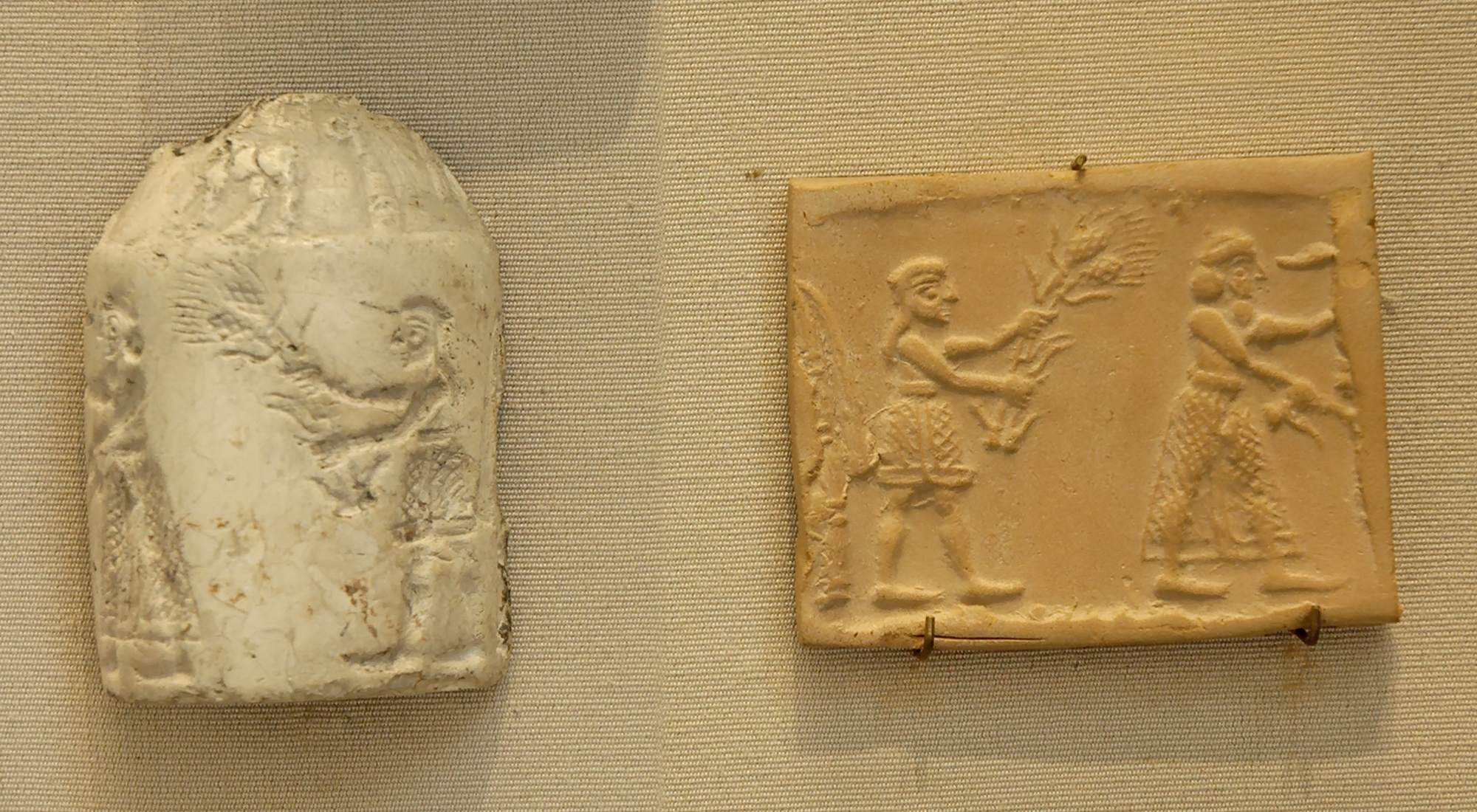
Sceau-cylindre en calcaire et son impression : le roi (l’homme à la jupe en filet) et un acolyte nourrissant le troupeau sacré, période d'Uruk, vers -3200 British Museum.

Il existe cependant un nombre significatif de sceaux où sont représentés des vautours. Symbole élégant et particulièrement intégré au quotidien : l'hypothèse qu'il puisse être en relation au traitement des ordures qui découle de l'urbanisation expansive semble plausible. Les charognes et les déchets mangés et traités par les vautours a peut-être conduit les habitants de l'époque à considérer ces rapaces comme une bénédiction.
Le IVe millénaire av. J.-C. voit également apparaître les premiers sceaux-cylindres. Les plus anciens sont découverts dans les niveaux du Moyen Uruk et sont antérieurs aux bâtiments de l'Eanna. Leur complexité et la continuité de leur impression dans l'argile présente une plus grande sécurité que les sceaux précédemment utilisés. Une figure majeure, « l'homme à la jupe en filet » (ou « roi-prêtre ») y est souvent représentée, parfois chassant le lion, attributs ou prérogatives confirmées plus tard dans l'histoire de la Mésopotamie comme ceux des rois, prêtres et guerriers. Les personnages qui figurent sur ces sceaux-cylindre sont  impliqués dans diverses activités comme des scènes de combats, la gestion de ressources, des scènes cultuelles, des figures royales ou des animaux. Mais, si ces sceaux cylindriques contiennent une iconographie très riche, celle-ci reste difficile à interpréter sans textes contemporains pour les accompagner,.

### Des villes, des divinités et des temples

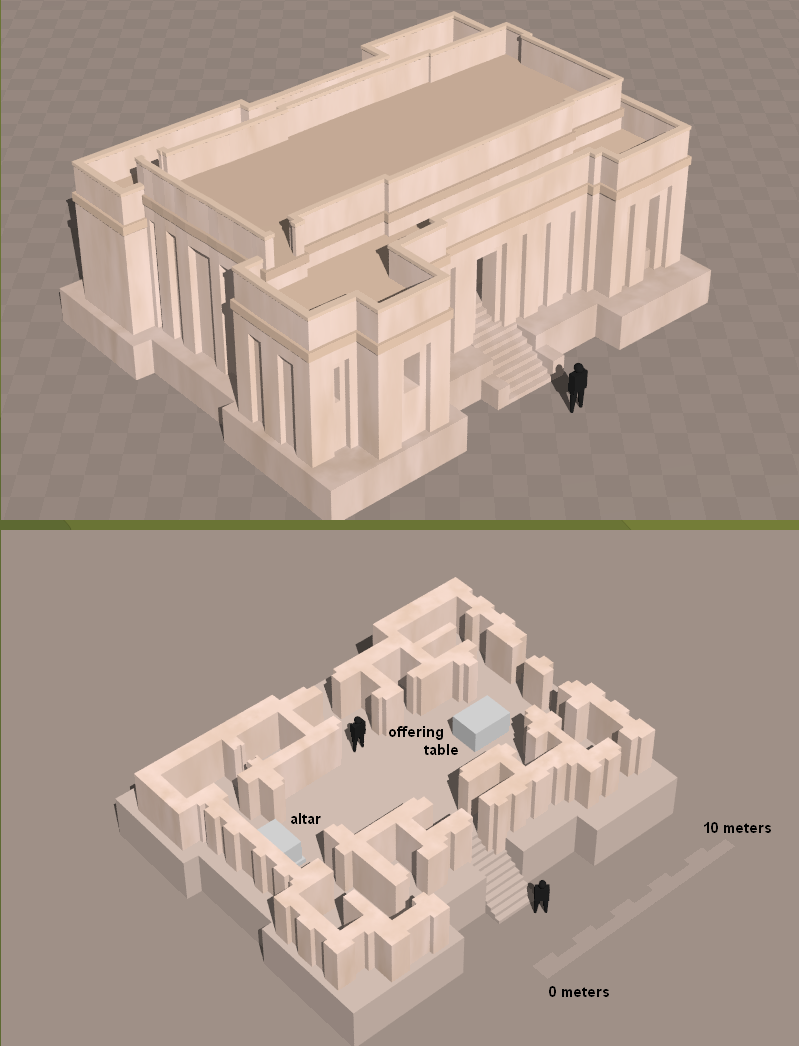
Reconstitution du temple du niveau VII d'Eridu, fin du, édifice monumental de plan tripartite caractéristique du Chalcolithique tardif.

Vers 3400 av. J.-C., à Uruk apparaît une architecture monumentale importante dans le quartier de l'É-anna. Il s'agit sans doute de bâtiments publics formels dont l'objectif spécifiquement économique ou religieux restent l'objet de suppositions car, malheureusement pour les historiens, ils ont été vidés de leur contenu lors de la construction du niveau supérieur. L'enceinte les entourant ceint une superficie de 8 à 9 hectares et certains bâtiments sont décorés de mosaïques de cônes. L'existence de temples est avérée, surtout à Eridu où le plus ancien d'entre eux, construit vers 5000 av. J.-C. durant la période d'Obeïd, est découvert sous la Ziggurat. Eridu, Tell Dlehim et Tell al-Hayyad font entre 40 et 50 hectares de surface alors qu'Uruk couvre plus de 70 hectares. 

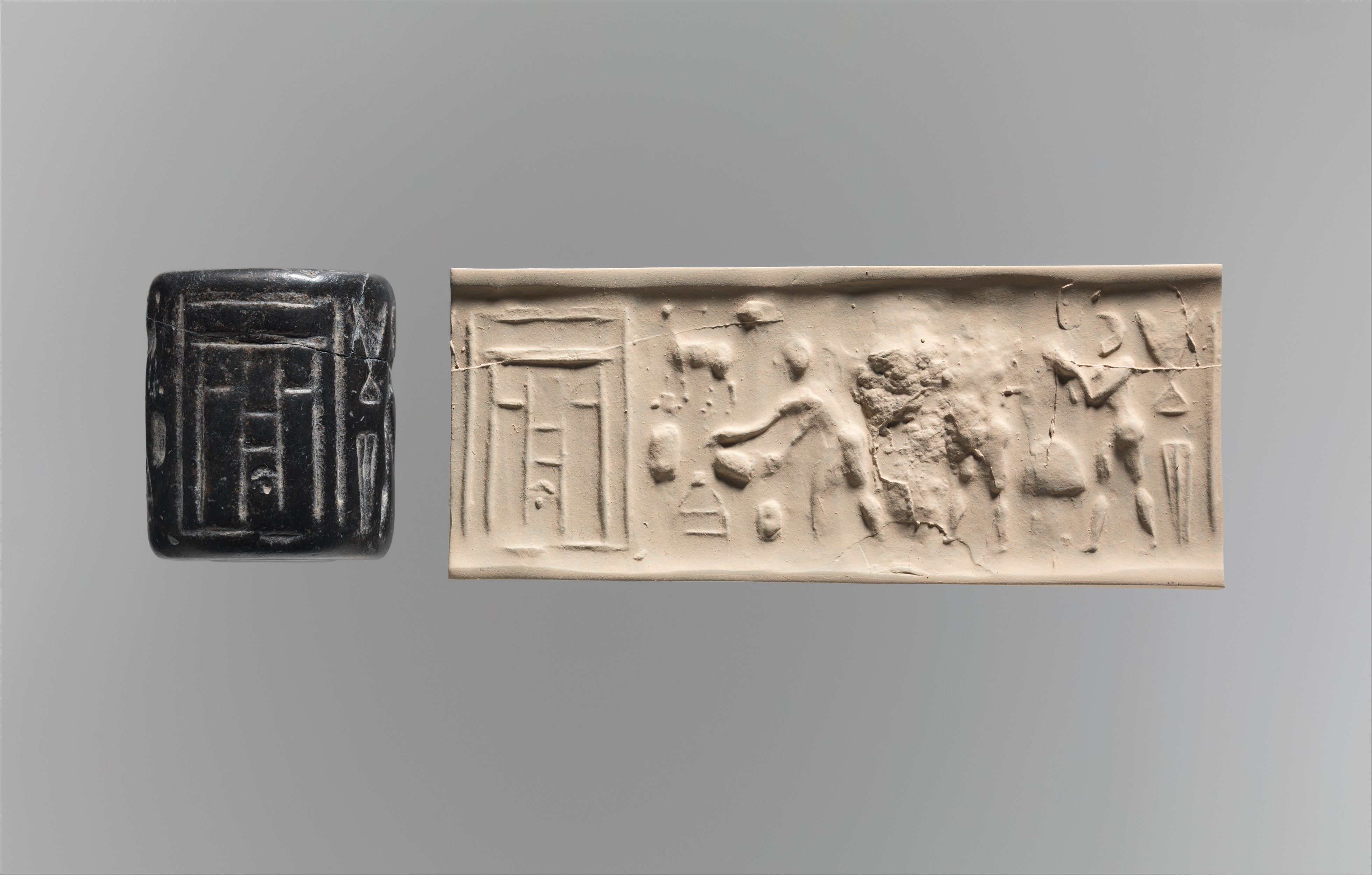
Sceau-cylindre antique et son impression montrant une procession de trois personnages nus vers un temple schématiquement représenté. Uruk - -3500--3100 - The Metropolitan Museum of Art - New-York

Pour l'historienne Beate Pongratz-Leisten, le concept de divinité au  IVe millénaire av. J.-C. s'adapte à la complexité croissante des sociétés urbaines. Les temples, notamment celui dédié à Inanna à Uruk, deviennent des centres cruciaux, non seulement pour les pratiques religieuses, mais également comme pôles économiques et sociaux. Ils symbolisent l'identité collective de la cité. Dans ce cadre, les divinités urbaines, représentées par des figures comme Inanna, ne sont pas de simples entités spirituelles : elles jouent un rôle central dans l'organisation et la gestion de la vie citadine. Pourtant, les anciens esprits protecteurs, ainsi que les dieux personnels et ancestraux, qui, jadis, assuraient la cohésion de petits groupes familiaux ou villageois, continuent de jouer un rôle important dans la vie quotidienne. Ils semblent toutefois intégrés dans le réseau divin plus vaste du temple, où ils contribuent à la stabilité et à la continuité des nouvelles structures sociales urbaines. Cette combinaison entre le culte familial et l'organisation urbaine donne naissance à un système divin hiérarchisé, où chaque entité, du dieu personnel à la divinité urbaine, joue un rôle dans le maintien de l'ordre social et cosmique,.
Par ailleurs, les scènes de cultes semblent être les sujets les plus couramment représentés sur les sceaux-cylindre. Les représentations incluent généralement des scènes dans lesquelles des humains approchent un bâtiment identifié comme un temple, portant des objets interprétés comme des offrandes. Une autre scène commune montre des animaux sortant de huttes en roseaux, souvent accompagnés d'un faisceau de roseaux symbolisant la déesse Inanna, ce qui indique le caractère sacré de ces animaux. Ces représentations sont souvent liées à l'institution du temple, qui jouait un rôle central autant dans les activités religieuses, que dans la gestion économique, notamment à travers le contrôle des troupeaux et des activités de production telles que le tissage.

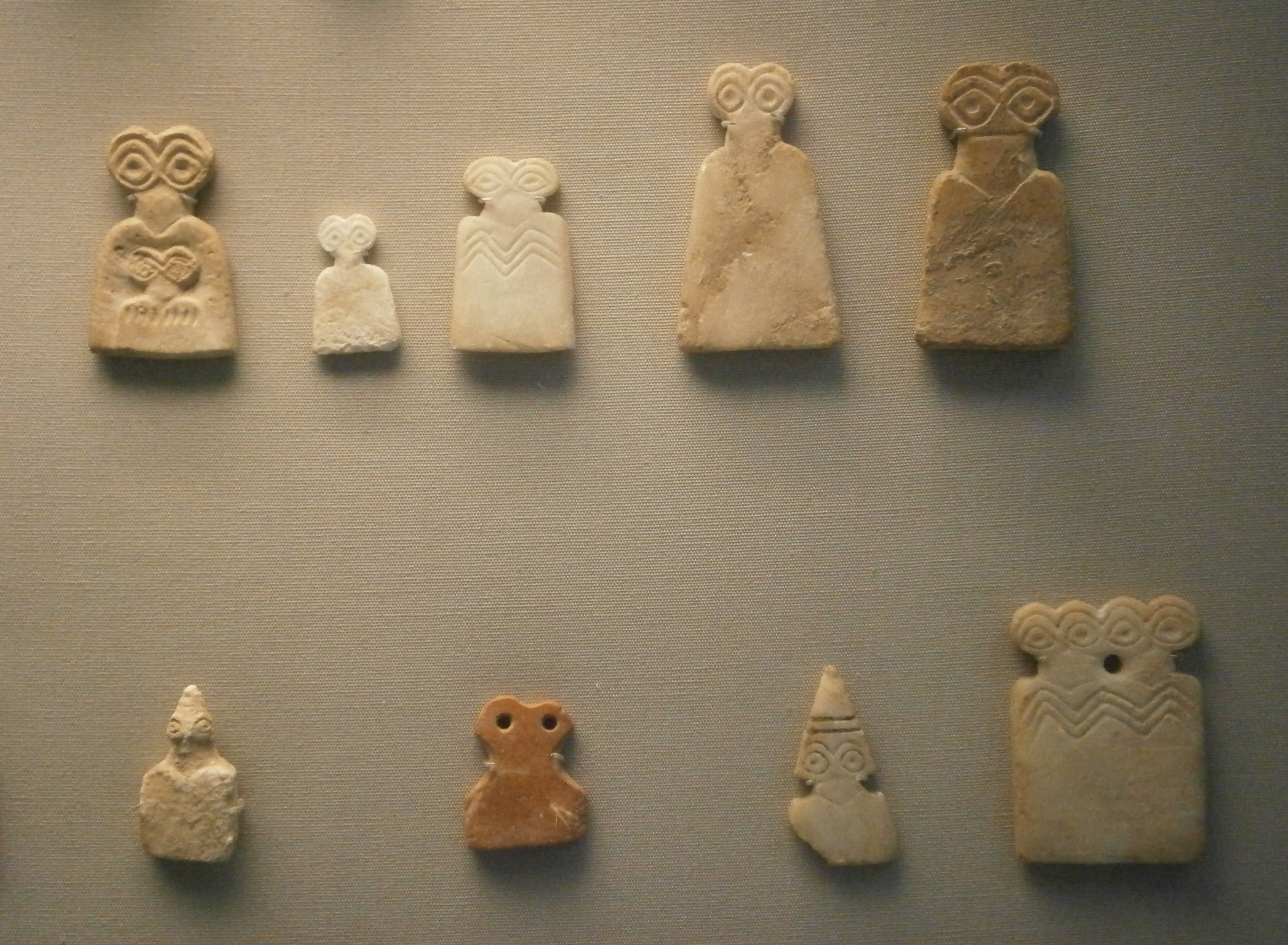
Exemples didoles aux yeux en albâtre, découvertes dans le « temple aux yeux » de Tell Brak. Vers le milieu du British Museum - Londres.

Au nord, à Tepe Gawra, l'architecture des grandes maisons tripartites jadis utilisées à des fins de réunion est réutilisée pour des rituels et deviennent des temples souvent associés à des bâtiments fortifiés fort probablement sous contrôle d'une élite, qui peut ainsi exercer une activité politique et mobiliser le travail et sa production en agissant comme prêtre, commanditaire de sanctuaires ou au nom de divinités. Ainsi, le caractère communautaire jadis accolé aux grandes maisons tripartites de la période d'Obeïd est conservé, mais est utilisé afin de légitimer les nouveaux « officiants » laïques et sacrés intimement liés. Les maisons tripartites abritant les réunions chères aux communautés de la période d'Obeïd sont remplacées par des agglomérations grandissantes et irrégulières de bâtiments, dont les dimensions semblent plutôt refléter des préférences individuelles que des règles ou des conventions communautaires.

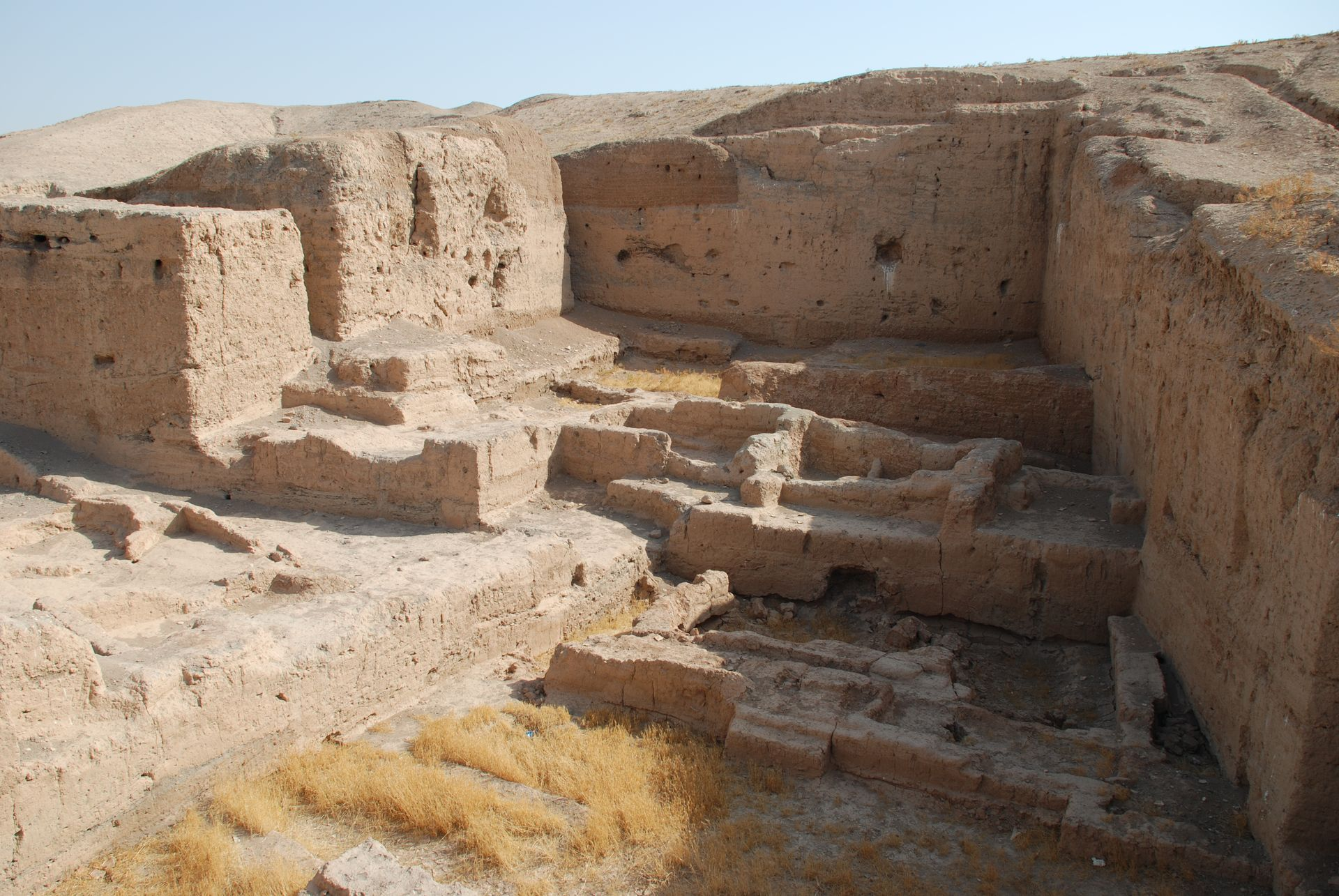
Zone de fouilles de bâtiments du Chalcolithique tardif (zone TW) sur le site de Tell Brak.

Le site septentrional de Tell Brak est également une illustration majeure du phénomène d'agrandissement des villes : la totalité des 45 hectares du tell est occupée. Durant cette phase, un amoncellement d'habitations se forme en « couronne » autour du site et indique probablement une agglomération urbaine de 100 hectares. Par ailleurs, les plus petits sites des environs qui ont 5 hectares, semblent indiquer un système dans lequel Tell Brak exerce une domination politique et économique sur les communautés environnantes,. On y trouve également des preuves d'architecture monumentales associées à la religion institutionnelle : notamment les premières phases du « Temple aux yeux » datant du début du IVe millénaire av. J.-C., avec ses centaines de petites « idoles aux yeux ». Ce temple est alors contemporain du bâtiment tout aussi impressionnant de Hammam et-Turkman, sur le fleuve Belikh au nord de la Syrie, avec des murs de 2 mètres d'épaisseur et une façade à contreforts.

### L'écriture et les nombres

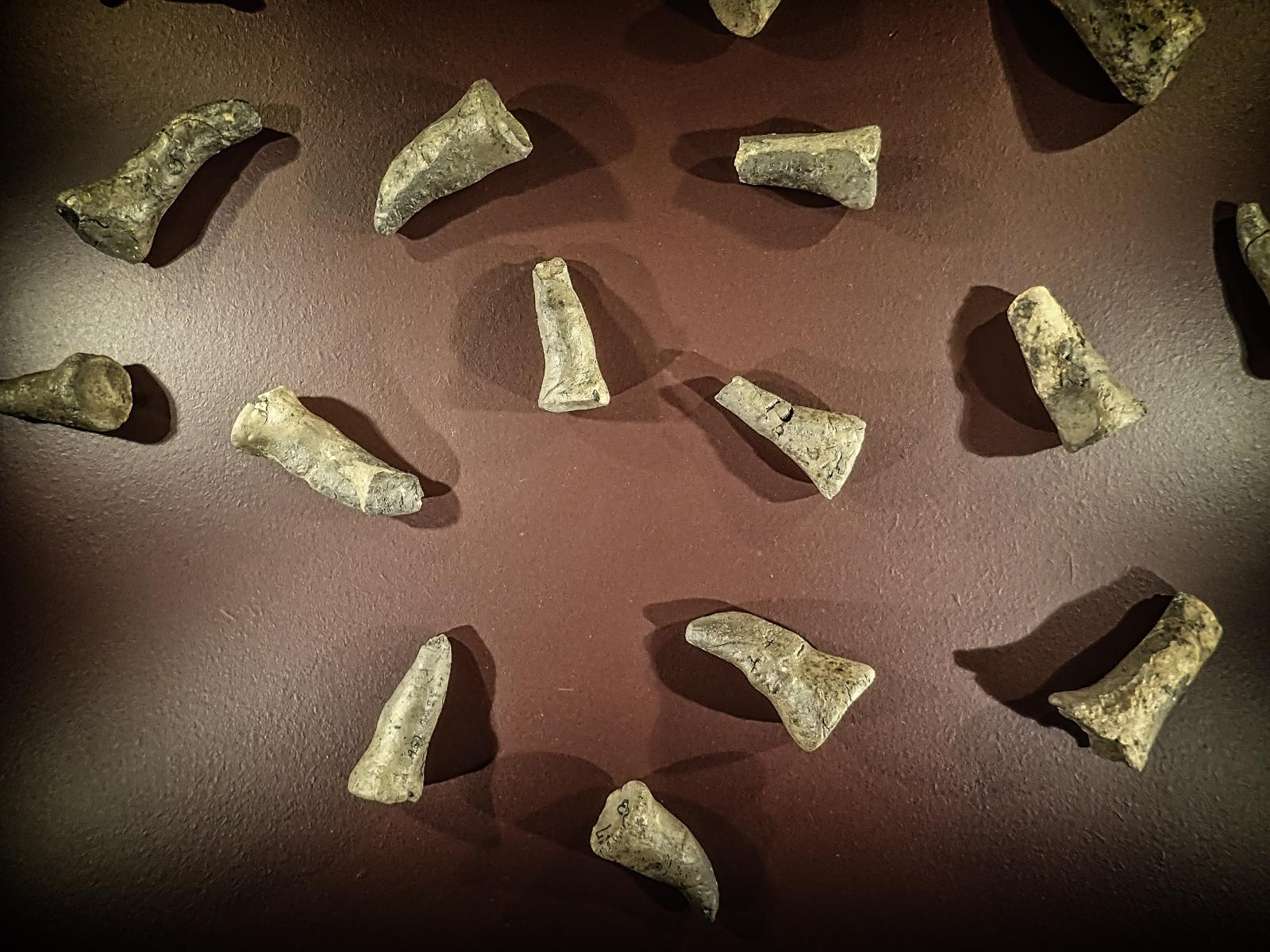
Jetons provenant de Tepe Gawra, v. -5000--4500, Penn Museum.

L'écriture est l'avancée la plus significative du IVe millénaire av. J.-C. D'abord, très symbolique, il est fort probable que celle-ci soit un prolongement de l'utilisation de jetons de pierre ou de bols en terre cuite sur lesquels sont sculptés ou imprimés un symbole. Mais, l'antériorité des jetons sur les tablettes n'est pas encore formellement avérée. Ils pourraient tout aussi bien avoir servi à imprimer les tablettes d'argile afin d'uniformiser l'usage des symboles,,.
À côté de l'écriture, se développe un système numérique visant fort probablement à dénombrer le bétail, les céréales, les produits laitiers ou à établir un calendrier. Le comptage s'établit sur un système sexagésimal et son usage commence vraisemblablement par l'utilisation de jetons géométriques plus tard imprimés sur l'argile des tablettes. Bien qu'il n'y ait encore aucune preuve, les jetons trouvés à Tell Abada pourraient être précurseurs de ce système de comptage.
C'est traditionnellement l'apparition de l'écriture qui marque la fin de la Préhistoire, même si au regard de l'état actuel de la recherche, elle apparaît plus comme un marqueur symbolique ou un point culminant du processus d'apparition de l’État et des villes, qui caractérise le passage de la Préhistoire à l'Histoire au sens propre du terme,.